# Olomouc

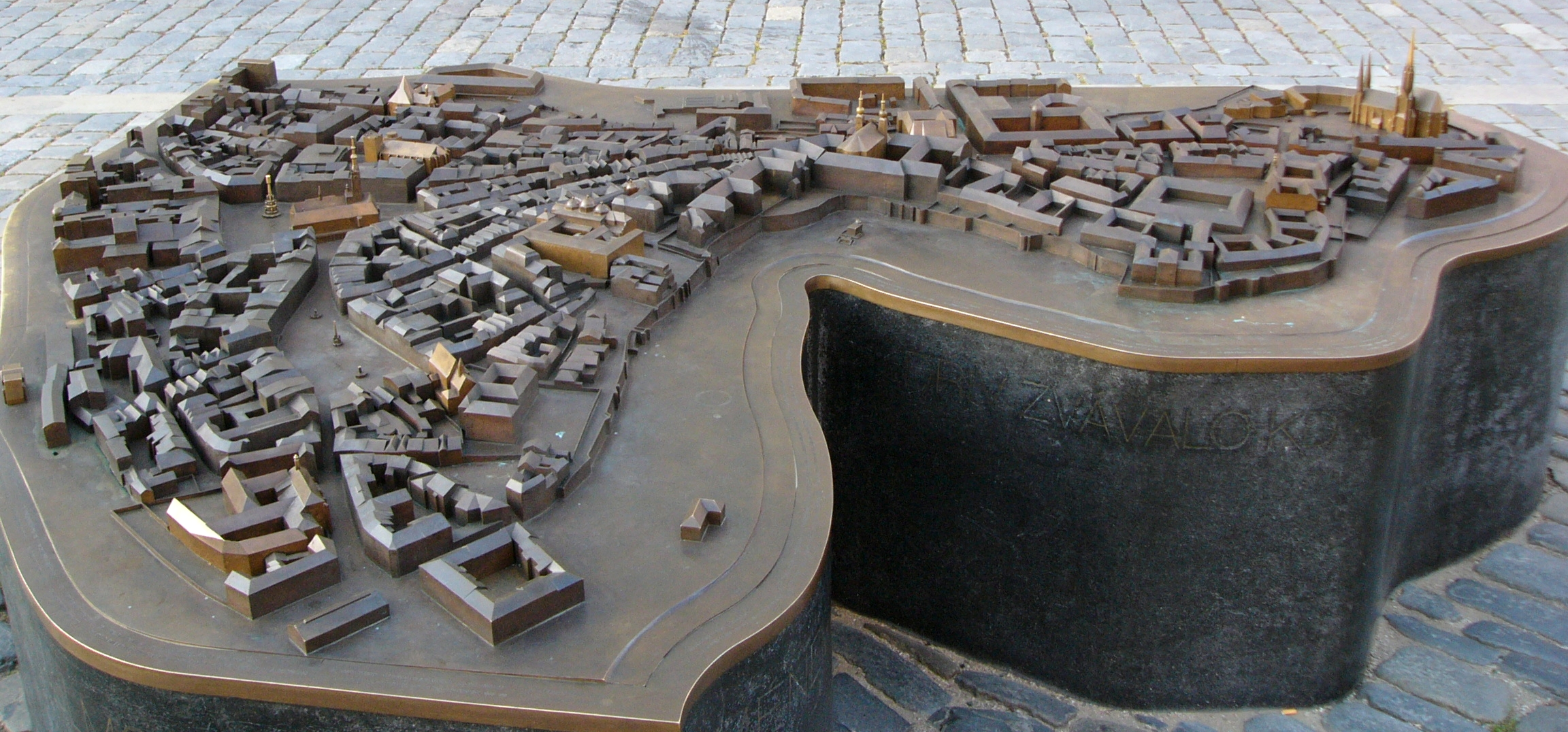
Model centra Olomouce na Horním náměstí

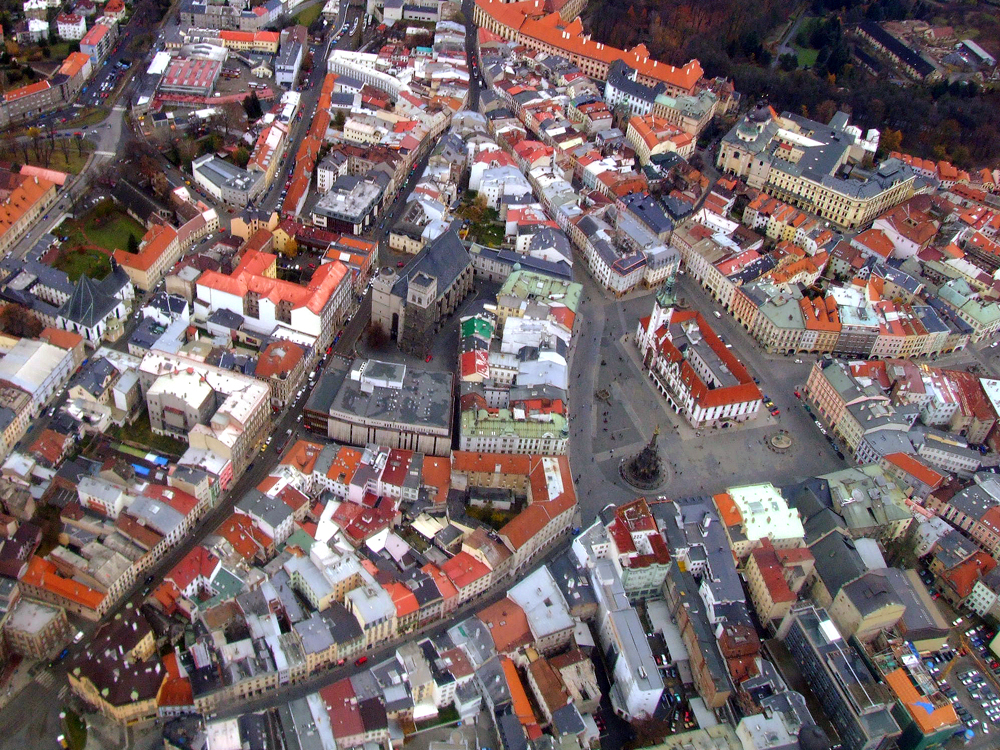
Západní část historického jádra (letecký pohled ze západu)

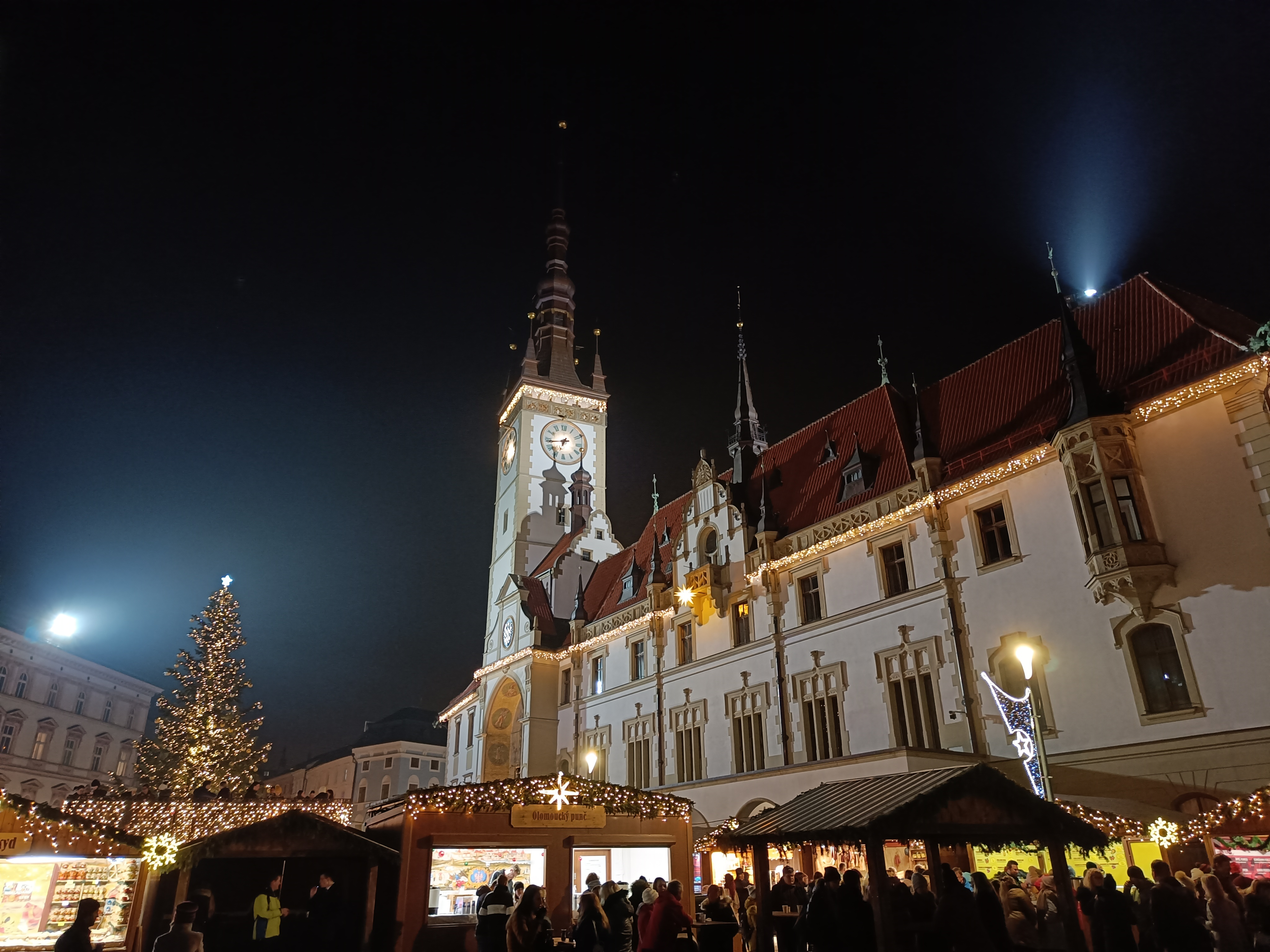
Vánoční Olomouc

Olomouc (rod ženský, v místním úzu i mužský, hanácky Olomóc nebo Holomóc; německy Olmütz) je statutární a univerzitní město v okrese Olomouc, šesté nejlidnatější město v Česku (třetí na Moravě). Jedná se o krajské město Olomouckého kraje a jedno z bývalých hlavních měst Moravy. Ve městě o rozloze 10 336 ha žije přibližně 103 tisíc obyvatel. Jedná se o největší město na řece Moravě. V její aglomeraci žije zhruba 400 tisíc obyvatel.
Olomouc byla ve středověku třetím největším městem zemí Koruny české (po Praze a Vratislavi) a soutěžila s Brnem o status centra Moravy. To se však změnilo poté, co město okupovala armáda Švédského impéria v letech 1642 až 1650. V polovině 18. století bylo město přebudováno na mocnou pevnost a Olomouc bývala významným obranným centrem, sídlem silné vojenské posádky. V následujících letech tu vyrostlo mnoho kasáren, cvičišť, skladišť a dalších objektů, které využívala armáda i po zrušení pevnosti v roce 1884, po dobu Československé republiky (kdy vzniklo též významné letiště v Neředíně), i po druhé světové válce. Od roku 1968 byla v Olomouci i velice početná okupační posádka Sovětské armády. Do roku 2013 sídlilo v Olomouci Velitelství společných sil AČR, do té doby tedy město bylo hlavním centrem obrany státu. Od roku 2015 byl v Olomouci vytvořen Útvar podpory speciálních operací. Po reorganizaci sem bylo v roce 2020 situováno Velitelství pozemních sil AČR. A spolu s krajským velitelstvím, 15. ženijním plukem, velitelstvím vojenské policie i sídlem vojenské hudby se dodnes jedná o významné vojenské centrum ČR.
V oblasti soudní moci je významnou institucí Vrchní soud v Olomouci. Díky tomu zde nesdílí krajský soud, ale jeho agendu obstarává Krajský soud v Ostravě – pobočka Olomouc. Protože je město sídlem kraje, působí zde také krajský úřad. Význam Olomouce jako vzdělanostního centra podtrhují Univerzita Palackého, nejstarší na Moravě a druhá nejstarší v Česku, Vědecká knihovna a Slovanské gymnázium, nejstarší nepřetržitě fungující střední škola na Moravě s českým vyučovacím jazykem. Dnes je nejen sídlem arcibiskupství a metropolity římskokatolické moravské církevní provincie, ale také centrem pravoslavné církve na Moravě. Pro svou atmosféru a historické pamětihodnosti je Olomouc vyhledávaným místem konání mezinárodních konferencí a festivalů. Více než padesátiletou tradici má Academia Film Olomouc (AFO), mezinárodní festival dokumentárních filmů a videoprogramů. Probíhá tu též významný český divadelní festival Divadelní Flora, dále pak Flora Olomouc, mezinárodní výstava zaměřená na zahradnictví a pěstování rostlin s každoroční návštěvností okolo 80 000 návštěvníků. Oblíbený je rovněž Podzimní festival duchovní hudby či Mezinárodní varhanní festival. Své fanoušky si již našly také mladší akce – květnový Beerfest i srpnový Flamenco festival.
Olomouc je významné historické město bohaté na památky různého druhu. Nejvýznamnější památkou je sloup Nejsvětější Trojice od roku 2000 zařazen na seznam UNESCO díky své unikátní podobě a největšímu sousoší ve střední Evropě. Městská památková rezervace je pak jednou z největších a nejvýznamnějších v České republice. Šest památek má status národní kulturní památky. Historická část města je chráněna jako městská památková rezervace. Podle výnosu ministerstva kultury ze dne 21. prosince 1987, čj. 16 417/87-VI/1, jsou její hranice vymezeny ulicemi Studentskou, Dobrovského a Jiřího z Poděbrad, poté linií tereziánského opevnění, ulicí Aksamitovou, třídou Svobody a Legionářskou ulicí. Po pražské je tato památková rezervace druhá nejvýznamnější v Česku. Mezi národní kulturní památky patří Olomoucký hrad, klášter Hradisko, kostel svatého Mořice, sloup Nejsvětější Trojice a mariánský sloup se souborem barokních kašen a vila Primavesi.

## Název
Jméno sídla je odvozeno od osobního jména Olomút, jehož původ je nejasný (jisté je jen, že v jeho druhé části je (pra)slovanské mǫt- („hluk, zmatek“); místní jména odvozená od osobních jmen zakončených na -út/-ut, jako jsou Bolelouc, Chořelice, Seloutky, patří k nejstarším a vyskytují se jen na starém sídelním území). Jméno osady tedy původně znamenalo Olomutův (tj. dvorec, statek apod.). Poprvé je doloženo v Kosmově Kronice Čechů k roku 1055 v podobách Olomuz, Olomuc, Olomucz. Nářeční tvar s počátečním h- (v latinské formě Holomucensis) je poprvé doložen v roce 1208. Německé jméno vzniklo z českého. Humanisté vytvořili jako domnělý prazáklad jména latinské Juliomontium či Julimons („Juliův vrch“) a založení města spojili s Gaiem Juliem Caesarem. Název města v latině zní Olomucium nebo Eburum, v polsky Ołomuniec, maďarsky Alamóc.
Původní rod místního jména je mužský (je to původem mužský tvar přivlastňovacího přídavného jména). Neurčité zakončení vedlo k nejistotě o rodu, ve městě samém a ve východní a jihovýchodní části Moravy se udržel původní mužský rod, na západě došlo k přechodu na ženský rod. Hranice mezi užíváním jednoho nebo druhého rodu u tohoto typu místních jmen ve 20. století probíhala po čáře Šternberk – Horka nad Moravou – Slatinice – Čechy pod Kosířem – Malé Hradisko – Jedovnice – Šebrov-Kateřina – Tišnov – Velká Bíteš – Zbraslav – Zbýšov – Oslavany – Dolní Kounice. I na západ od této čáry nicméně byla území s převažujícím mužským rodem (Šumpersko, severní Zábřežsko, západní Tišnovsko, jižní a východní Velkomeziříčsko, Moravskokrumlovsko).
Zákon č. 214/1919 Sb., o sloučení sousedních obcí s Olomoucem, užíval mužský rod. Ertlova kodifikace jmen typu Olomouc stanovila v roce 1929 jako spisovný pouze ženský tvar, a to v duchu teze, že kdo porušuje jednotu spisovné češtiny, páše největší kulturní hřích na potomstvu, a kulturní úroveň jednotlivých krajů se nejlépe projevuje dobrovolným podřizováním individuálních zvláštností místních jednotné spisovné češtině. V roce 1930 se olomoučtí radní obrátili na Zemský úřad v Brně, aby rozhodl v otázce jmenného rodu názvu města. Ten si nechal vypracovat lingvistický rozbor u profesora Karlovy univerzity Josefa Zubatého, který prokázal, že správný je rod ženský. Toto bylo i úředně potvrzeno ministerstvem vnitra v témže roce.
Ve spisovné češtině je Olomouc zásadně rodu ženského a skloňuje se podle vzoru píseň (stejně jako jiná místní jména zakončená na měkkou souhlásku – Bystrc, Třeboň, Třebíč, Dobříš), v místním úzu je ale často používán původní a v nářečích zachovaný rod mužský a skloňování podle vzoru stroj. V případě nejistoty se doporučuje užívání opisů typu ve městě Olomouc, ve kterých se v češtině připouští užití prvního pádu. V nespisovné řeči se také někdy užívá slangových variant Olmík (mužského rodu) nebo Olm (podle vzoru hrad), ty ale pocházejí až ze sklonku 20. století.

## Symboly města

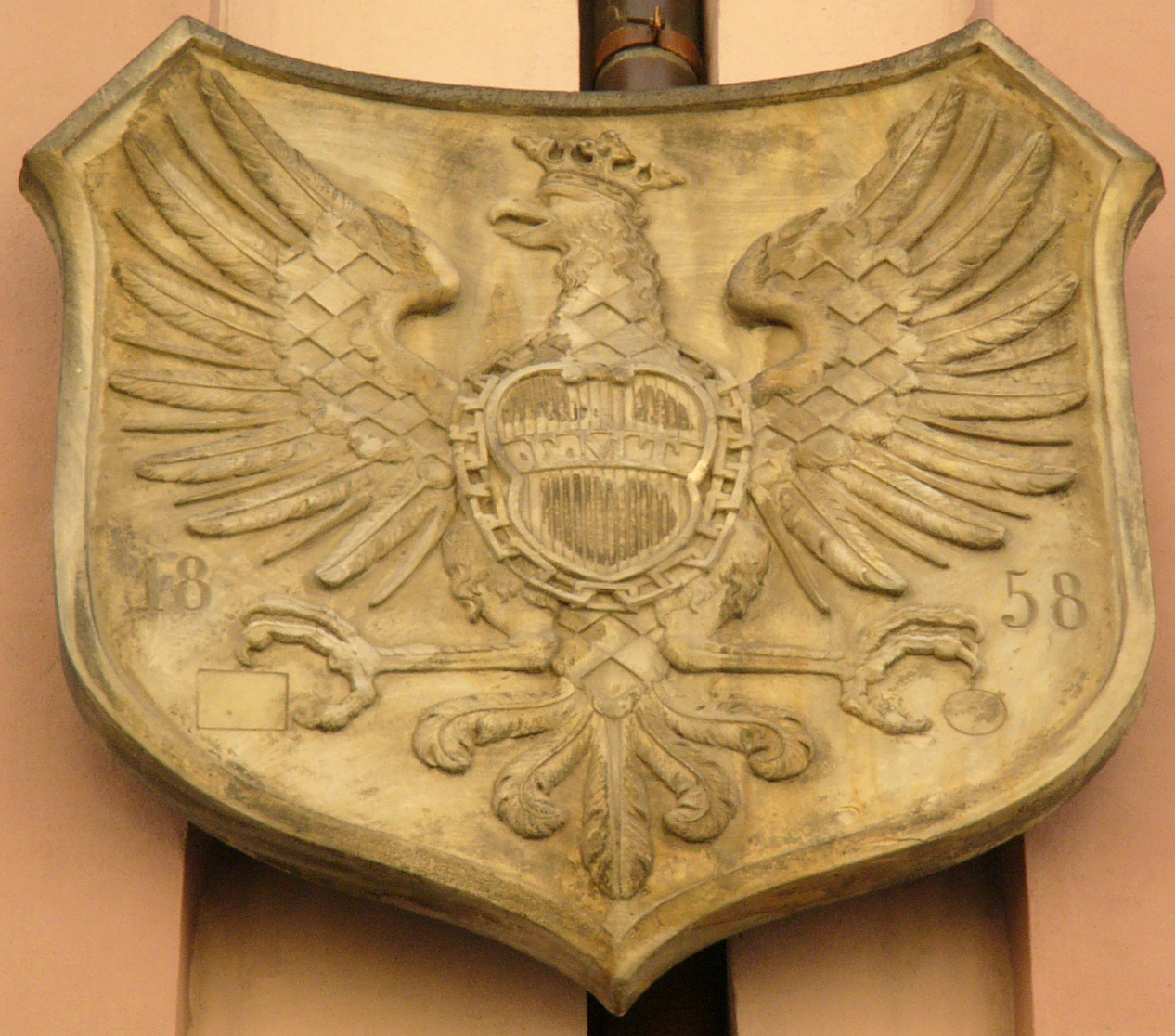
Znak města používaný v letech 1758–1918

Město používalo už od 13. století ve svém znaku i na pečetích moravské šachované orlice. Rozdílem byl jen červený jazyk orlice, moravská má zlatý. Po roce 1558 se začínají objevovat v rozích majuskulní písmena SPQO, což znamená „Senatus Populusque Olomucensis“ (senát a lid olomoucký), jako odkaz na zkratku římské říše SPQR. V roce 1758 znak polepšila královna Marie Terezie přidáním babenberského štítku na prsa orlice, který byl na památku neúspěšného obléhání Prusy ovinut zlatým řetězem a na kterém bylo uvedeno FMT (iniciály císaře Františka I. a právě Marie Terezie). Po roce 1918 byly tyto iniciály odstraněny a k žádosti města došlo roku 1934 k úplnému návratu k prosté šachované orlici. Roku 1993 se písmena SPQO vrátila. Autorem poslední úpravy znaku je známý olomoucký heraldik a přední znalec této problematiky Jiří Louda.
V roce 2008 získalo město nové logo. Základním prvkem logotypu je motiv šachovnice vycházející z moravské orlice, resp. heraldického znaku města. Z něj čerpá i červeno-bílá barevnost. Autorem loga města je grafik Jan Kolář.

## Dějiny

### Chronologie olomouckých dějin

#### Pravěk
- Mladý paleolit (40 000–10 000 př. n. l.) – Nejstarší nálezy o pobytu člověka na území města pocházejí z doby před 40 tisíci lety. Jedná se o kamenné nástroje putovních lovců především ze szeletienského (zde se uvažuje ještě o neandrtálské populaci) a aurignacienského technokomplexu. Dále se v okolí města objevují i náznaky pobytu gravettienské populace („lovci mamutů“).
- Neolit, doba kamenná (8000–5000 př. n. l.) – První důkazy pobytu zemědělské kultury. Nejstarší nálezy patří kultuře s lineární keramikou. První nepřímé důkazy trvalejšího osídlení centra Olomouce i jiných částí města. Další důkazy pobytu v Neolitu jsou u kultury s vypíchanou keramikou, lengyelské kultury a kultury s moravskou malovanou keramikou.
- Eneolit, doba měděná (4300–2200 př. n. l.) – Důkazy o pobytu kultury nálevkovitých pohárů, bádenské kultury, kultury se šňůrovou keramikou a kultury zvoncovitých pohár nebo kulovitých amfor.
- Doba bronzová (2200–800 př. n. l.) – První přímý důkaz o sídlišti v lokalitě Václavského a Petrského návrší. Nálezy únětické, věteřovské, středodunajské-mohylové, lužické a slezské kultury.
- starší doba železná (Halštat 750–450 př. n. l.) – První důkazy o opevněném sídle na Václavském a Petrském návrší. Doložení pobytu platěnické a halštatské kultury.
- mladší doba železná (Latén 450–50 př. n. l.) – Příchod a usazování laténské kultury (Keltové). Doloženy sídliště trvalejšího charakteru v Hejčíně, Slavoníně, Povlu, Nemilanech, Řepčíně, Topolanech a na Olomouckých návrších. Pravděpodobně se jednalo o keltské kmeny Bojů a Volků-Tektoságů.[26]

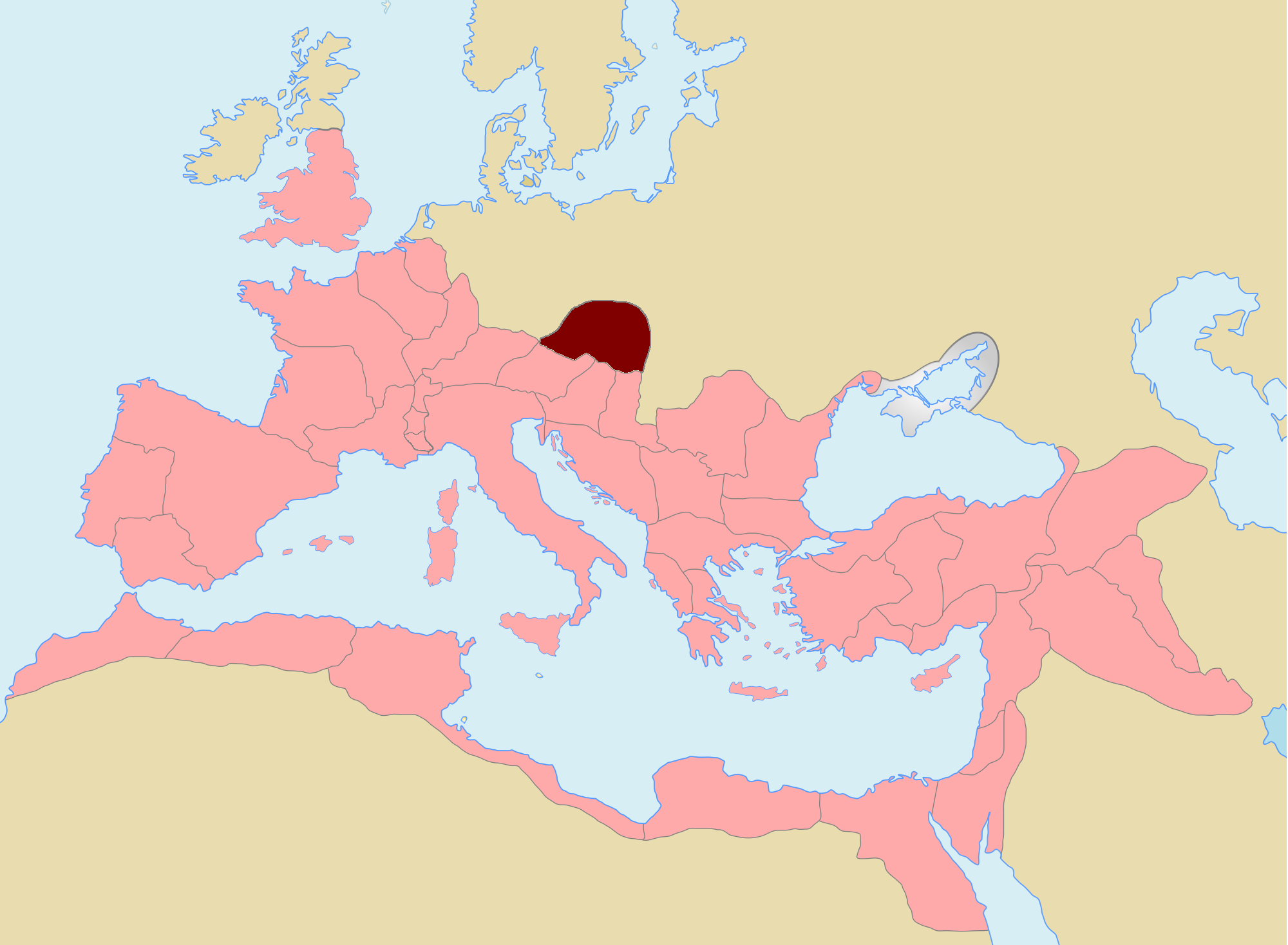
MARCOMANNIA – snaha o vytvoření nové římské provincie

#### Starověk(Římská doba a stěhování národů)
- přelom letopočtu – Dlouhodobý tlak Římské říše z jihu a rozšiřování germánských kmenů ze severu podél Labe vedly k rozdělení keltské kultury a izolaci části východních keltských kmenů na území Čech a Moravy. Tyto skupiny byly postupně asimilovány nově příchozími germánskými kmeny. Území dříve obývané Kelty ovládli postupně především Lugiové, Markomani a Kvádové, kteří zároveň začlenili zbytky keltské populace do své společnosti.
- 9. př. n. l. – sjednocení Markomanů a jejich příchod do prostoru dnešních Čech a Moravy.
- 166–180 n. l. – Objeveny základy římského pochodového tábora.[27] Ten vznikl v době Markomanských válek a sloužil pro krátkodobé utáboření neznámého vojenského útvaru (pravděpodobně přes zimu). Nějakou dobu se jednalo o nejsevernější důkaz pobytu Římanů za Dunajem, roku 2016 byl ovšem objeven o pár desítek kilometrů SZ další tábor v Jevíčku.[28]
- 476 – Pád Západořímské říše a tlak Hunů vyvolávají přesun germánských kmenů na jih, na území Římské říše. Tím se spouští období velkého stěhování národů. Uvolněná území po Germánech začínají osidlovat slovanské kmeny, přicházející z oblasti mezi Dněprem a Vislou, kde se z původních indoevropských kmenů postupně formují proto-Slované (jejich vzdálený původ lze pravděpodobně hledat v kaspických stepích a střední Asii).
- 4. – 5. století – Doložena přítomnost germánského kmene Langobardů migrujících na jih. Spolu s nimi odchází germánská kultura a je postupně nahrazována Slovany z východu. Původní germánské obyvatelstvo, jež se nepřesunulo na jih, je buď asimilováno, vyhnáno či pobito.
- 5. – 6. století – Příchod prvních Slovanů z kultury s keramikou pražského typu.[26]

#### Středověk
- Starší doba hradištní, před-velkomoravské období (600–799) – usídlování prvních větších slovanských populací, první důkazy opevněných slovanských hradišť na území města, vznik zemědělské osady v místě dnešní Denisovy ulice (nejstarší trvale obydlené sídlo na území Česka).[29] Území historického centra města je dle archeologického zjištění nepřetržitě obydleno více než 1500 let.[30] Vznik opevněného slovanského hradiště (nejstarší v Česku) na předměstích Povel a Nové Sady (1,5 km jižně od současného historického centra),[29][31] koreluje se Sámovou říší.
- Střední doba hradištní, velkomoravské období (800–950) – Dobytí původního slovanského hradiště Olomouc-Povel, nově vznikající Velkomoravskou říší a vybudování nového hradiště na Petrském návrší v dnešním centru.[29] Toto hradiště v dnešním centru města má archeologicky doložené osídlení dlouho před vznikem toho velkomoravského, a tak není známo či bylo postaveno nově, obnoveno nebo zřízeno v již existujících strukturách. První zmínky o kostelích na území města. Dvou na Václavském návrší a jednom na Petrském.
- Mladší doba hradištní (950–1150)
  - polovina 10. století – I přes počáteční přežití pádu Velkomoravské říše, je nakonec i Olomoucké hradiště vypáleno/dobyto (archeologické výzkumy udávají zánik hradiště později než tomu bylo v případě těch jihomoravských). Krátce na to je ovšem obnoveno.[26]
  - poslední čtvrtina 10. století – Území Moravy a tím pádem i Olomouc ovládají čeští Přemyslovci.[26]
  - 999–1018 – Hradiště i Moravu obsazuje polský kníže Boleslav I. Chrabrý. Ukázky polského typu opevnění v části hradiště na Václavském vrchu.[26]

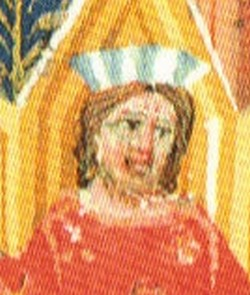
kníže Břetislav

  - kníže Břetislav1019 – kníže Oldřich dobude zpět Moravu a na hradišti v Olomouci jako přirozeném centru usazuje svého syna Břetislava jakožto správce Moravy.
  - 1021 – Břetislav unesl z kláštera ve Svinibrodu dceru bavorského velmože Jitku a žil s ní na olomouckém hradě. Historici v současnosti vedou diskuze, zda Břetislav sídlil ještě na starším hradišti na Petrském návrší, kde je dnes Arcibiskupský palác a Tereziánská zbrojnice, nebo už na Václavském návrší, kde stojí katedrála a kde byl olomoucký hrad v následujících staletích.
  - 1055 – první zmínka o Olomouci v Kosmově kronice.
  - 1063 – v Olomouci bylo knížetem, později králem Vratislavem II. obnoveno moravské biskupství.[32]
  - 1077 – benediktinská kolonie dorazila na Hradisko u Olomouce na pozvání olomouckého údělníka Oty I. Olomouckého a jeho manželky Eufémie, aby zde vybudovala klášter „na počest Spasitele a svatého prvomučedníka Štěpána“. Už po několika měsících vysvětil 3. února 1078 olomoucký biskup Jan na místě klášterní oratoř. Stalo se tak za přítomnosti obou fundátorů, ale i českého knížete Vratislava II. a břevnovského opata Meinharda a sázavského opata.[21]
  - 1107 – zahájena výstavba nové biskupské baziliky knížetem Svatoplukem a moravským biskupem Janem II.
  - 1126 – biskupem jmenován Jindřich Zdík (údajný syn kronikáře Kosmy), významný český diplomat, reformátor katolické církve v českých zemích a vzdělanec 12. století.
- 1161 – Olomouc dobyta vojskem Soběslava II.

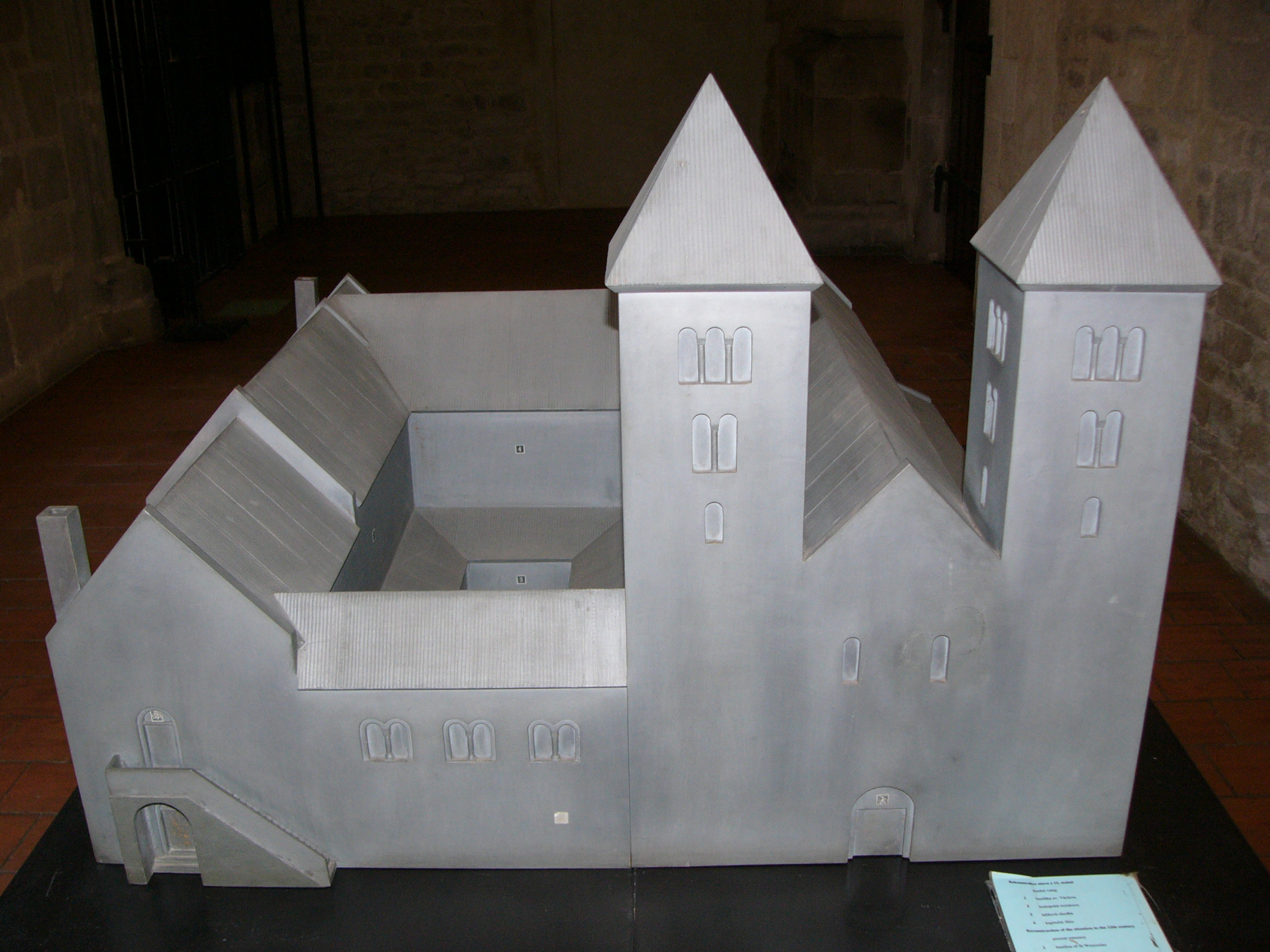
Románská Olomoucká bazilika a biskupský palác

- Románská Olomoucká bazilika a biskupský palác1178 – Obležení Olomouce spojenými vojsky brněnského a znojemského knížete Konráda II. Znojemského.
- 1201 – Smrtí Břetislava Olomouckého vymírá po více než 150 letech vládnoucí olomoucká větev Přemyslovců. Poslední osoba této linie je ovšem Sifrid, který musel na nátlak moravského markrabího Vladislava Jindřicha zvolit církevní dráhu a umírá jako děkan Olomoucké kapituly až roku 1227. Stejný rok nastupuje na biskupský trůn Robert Angličan a ruší společný život kanovníků, čímž začíná období stavby kanovnických rezidencí na předhradí a vytlačování kupců a řemeslníků do osad před hradby (později jeden z důvodů vzniku nového města).
- 1207 – Založen augustiniánský klášter u bývalého biskupského kostela sv. Petra.
- 1226 – Dle tradice zakládá sv. Hyacint dominikánský konvent u sv. Michala.
- 1230 – Založen Minoritský klášter v místech starého tržiště na předhradí (zbořen v 17. století při stavbě Univerzity[33]).
- 1239–1248 – Je založeno Královské město Olomouc, které před západními hradbami původního hradiště založil král Václav I. Město vzniklo z tří dříve samostatných osad (osada sv. Mořice, sv. Michala a sv. Blažeje) a sítě stezek a tržišť (dnešní Dolní a Horní náměstí) mezi nimi.
- 1240 – Kunhutou ze Žerotína založen klášter klaristek s kostelem sv. Kláry.
- 1246 – Založen první Olomoucký špitál sv. Antonína (později sv. Ducha)
- 1253 – Drancování širokého okolí a obležení Olomouce vojsky Bély IV. s Kumány. Za oběť jim padla většina osad, klášter hradisko a snad i ještě neopevněné město Olomouc. Tato událost měla za následek příliv německých kolonistů. Král Přemysl Otakar II. zakládá fojtství.
- 1257 – Založen biskupem Brunem ze Schauenburku první kostel sv. Mořice.
- 1261 – Privilegium na postavení kupeckého domu a pořádání trhů.
- 1287 – První zmínka o klášteru dominikánek.
- 1306 – Zavraždění krále Václava III. (vymření královské větve Přemyslovců).
- 1314 – král Jan jmenoval privilegiem Olomouc jako první město na Moravě.
- 1321 – První zmínka o kamenném opevnění celého urbanistického komplexu města, předhradí a hradu.
- 1351 – První písemné doložení dláždění ulic a náměstí.
- 1378 – Zahájení stavby kupeckého domu, který se později stal radnicí.
- 1381 – markrabě Jošt Moravský nechává při neshodách s biskupem vypálit katedrálu (markraběcí války).
- 1398 – Nejničivější středověký požár města.
- 1403 – První zmínka o židovské komunitě v Olomouci.
- 1409 – Dokončena stavba nové radnice, přestavbou kupeckého domu.
- 1416 – Na biskupský trůn usedá Jan XII. Železný, pozdější kardinál, Husův odpůrce, účastník kostnického koncilu a vůdce obrany Olomouce a katolického protihusitského vojska na Moravě.
- 1422 – král Zikmund Lucemburský povolil městu razit vlastní mince; jedná se o nejstarší dochované mincovní privilegium na Moravě[34] Obléhání Olomouce litevským knížetem Zikmundem Korybutovičem a moravskými oddíly.
- 1425 – Druhé obléhání Olomouce Zikmundem Korybutovičem, tentokrát s podporou Jana Tovačovského.
- 1427–1437 – Plenění okolí Olomouce husitskými vojsky Jana Tovačovského, Jana Parduse a dalšími.
- 1451 – Kázání italského kněze Jana Kapistrána, důvod pogromu a vyhnání židů z města v roce 1454.
- 1453 – Výstavba kláštera františkánů s kostelem Neposkvrněného početí Panny Marie v předhradební obci Bělidla (v 16. století zahrnuta novým opevněním k městu).[26]

#### Novověk

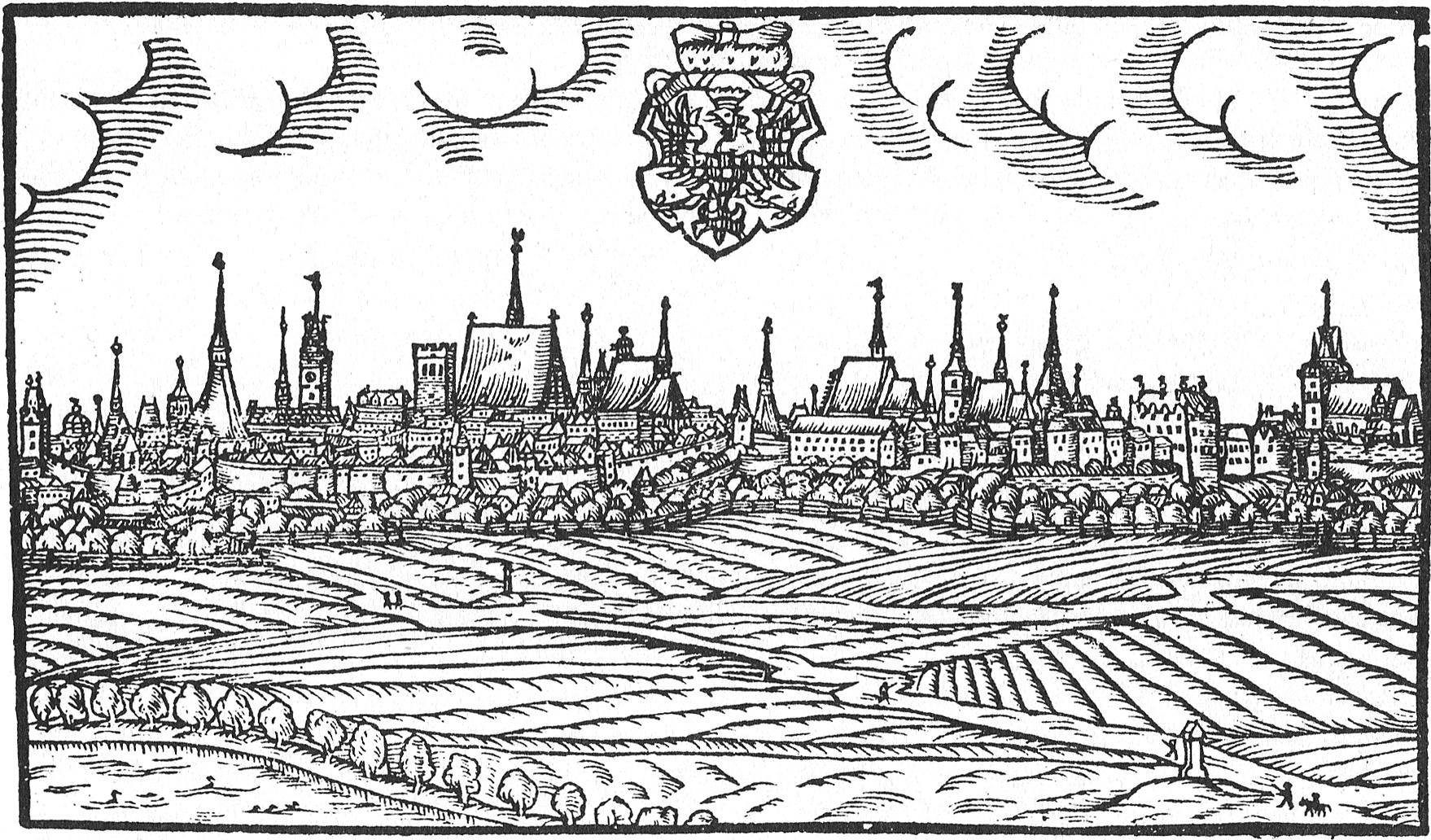
Olomouc v roce 1593 na vedutě Jana Willenberga

- 1469 – Prohlášení Matyáše Korvína v Katedrále sv. Václava českým králem.
- 1479 – Matyáš Korvín v Olomouci uzavírá tzv. olomouckou smlouvu.
- 1566 – Příchod jezuitů kvůli rekatolizaci
- 1567 – Papežem schválené založení jezuitské koleje
- 1573 – Založena jezuitská univerzita v Olomouci, dnes UPOL, první vysoká škola na Moravě
- 1576 – Při zdejší univerzitě založena Filozofická fakulta (první přednášku vedl anglický učitel George Warr a to z Logiky)
- 1642 – Úspěšné obléhání města Olomouc, švédskou armádou pod vedením Lennarta Torstensona v rámci třicetileté války
  - 1642–1650 – Ničivá okupace města švédskými vojsky, největší základna Švédů ve střední Evropě
- 1643 – První pokus o dobytí obsazené Olomouce
- 1644–1645 – Obléhání města císařskými vojsky, nejdelší obléhání třicetileté války v Zemích Koruny české.
- 1650 – Po zaplacení reparací opouští dva roky po konci třicetileté války město švédská okupační vojska.
- 1655 – Zdevastované město, prohlašuje císař Ferdinand III. pevnostním městem.Mariánský sloup na Dolním náměstí byl postaven jako výraz vděčnosti olomouckých měšťanů za ukončení morové epidemie z let 1714 až 1716

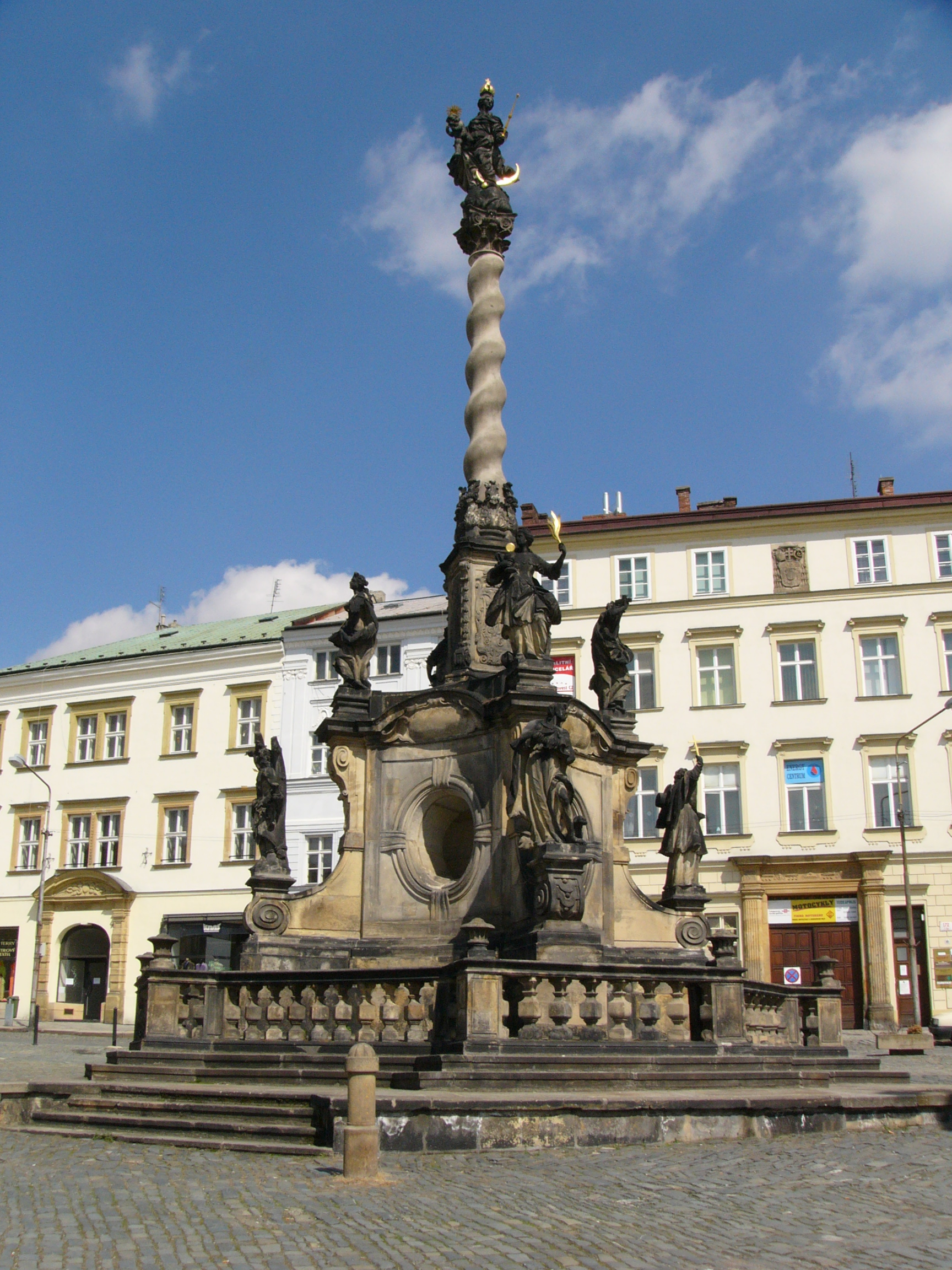
Mariánský sloup na Dolním náměstí byl postaven jako výraz vděčnosti olomouckých měšťanů za ukončení morové epidemie z let 1714 až 1716

- 1679 – Při Olomoucké univerzitě založena císařem Leopoldem I. Právnická fakulta.
- 1716–1754 – vybudován sloup Nejsvětější Trojice (roku 2000 vyhlášen památkou světového kulturního dědictví UNESCO); jde o největší seskupení soch v rámci jedné skulptury, stavba trvala 38 let a během té doby zemřelo několik umělců.
- 1741–1742 – okupace města pruskou armádou (války o rakouské dědictví).
- 1746 – založena Societas eruditorum incognitorum in terris Austriacis, první učená společnost na území ovládaném rakouskými Habsburky. Časopis společnosti Monatliche Auszüge byl prvním vědeckým časopisem na území Habsburské monarchie.
- 1748 – Založena vojenská nemocnice Olomouce v bývalém špitálu sv. Ducha
- 1753 – Na filozofické fakultě Olomoucké univerzity se začalo vyučovat lékařství
- 1758 – Olomouc se ubránila druhému pruskému obléhání, královna Marie Terezie povýšila 16 měšťanů do šlechtického stavu, vyplatila městu odškodnění, polepšila městský znak a udělila Olomouci právo používat titul Královské hlavní město Olomouc.
- 1759 – Založena Hlavní polní nemocnice v bývalém premonstrátském klášteře.
- 1761 – Zánik Hlavní polní nemocnice Olomouc.
- 1767 – za pobytu v Olomouci zde Wolfgang Amadeus Mozart zkomponoval 6. symfonii F-dur.
- 1777 – biskupství olomoucké povýšeno na arcibiskupství.
- 1778 – Moravská univerzita v Olomouci přesunuta do Brna.
  - Vojenská nemocnice Olomouc přesunuto do větších prostor Jezuitského konviktu (do té doby patřící univerzitě)
- 1782 – Dekretem Josefa II. univerzita navrácena do Olomouce, degradována ovšem na akademické lyceum.
- 1785 – Dekretem Josefa II. bylo zrušeno všech 9 olomouckých špitálů (v rámci kterých fungovali i nalezince, chudobince atd.)
  - To vedlo k vysoké úmrtnosti a zvýšenému počtu osob na ulici, což vyvolalo nevoli u obyvatelstva.
- 1787 – Je na základě císařského dekretu o zdravotních ústavech v rakouských zemích, založena třetí nejstarší nemocnice v monarchii (po Brně a Vídni) s porodnicí a nalezincem. Byla umístěna do bývalého minoritského kláštera.

#### Moderní dějiny
- 1802 – Obnovená polní nemocnice jako Vojenská nemocnice Olomouc natrvalo usazena v Klášterním Hradisku.
- 1827 – Olomoucké učení povýšeno opět na univerzitu s novým názvem: C. k. Františkova univerzita v Olomouci.
- 1829 – Velitelem pevnosti Olomouc je jmenován slavný maršál Radecký, který žil v přepychovém Edelmannově paláci na Horním náměstí.
- 1841 – Příjezd prvního vlaku do města (trasa Vídeň–Olomouc).[35]

- 1845 – Odjezd prvního vlaku z Olomouce do Prahy.
- 1848–1849 Po vypuknutí revoluce ve Vídni, odjíždí císař Ferdinand I. se svým dvorem do Olomouce.
  - Během pobytu císařského dvora v Arcibiskupském paláci, zde abdikoval Ferdinand I. ve prospěch svého synovce Františka-Josefa I.
  - V Olomouci bylo také spolu s místní vojenskou posádkou, vládou a dvorskou komorou plánováno vojenské potlačení revoluce.
  - Byla zde tehdy přijata i tzv. Březnová oktrojovaná ústava.  Korunovace Františka Josefa I. v Olomouci

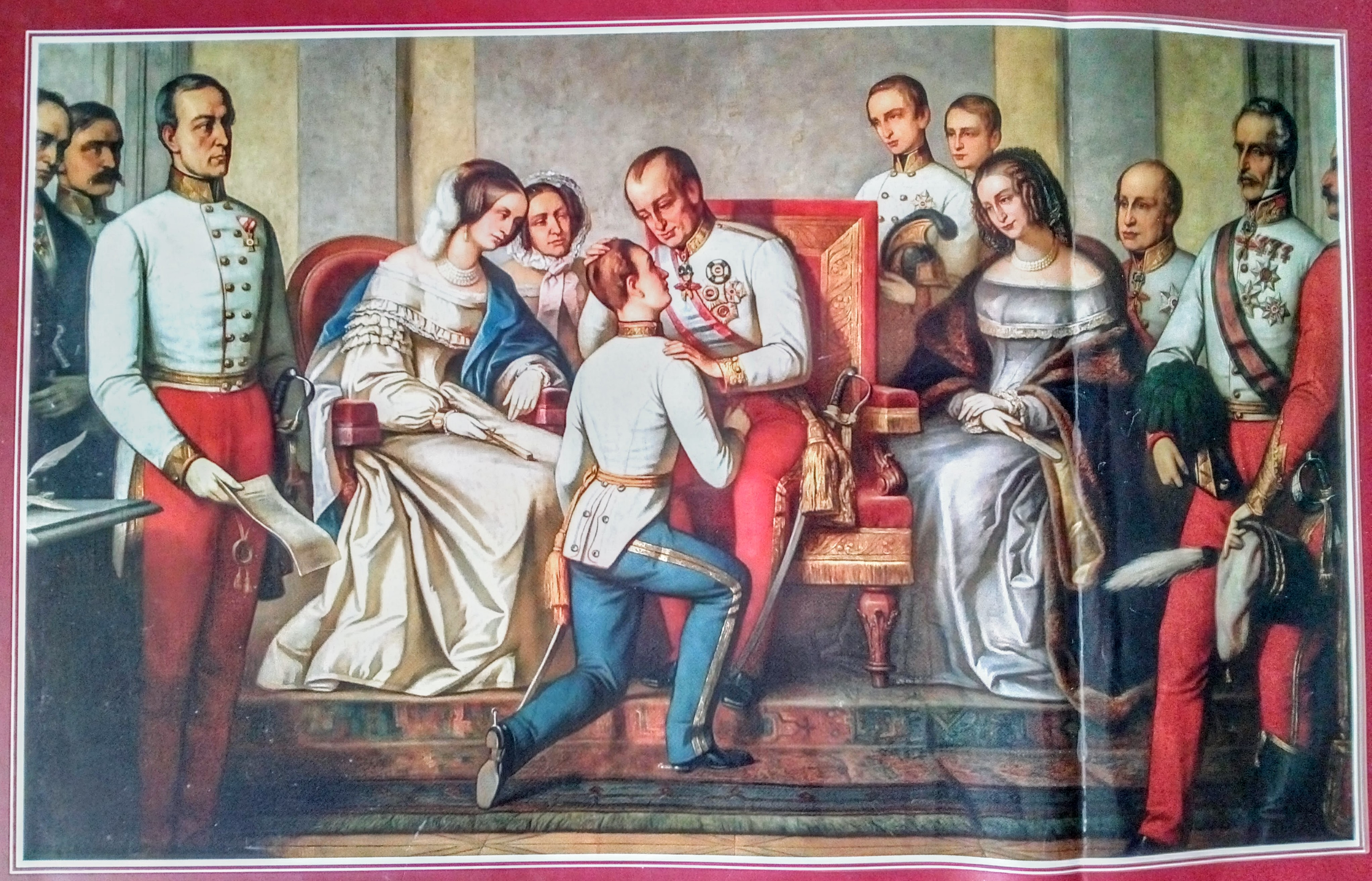
Korunovace Františka Josefa I. v Olomouci

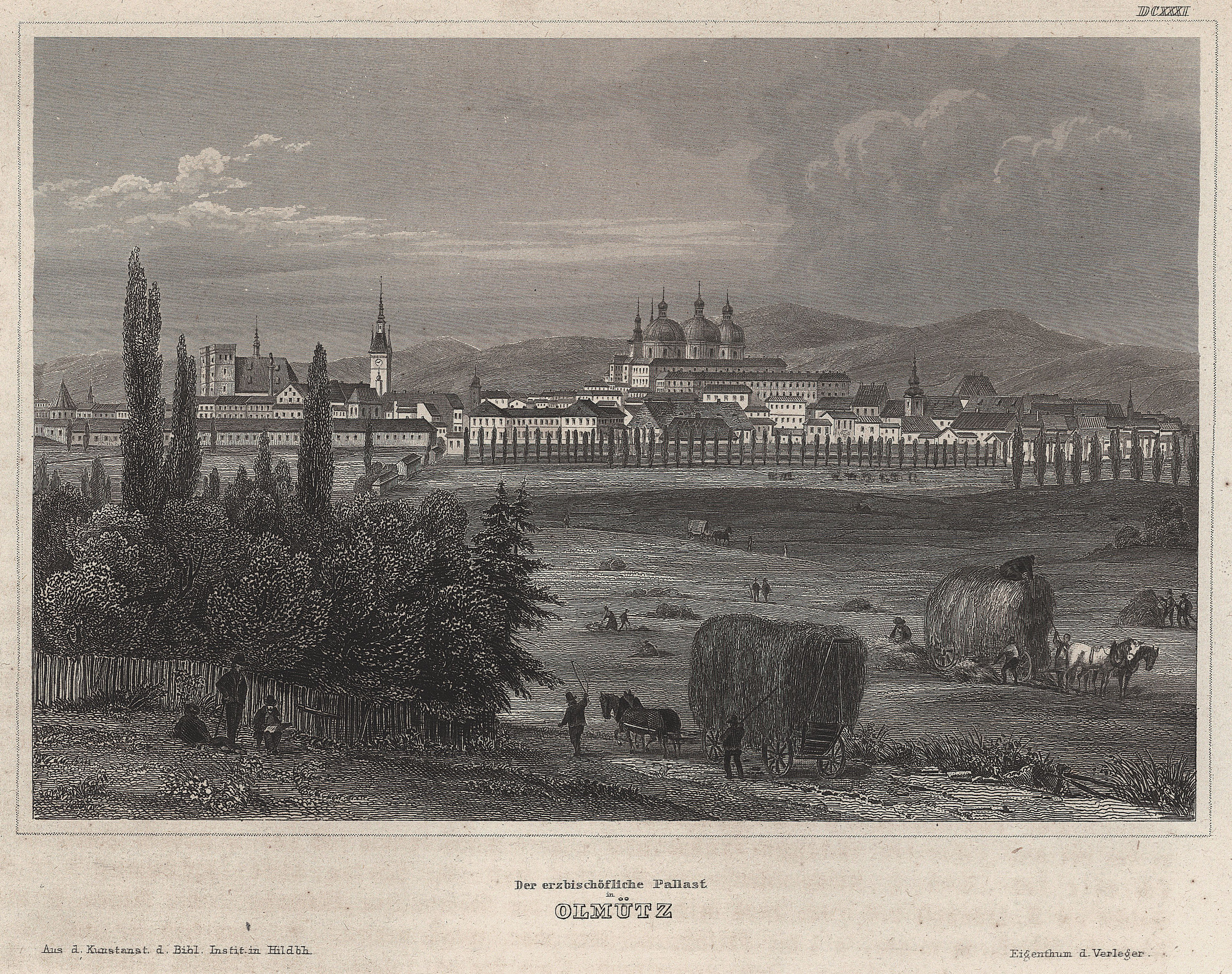
Pohled na Olomouc v roce 1850

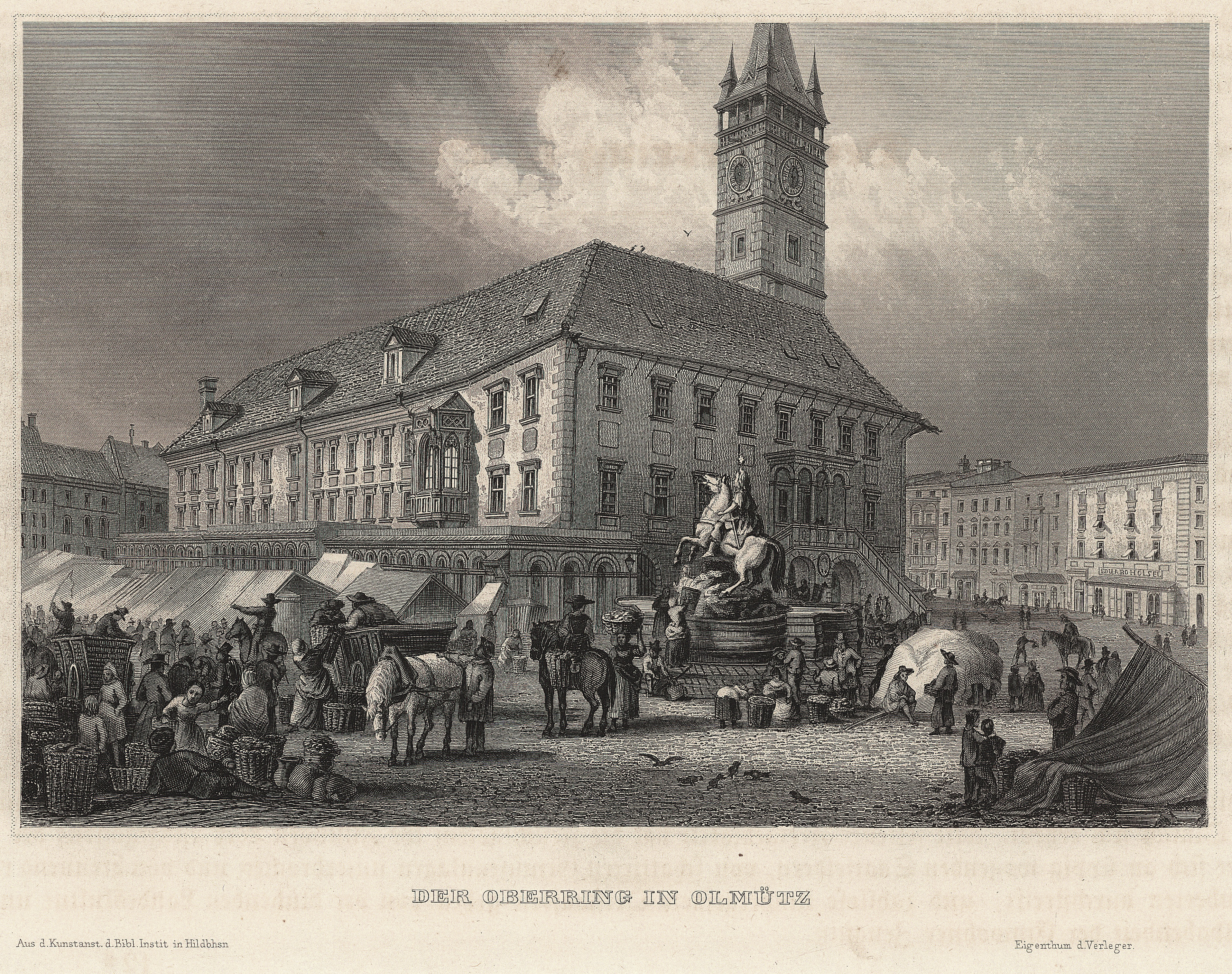
Horní náměstí v roce 1859

- 1851 – Vševojskové manévry u pevnostního města Olomouci za přítomnosti císaře Františka-Josefa I. a ruského cara Mikuláše I.
- 1853 – Největší vojenské manévry v dějinách Olomouce.
- 1855 – Olomoucká všeobecná nemocnice povýšena na veřejnou.
- 1860 – Dekretem znovu zrušena Olomoucká univerzita. Směla zůstat pouze Teologická fakulta a univerzitní knihovna.
- 1862 – Olomoucká nemocnice povýšena na Moravskou zemskou nemocnici.
- 1886 – Zrušení Olomoucké pevnosti a následný stavební boom (zpomalený opožděným oznámení až od roku 1888)
- 1896 – Dokončena výstavba nových zemských nemocničních ústavů v olomouckém předměstí Nová Ulice.
  - Tehdy s novou internou, chirurgickým oddělením, očním oddělením, infekčním oddělením, lékárnou, sklady zdravotnického materiálu, byty lékařů, domem pro úředníky a klášterem řádových sester. Tento dnes již velmi přestavěný komplex pořád využívá FNOL jako svoje sídlo.
- 1899 – K Olomoucké nemocnici přistavěna nová porodnice
- 1905 – Eduard Konrád Zirm, primář očního oddělení olomoucké nemocnice, provedl první úspěšnou transplantaci na světě, jednalo se o transplantaci oční rohovky.
- 1919 – připojením okolních převážně česky mluvících obcí vzniká Velká Olomouc.
- 1921 – město navštívil poprvé oficiálně prezident Tomáš Garrigue Masaryk.[36]
- 1939–1945 – okupace města německou armádou, připojení k Protektorátu Čechy a Morava (15. března 1939 zatčeno 800 židovských mužů a někteří z nich byli převezeni do Dachau, poté v červnu 1942 až březnu 1945 odvezeno 3498 Židů do Terezína a do vyhlazovacích táborů na východě).
- 1945–1946 – vysídlení olomouckých Němců (asi čtvrtina populace města).
- 1946 – obnovení univerzity pod názvem Univerzita Palackého, v současnosti čítající osm fakult.
- 1970 – v Olomouci vychází první samizdatová edice v Československu po roce 1969: olomoucké „Texty přátel“ (vydavatelé Petr Mikeš, Eduard Zacha, později Rostislav Valušek a další).
- 1974–1980 připojením 15 okolních obcí vzrostla plošná rozloha města na trojnásobek; Olomouc se stala stotisícovým velkoměstem.Plán rozšíření královského města Olomouc z roku 1895 (Camillo Sitte)

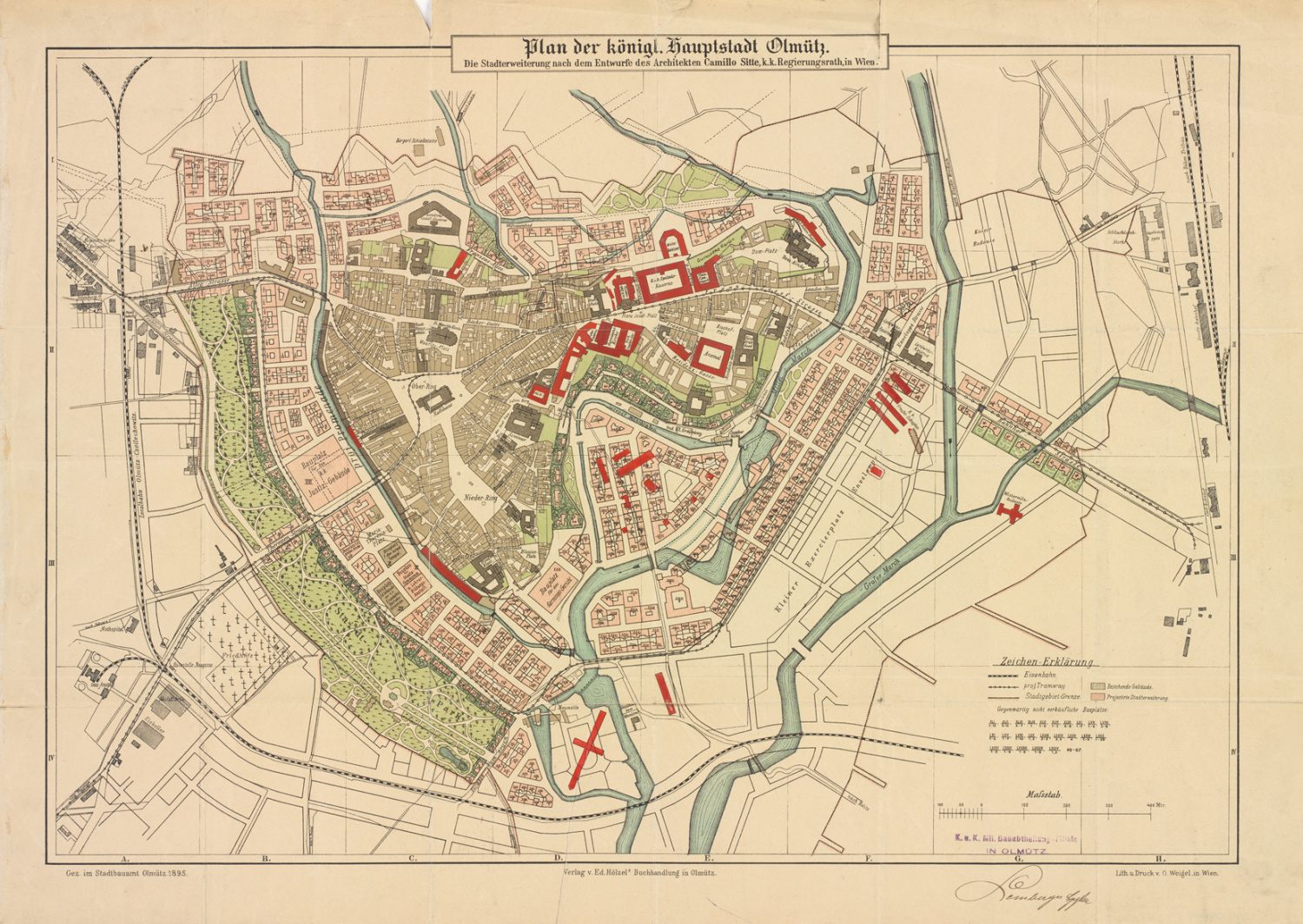
Plán rozšíření královského města Olomouc z roku 1895 (Camillo Sitte)

- 1990 – obnovení pomníku T. G. Masaryka jako symbolu návratu k demokracii.
- 1994 – hokejový tým HC Olomouc v sezoně 1993/1994 se stal historicky prvním klubem který vyhrál Českou hokejovou extraligu.
- 1995 – návštěva papeže Jana Pavla II., svatořečil zde blahoslavenou Zdislavu a Jana Sarkandera (21. května 1995 na statisícovém shromáždění na letišti v Neředíně).
- 1997 – město zasáhla katastrofální povodeň (od 6. července 1997), nejničivější v jeho historii.
- 2012 – fotbalisté SK Sigma Olomouc vyhráli Český pohár a následně český Superpohár.
- 2017 – celostátní setkání mládeže CSM Olomouc (15. až 20. 8. 2017).
- 2022 – Olomouc zpívá. Přehlídka k 50. výročí festivalu dětských pěveckých sborů v Olomouci. Sbory se představily v koncertních sálech, chrámech, u olomouckých kašen 19. až 26. května 2022.
- 2024 – Olomouc se dobře připravila na katastrofální povodeň, která trápila Olomoucký kraj a Česko od pátku 13. září. Přes 3. povodňový stupeň (vyhlášený 16. září) zůstala řeka Morava s výjimkou městské části Chomoutov a Holického lesa ve svém korytě. Čtvrť Olomouc-Chomoutov, poté co řeka překonala mobilní protipovodňovou stěnu, zažila stoletou vodu, která se rozlila do okolí i ulic městské části.
- 2025 – fotbalisté SK Sigma Olomouc vyhráli po čtrnácti letech Český pohár, když ve finále porazili pražskou Spartu 3 : 1.

## Architektura
Olomouc se skládá z několika dříve samostatných obcí. Část z nich vznikla především v 17. století v době budování ohromné barokní bastionové pevnosti (viz Nová ulice, Nový svět, Nové sady atd.). Zbytek je různého data založení (viz Neředín, Chválkovice, Slavonín, Holice atd.). Samotné centrum má velmi dlouhou historii, sahající hluboko do minulosti. Dnešní centrum začalo vznikat zhruba před 15 stoletími v době expanze Slovanů. Jsou však doložena osídlení již z období germánského a keltského. Jistě máme doložené hradiště z 9. století v místech vymezeném dnešním nám. Republiky, Wurmovou a Křížkovského ulicí a olomouckým hradem. Hradiště se začalo postupně formovat do areálu přemyslovského hradu a jeho opevněného předhradí. Od 13. století doplněného oficiálně založeným královským městem Olomouc ze třech dříve samostatných osad (Mořické, Blažejské a Michalské osady).
Až do 16. století fungovalo předhradí s hradem a královské město Olomouc odděleně a taktéž je až do 18. století rozdělovala železná neboli nová věž s bránou. Obě sídelní jednotky měly vlastní správu a i když tvořily jeden urbanistický celek, bylo na ně pohlíženo odděleně. Předhradí a postupem času i hrad byly ovlivněny důležitým církevní prvkem v podobě biskupství (od 18. století arcibiskupství), správy diecéze, množstvím klášterů a kanovnickými rezidencemi. Od 17. století také předhradí významně formovala armáda v podobě rušení a zabírání klášterů a časem i jejich demolicí a nahrazování převážně vojenskými stavbami (Tereziánská zbrojnice, Armádní dům nebo Hanácká kasárna). V oblasti kde se předhradí spojovalo se samotným městem rostl od 16. století velkolepý komplex univerzity. Postupem času bylo jezuity, kteří univerzitu založili, rozšiřovali a vedli, zabráno a přestavěno mnoho církevních i světských staveb. V jednotném komplexu vznikly budovy jezuitské školy, semináře, Konviktu, kostela Panny Marie Sněžné či kolejí.
V historickém jádru samotného královského města pak vznikla uliční síť propojující tři bývalé osady a mezi nimi vytvořené tržiště (dnes Dolního a Horního náměstí). V bývalé osadě u sv. Mořice postupně vznikl hlavní městský chrám se současnou budovou z 15. století, v místech Michalské osady pak Žerotínské náměstí, klášter dominikánů s kostel archanděla Michaela nebo areál pro zasedání zemských soudů a správy moravského markrabství (dnes arcibiskupský kněžský seminář). Poslední z původních osad u sv. Blažeje se stala spodní částí Dolního náměstí, její kostel v 18. století zanikl a část staré zástavby pohltil v 17. století klášter kapucínů. Hlavním centrem královské Olomouce se stalo Horní náměstí s budovou radnice (doplněné orlojem, prodejními stánky a vysokou hodinovou věží), souborem kašen a v 18. století doplněné čestným sloupem Nejsvětější Trojice. Mimo to je náměstí obklopeno významnými šlechtickými a městskými paláci. Dolní náměstí přímo propojené s Horním skrze zúžený prostor doplňovalo město o další plochu pro pořádání trhů či reprezentativní výstavbu.
Širší část města poté představovala různorodý stavební i historický vývoj úzce svázaný se samotným městem. Příkladem může být dnešní městská část Klášterní Hradisko se stejně pojmenovaným premonstrátským klášterem (dnes vojenskou nemocnicí) nebo poutním areálem na Sv. Kopečku ve stejnojmenné městské části.

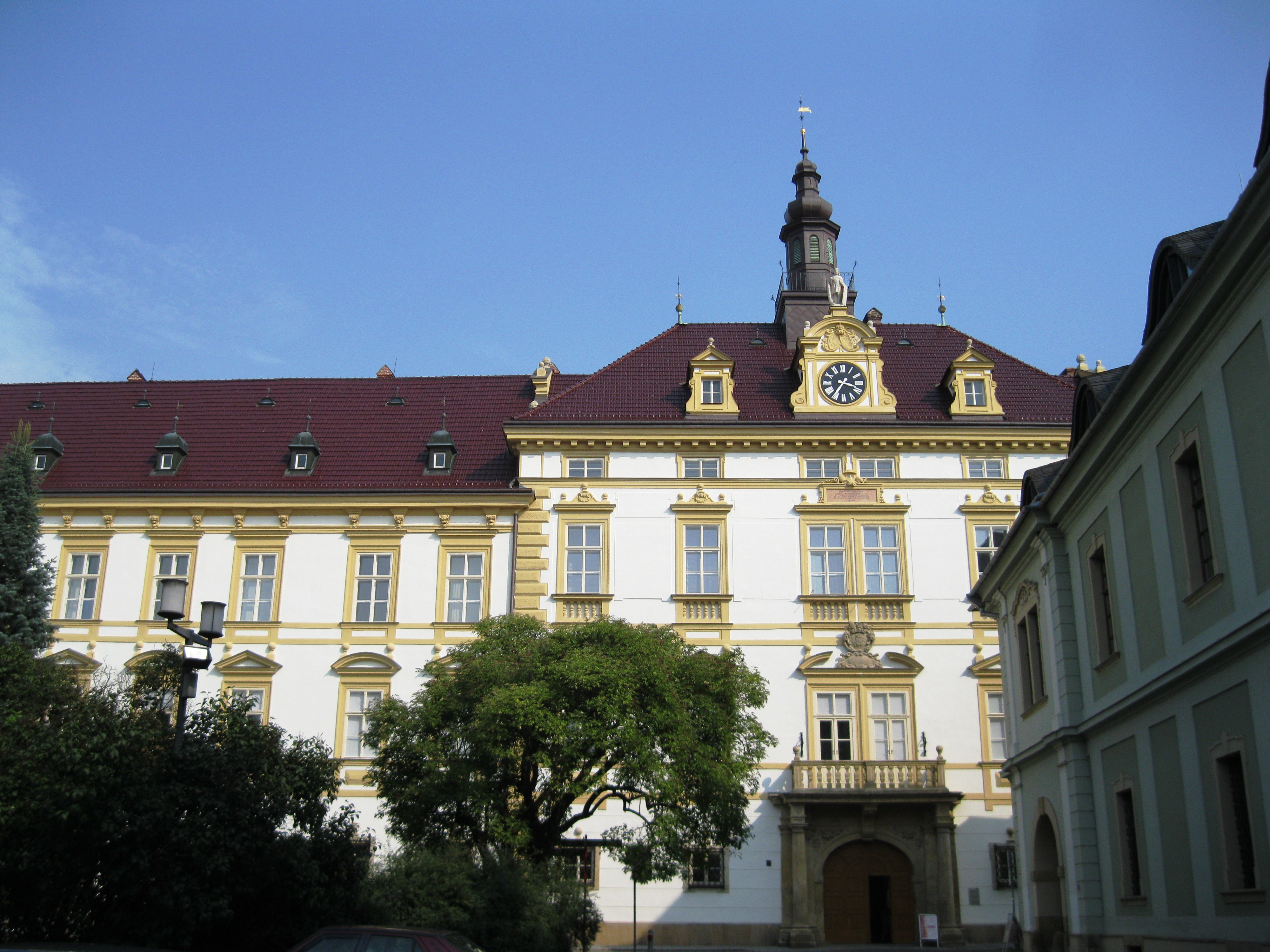
Arcibiskupský palác Olomouc

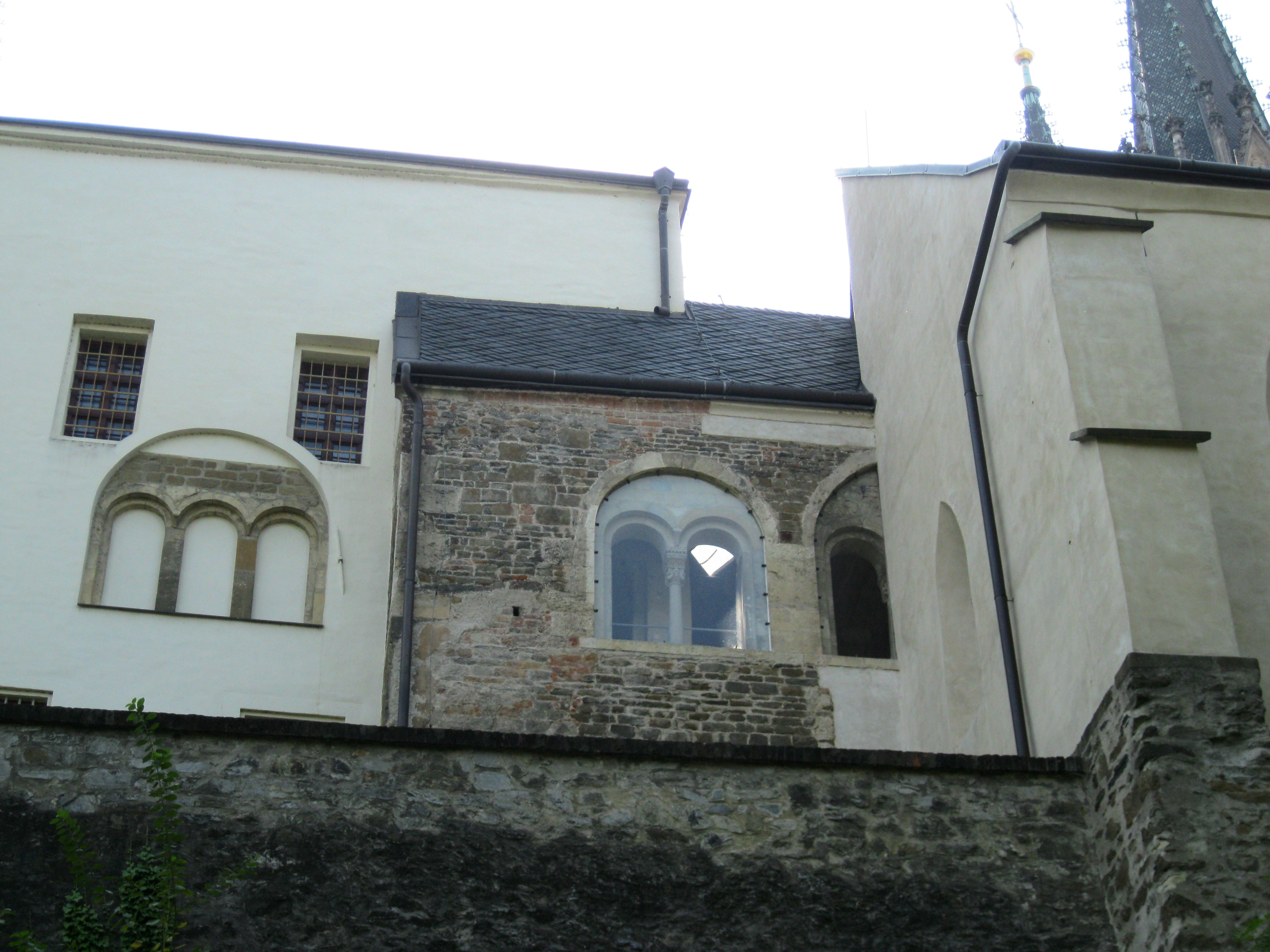
Zdíkův palác

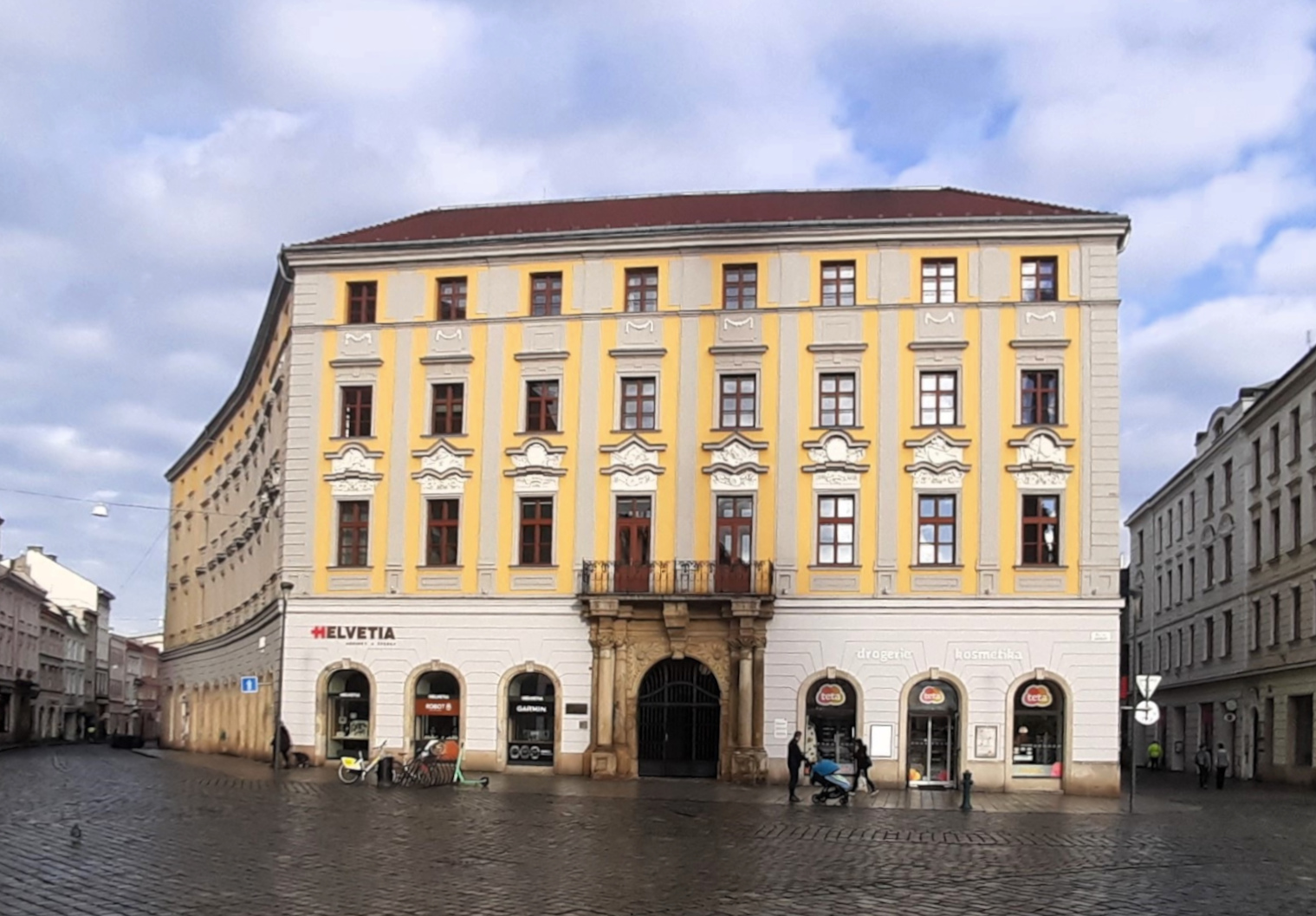
Salmův palác

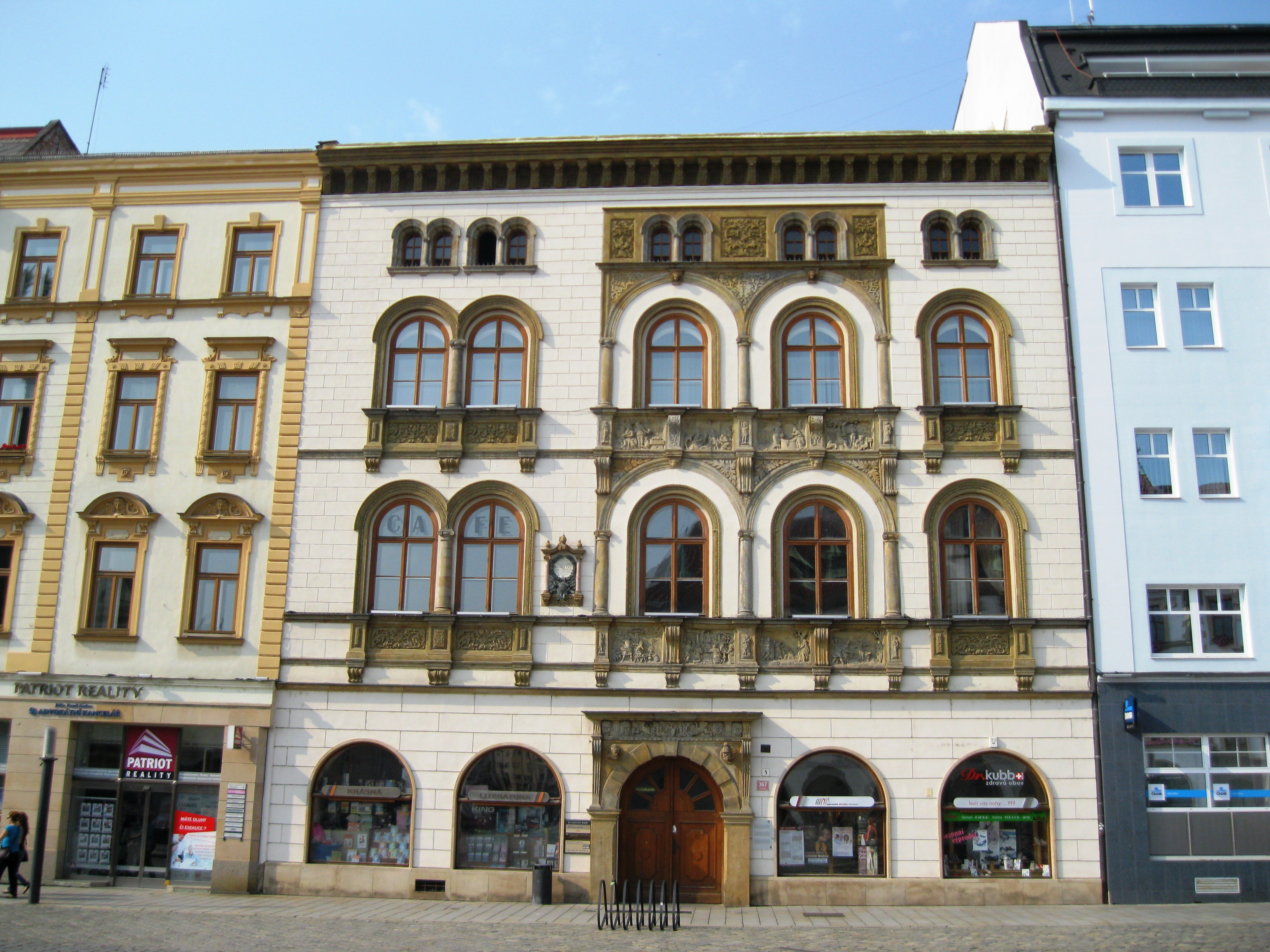
Edelmanův palác

### Paláce
- Zdíkův palác, Václavské náměstí
- Edelmannův palác, Horní náměstí 5
- Hauenschildův palác, Dolní náměstí 38
- Petrášův palác, Horní náměstí 25
- Žerotínský palác, Purkrabská 2
- Palác Podstatských z Prusinovic, Michalská 206/2
- Ditrichštejnský palác, Horní náměstí
- Mayův palác (později pohltil i vedlejší Dietrichsteinský palác), Opletalova 1
- Salmův palác, Horní náměstí 1
- Arcibiskupský palác, Wurmova 9
- komplex Kanovnické rezidence (12 honosných rezidencí kanovníků, proboštství, děkanství a 10 domů vikářů a církevních hodnostářů)

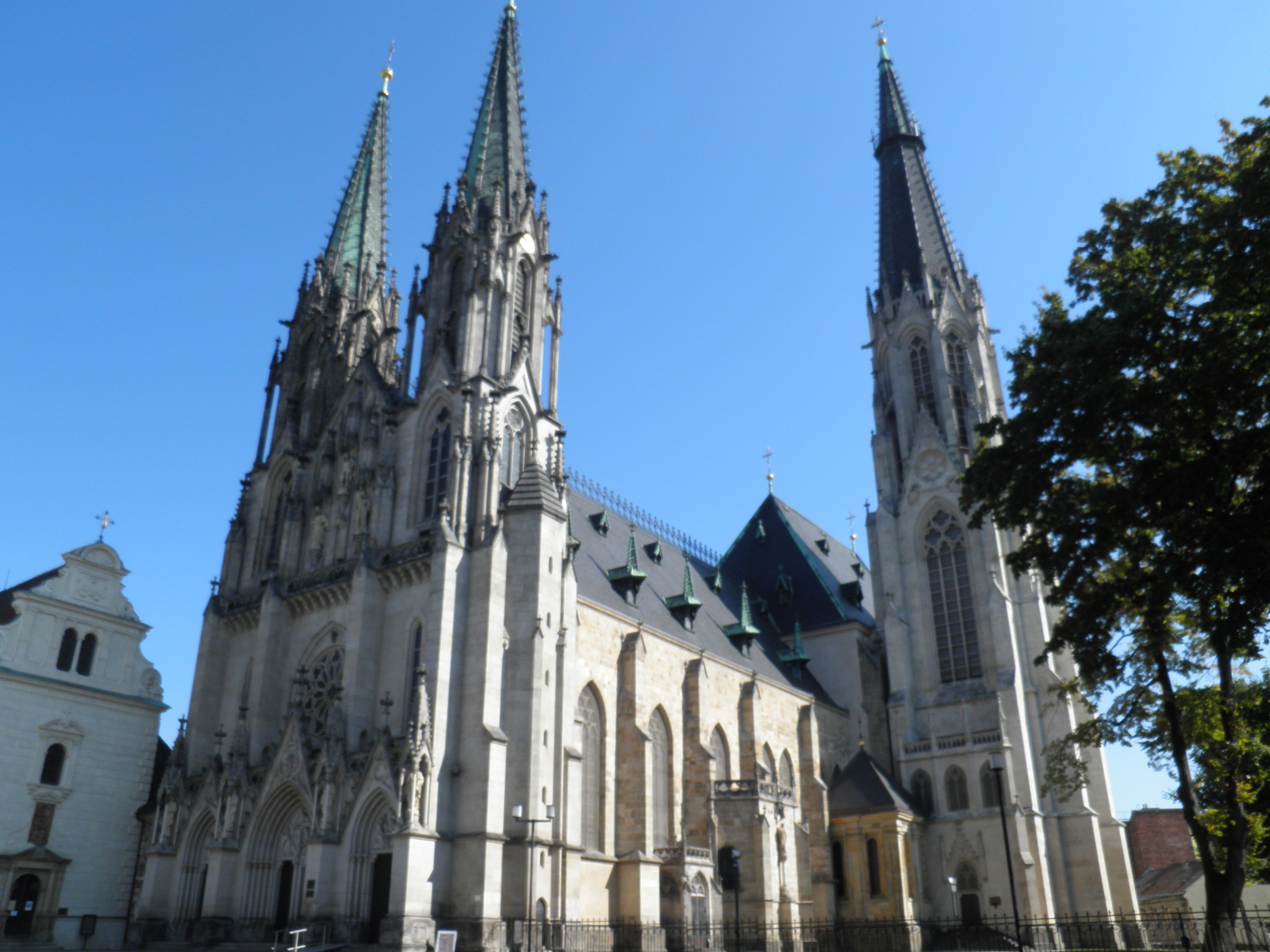
Katedrála sv. Václava Olomouc

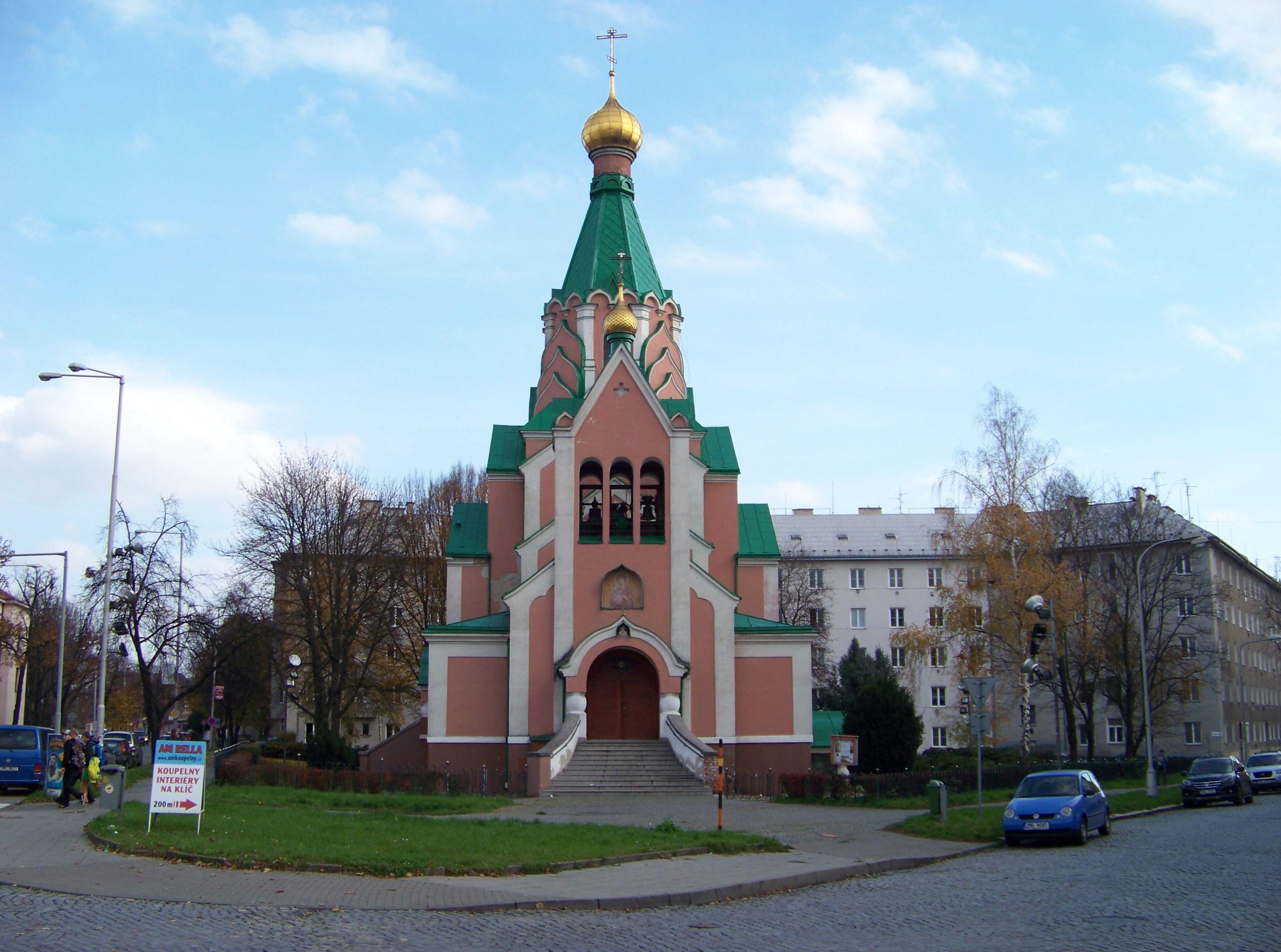
Katedrální chrám sv. Gorazda

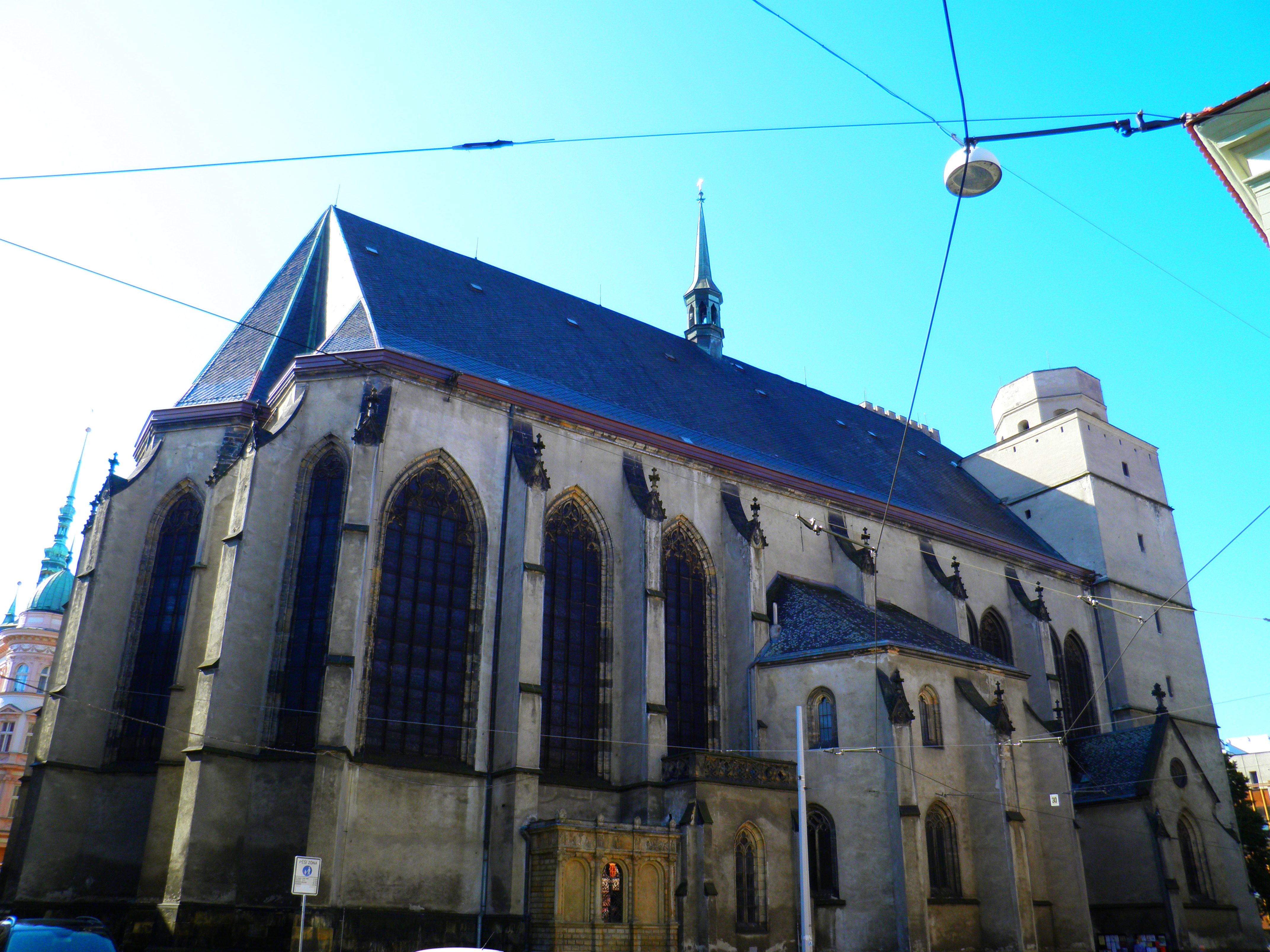
Farní kostel sv. Mořice

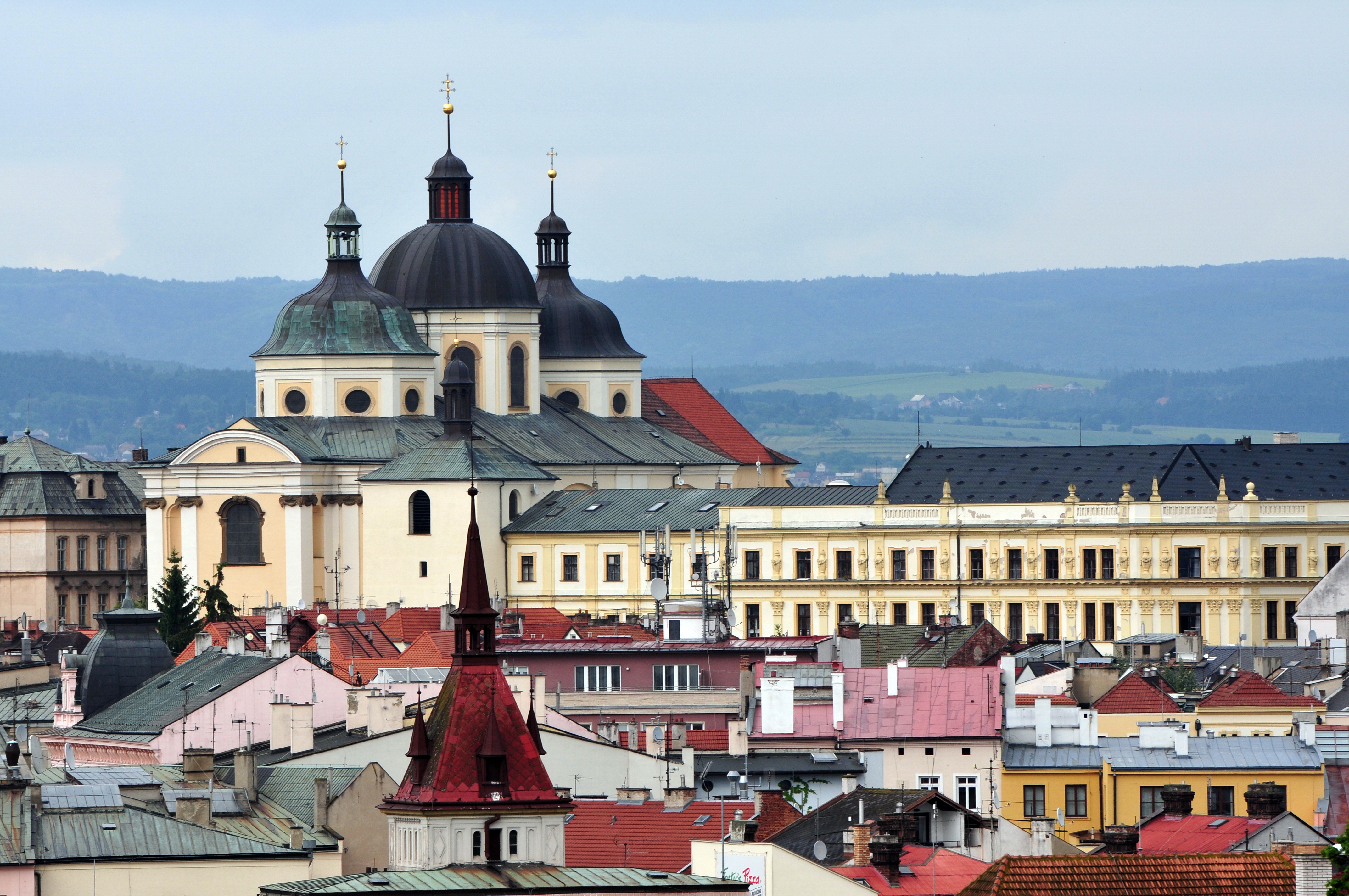
Kostel sv. Michala

### Chrámy a kostely
- Katedrála sv. Václava (1131)
- Bazilika Navštívení Panny Marie na Svatém Kopečku (1669)
- Červený kostel – Evangelická církev augsburského vyznání (1902–1945), dnes konferenční sál VKOL
- Chrám svatého Gorazda – Pravoslavná církev v českých zemích (1939)
- Evangelický kostel (1920)
- Husův sbor v Nové Ulici (1926)
- Husův sbor v Hodolanech (1927)
- Sbor Prokopa Holého v Černovíře (1940)
- Kostel Neposkvrněného početí Panny Marie (2. polovina 15. století)
- Kostel Panny Marie Sněžné (1719)
- Kostel svatého Cyrila a Metoděje v Hejčíně (1932)
- Kostel svaté Kateřiny (14. století)
- Kostel svatého Michala (1707)
- Kostel svatého Mořice (1403)
- Kostel Zvěstování Panny Marie (1661)
- Kostel sv. Kláry (1772), zrušen 1782, následně knihovna univerzity od 1907 muzeum, dnes VMO
- Kostel sv. Anny (1268)
- Kostel sv. Schodů (1702), dnes ZUŠka
- Kostel svatého Filipa a Jakuba v Nových Sadech (70. léta 18. století)
- Kostel Panny Marie Pomocnice v Nové Ulici (40. léta 18. století)
- Kostel Panny Marie Pomocnice křesťanů v Hodolanech (1907)
- Kostel svatého Urbana v Holici (2. polovina 19. století)
- Kostel svatého Štěpána v Klášterním Hradisku (1731)
- Klášterní kostel Hradisko (přelom 17./18. století)
- Kostel svatého Ondřeje ve Slavoníně (13. století)
- Kostel svaté Barbory v Chválkovicích (1667)

#### Zaniklé kostely v Olomouci
- Kostel sv. Blažeje, kostel sv. Petra, kostel sv. Pavla, kostel sv. Máří Magdalény, kostel Panny Marie na Předhradí, kostel Všech Svatých, kostel sv. Ducha, Česká kaple (kostel sv. Cyrila a Metoděje), olomoucká synagoga a další

### Kaple
- Kaple svatého Jana Sarkandra (1673)
- Kaple svaté Barbory (1876)
- Kaple sv. Alexeje (1380)
- Kaple sv. Jeronýma (1491)
- Kaple svatého Františka z Assisi (1898)
- Kaple Božského srdce Páně (1950), dnes posluchárna studentů LF UPOL
- Kaple Panny Marie Opatrovnice (1860)
- Kaple Sestoupení Svatého Ducha
- Kaple Božího Těla (1566, přestavba 1724), postavena na místě židovské synagogy
- Kaple Královny (1722), dnes zrušena a nevyužita[37]
- Kaple svatého Jana Nepomuckého (1821)
- Kaple Neposkvrněného početí Panny Marie (1773)
- Kaple u domu Štěstí[38]
- Kaple Božího milosrdenství, kaple církevní školy CARITAS[39]
- Kaple Panny Marie Bolestné (1. po. 19. století)
- Kaple Spasitele zbičovaného (1772)
- Kaple Panny Marie Loretánské (18. století)
- Kaple sv. Isidora (18. století)
- Ústřední římskokatolická obřadní kaple (konec 19. století)
- Kaple sv. Anny (2. polovina 18. století)
- Kaple Jména Panny Marie (1720)
- Kaple sv. Jana a Pavla
- Kaple sv. Barbory na Kopečku (1706)

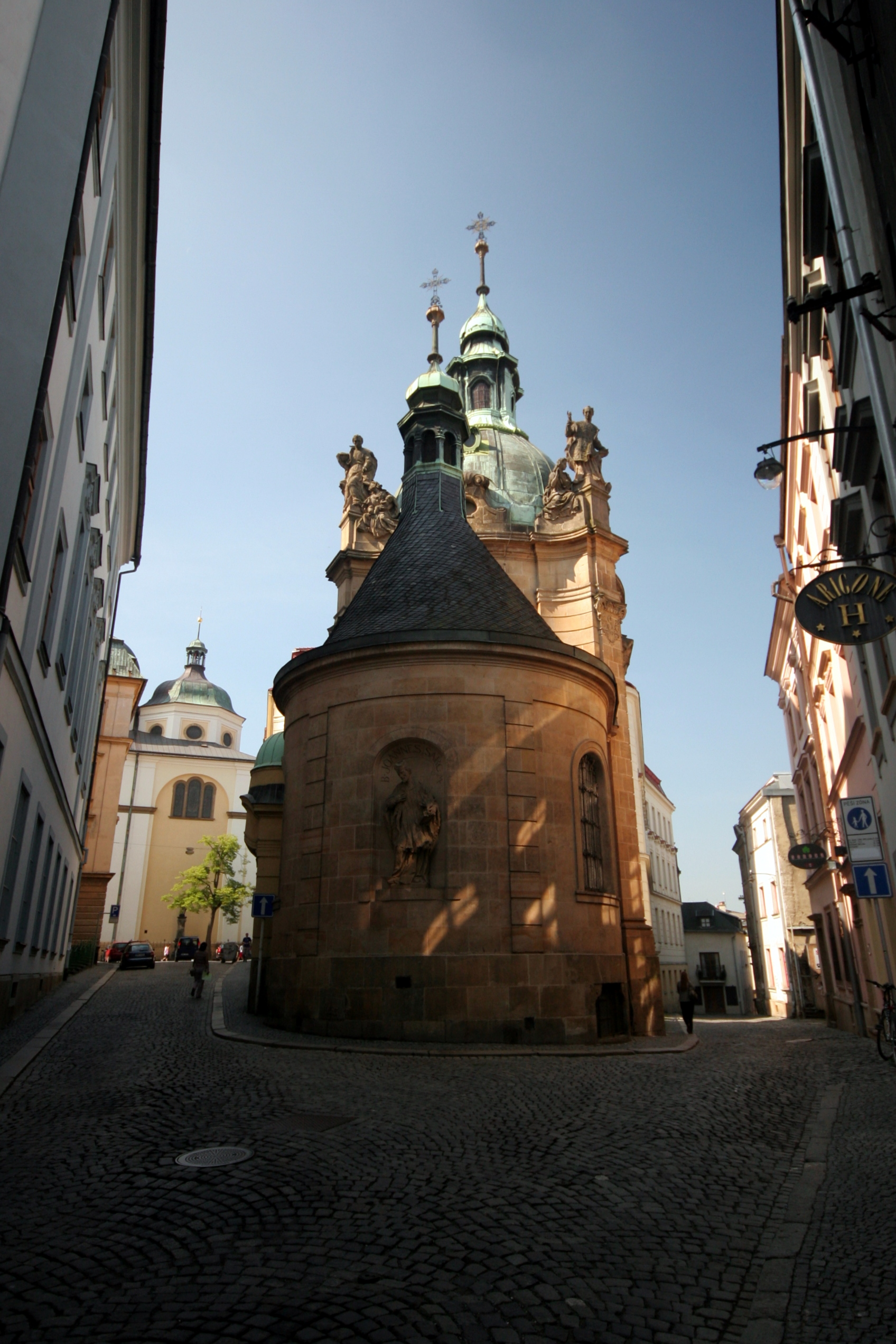
Kaple svatého Jana Sarkandra
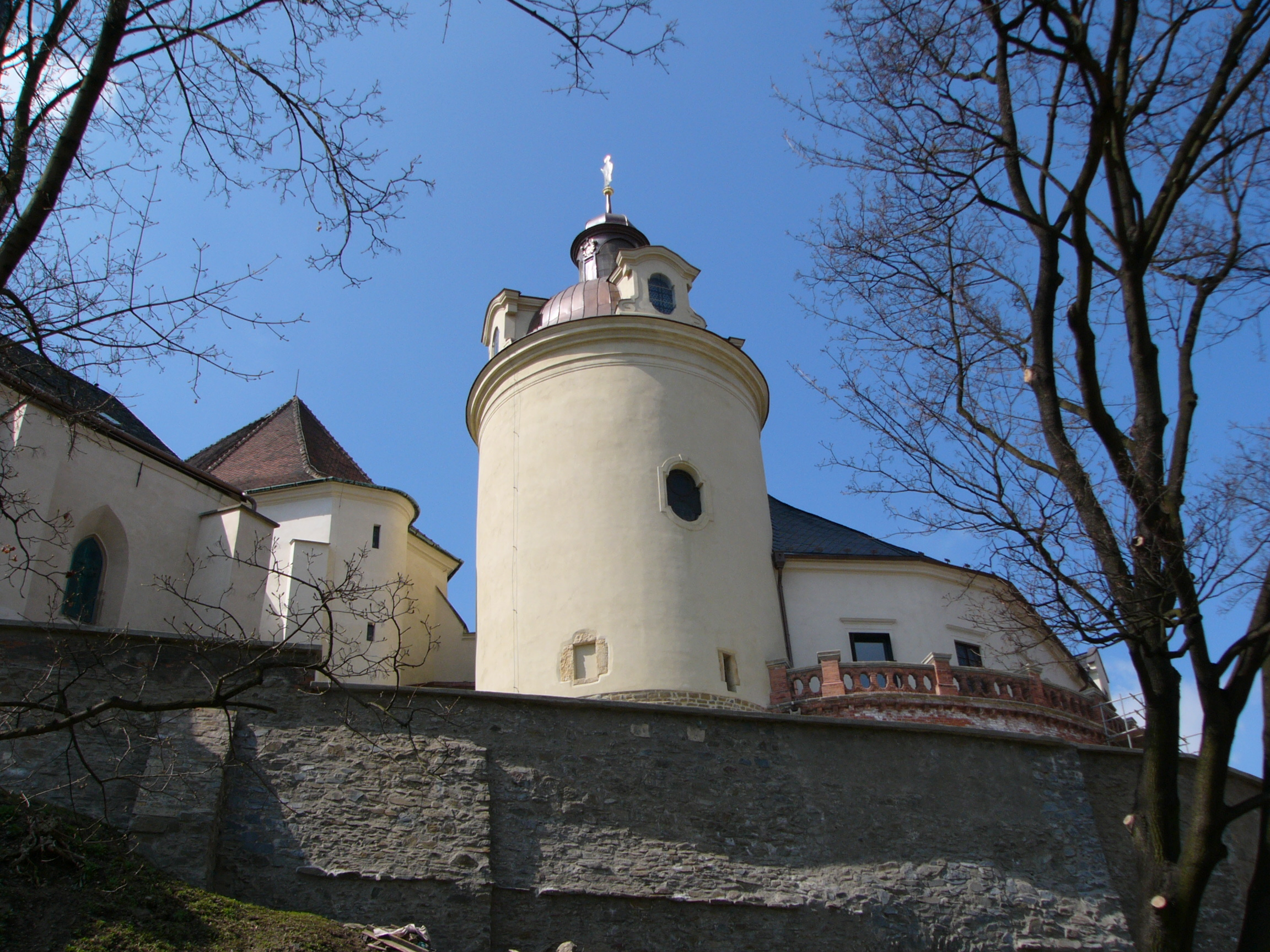
Kaple svaté Barbory
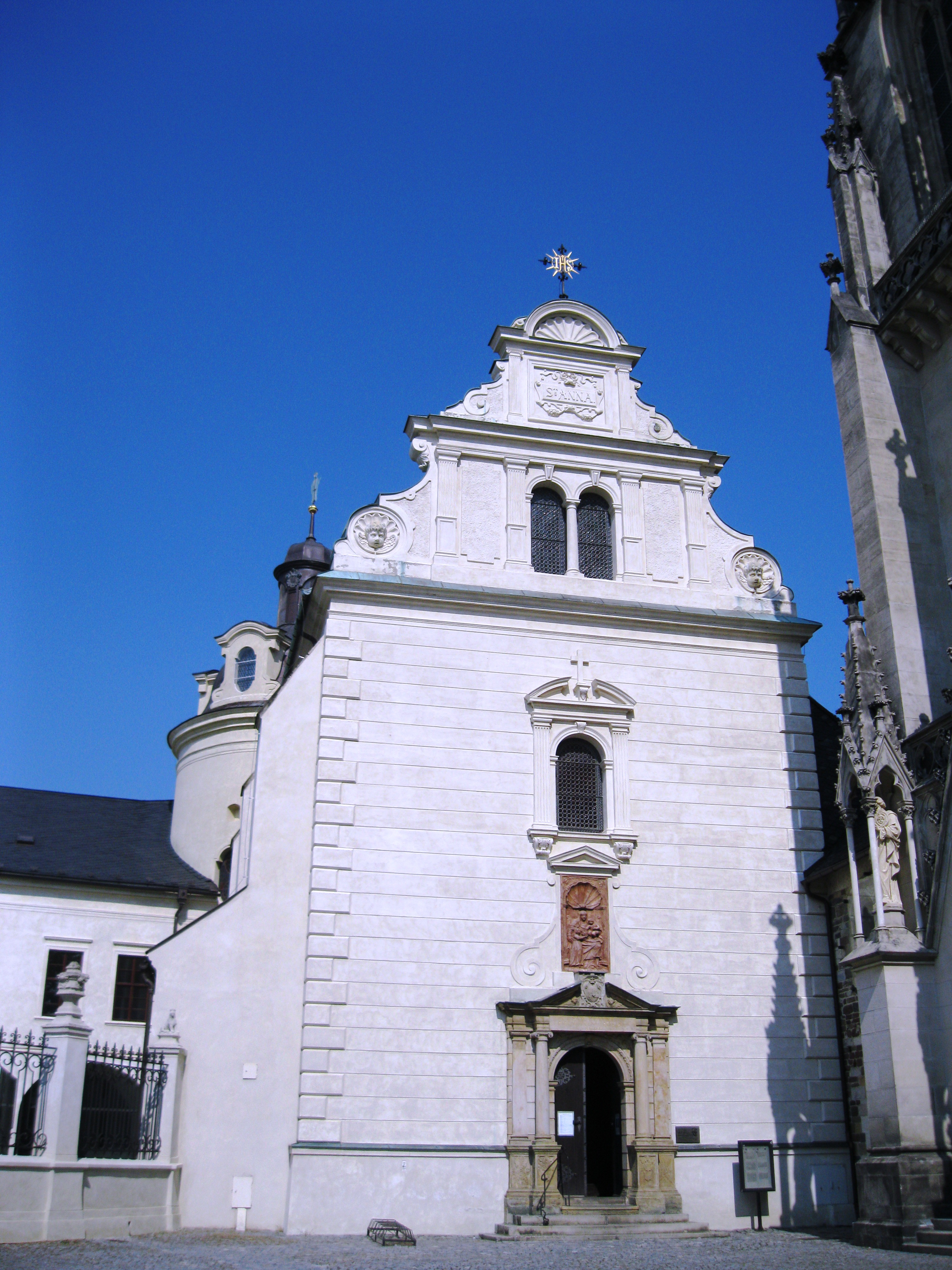
Kaple/kostel sv. Anny
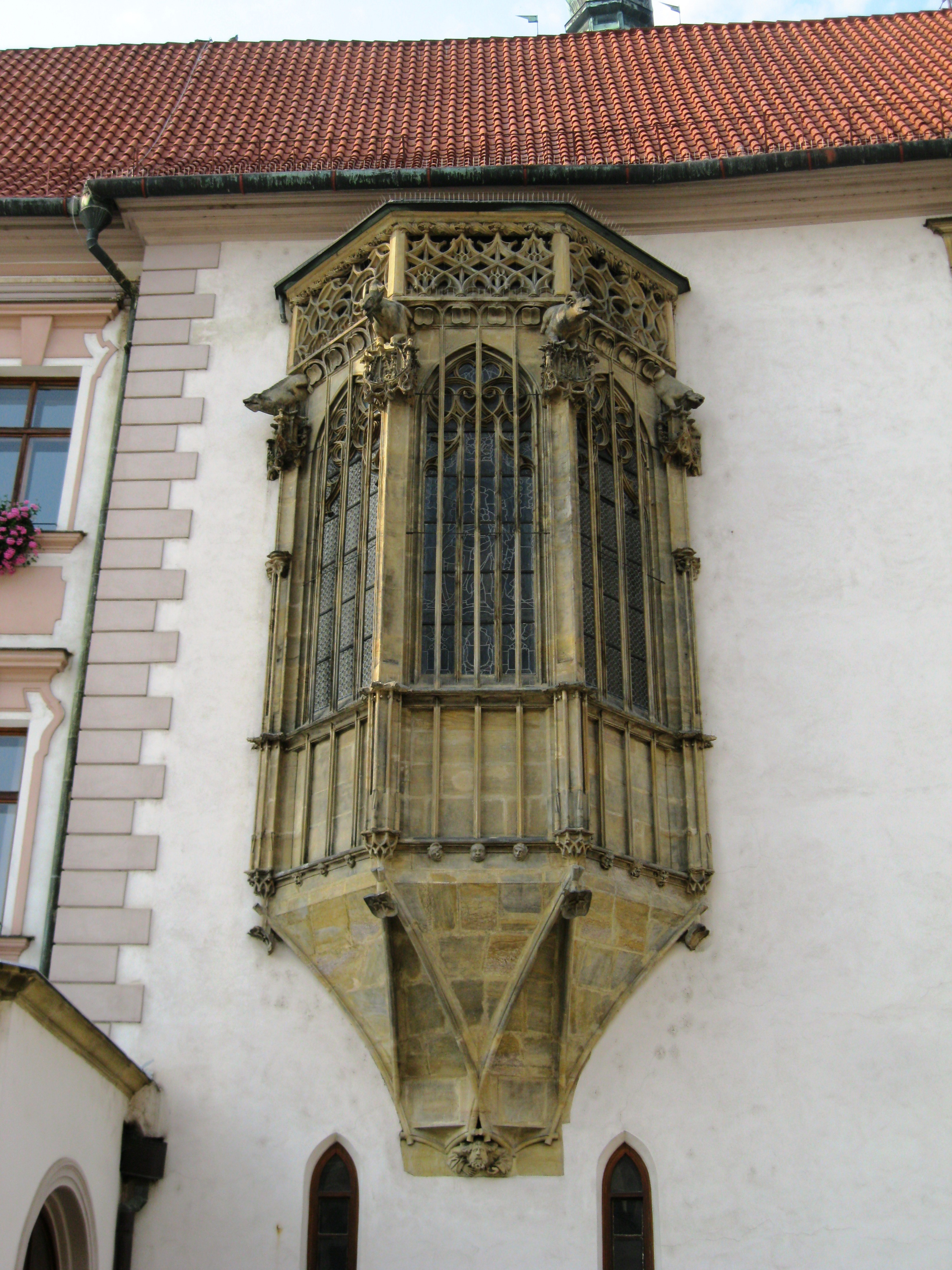
Kaple sv. Jeronýma
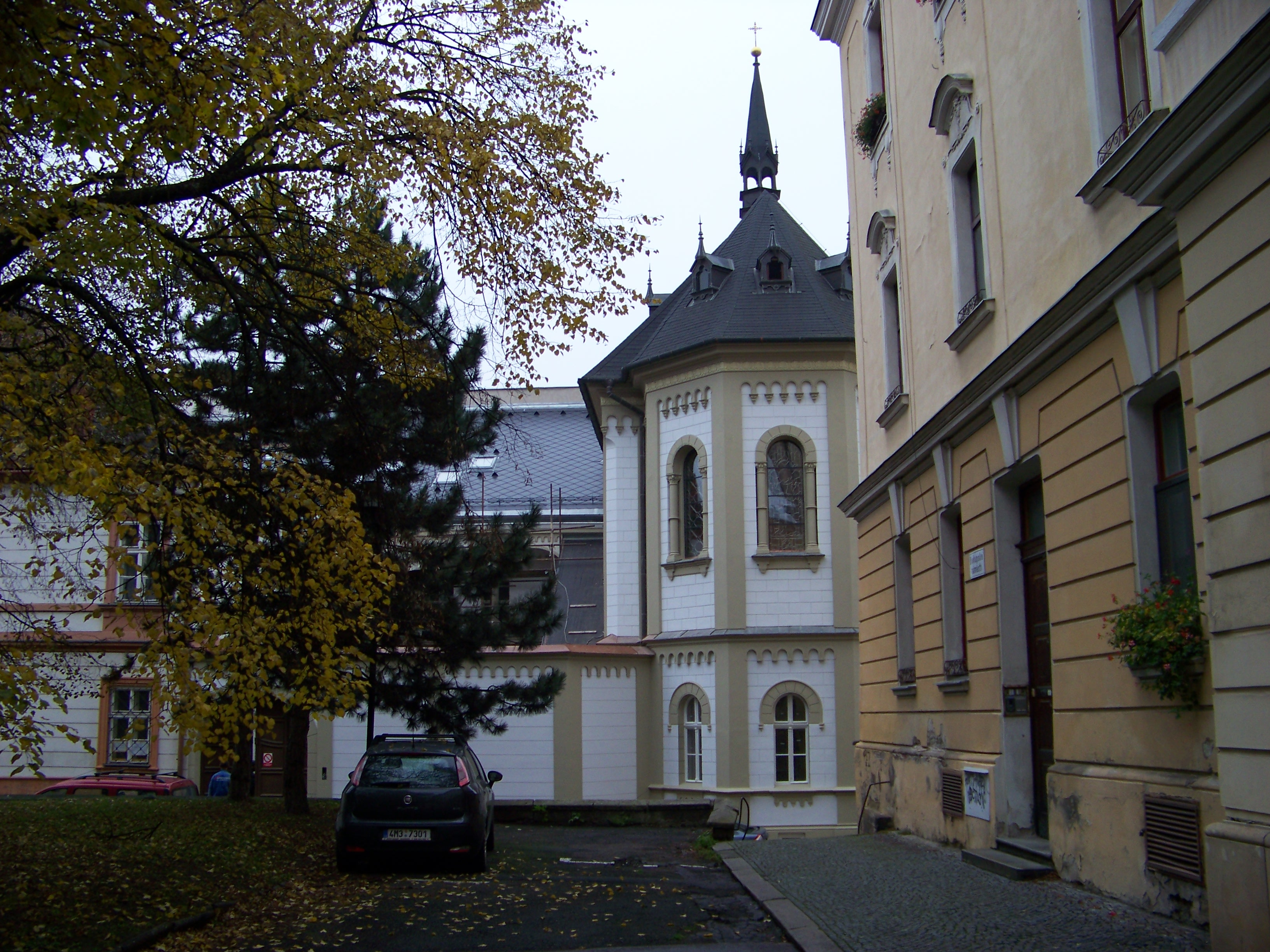
Kaple sv. Františka z Assisi

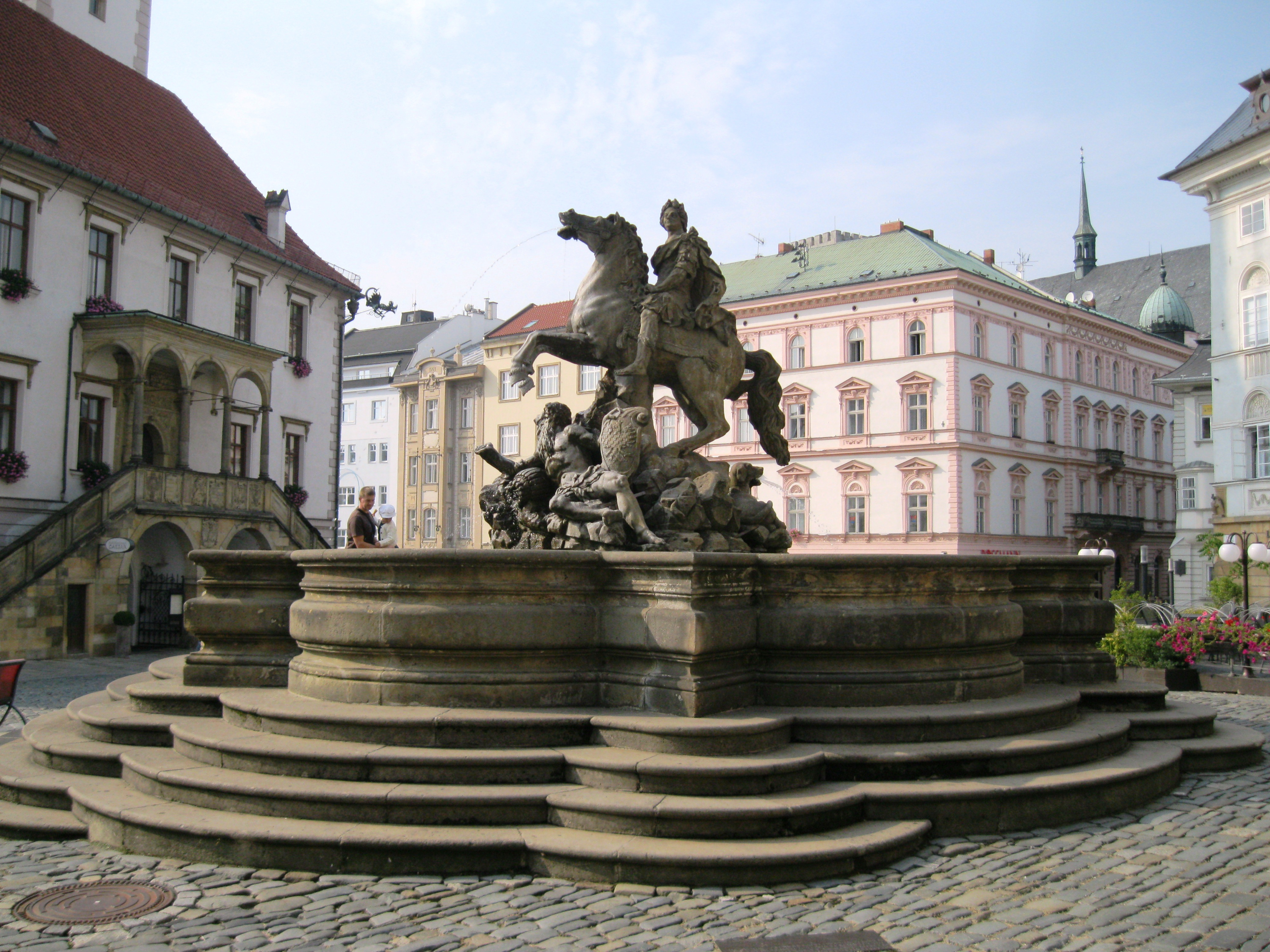
Kašna Caesarova

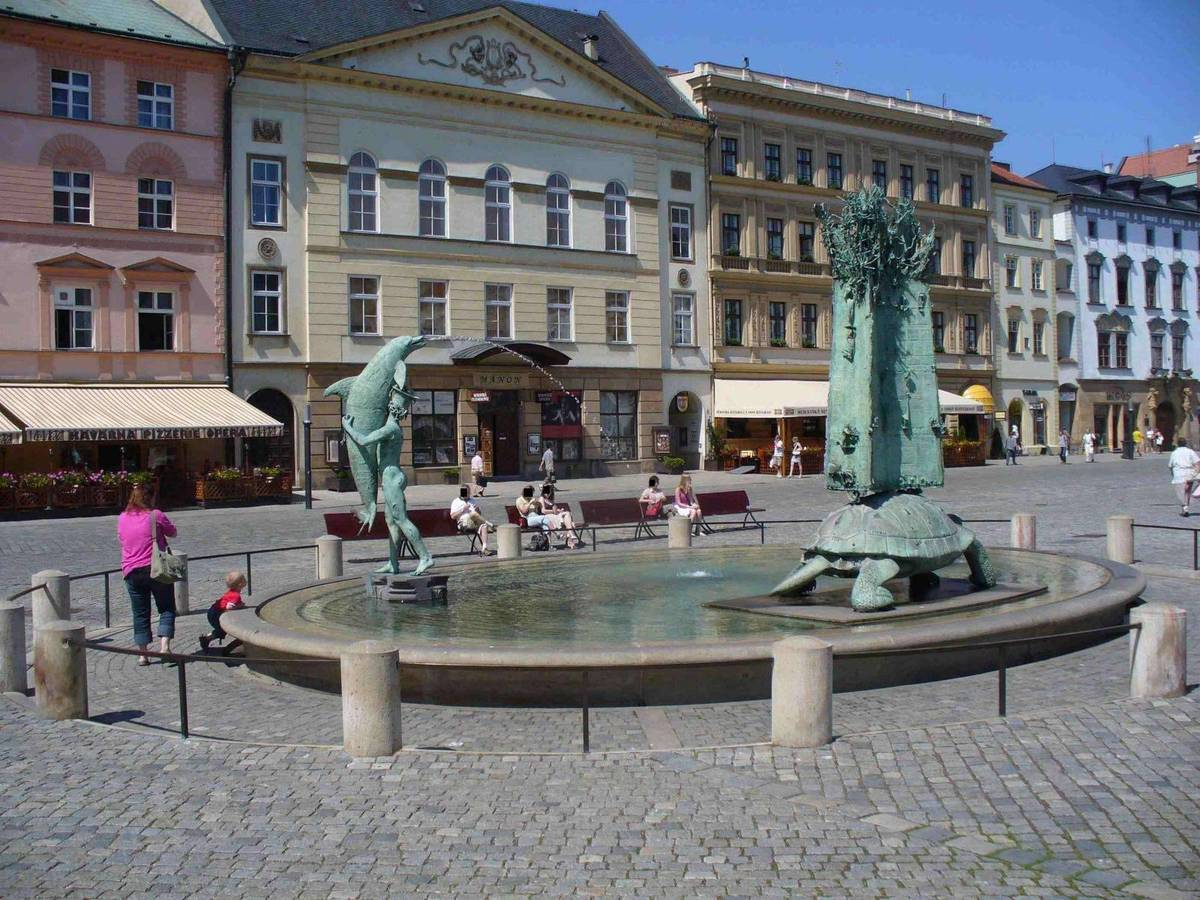
Arionova kašna

### Kašny
- konec 17. století:
  - 1683 – Neptunova kašna (na Dolním náměstí) – autoři: gdaňský sochař Michael Mandík a olomoucký kameník Václav Schüler
  - 1687 – Herkulova kašna (na Horním náměstí) – autoři: gdaňský sochař Michael Mandík a olomoucký kameník Václav Schüler
- začátek 18. století:
  - 1707 – Jupiterova kašna (na Dolním náměstí) – autor původní sochy sv. Floriána: Václav Render; 1735 přestavěna, autor: tyrolský sochař Filip Sattler
  - 1709 – kašna Tritónů (na náměstí Republiky) – autor: olomoucký měšťan a kameník Václav Render
  - 1725 – Caesarova kašna (na Horním náměstí) – autor: Václav Render
  - 1725 – Delfínova kašna – autor: Filip Sattler, znovuobjevená roku 2005 na dvoře ZŠ Na hradě, umístěna před dominikánský klášter v Sokolské ulici
  - 1727 – Merkurova kašna (mezi obchodním centrem Galerie Moritz a hotelem Národní dům) – autoři: Václav Render a Filip Sattler
- 2002 – Ariónova kašna (na Horním náměstí) – autor: sochař Ivan Theimer

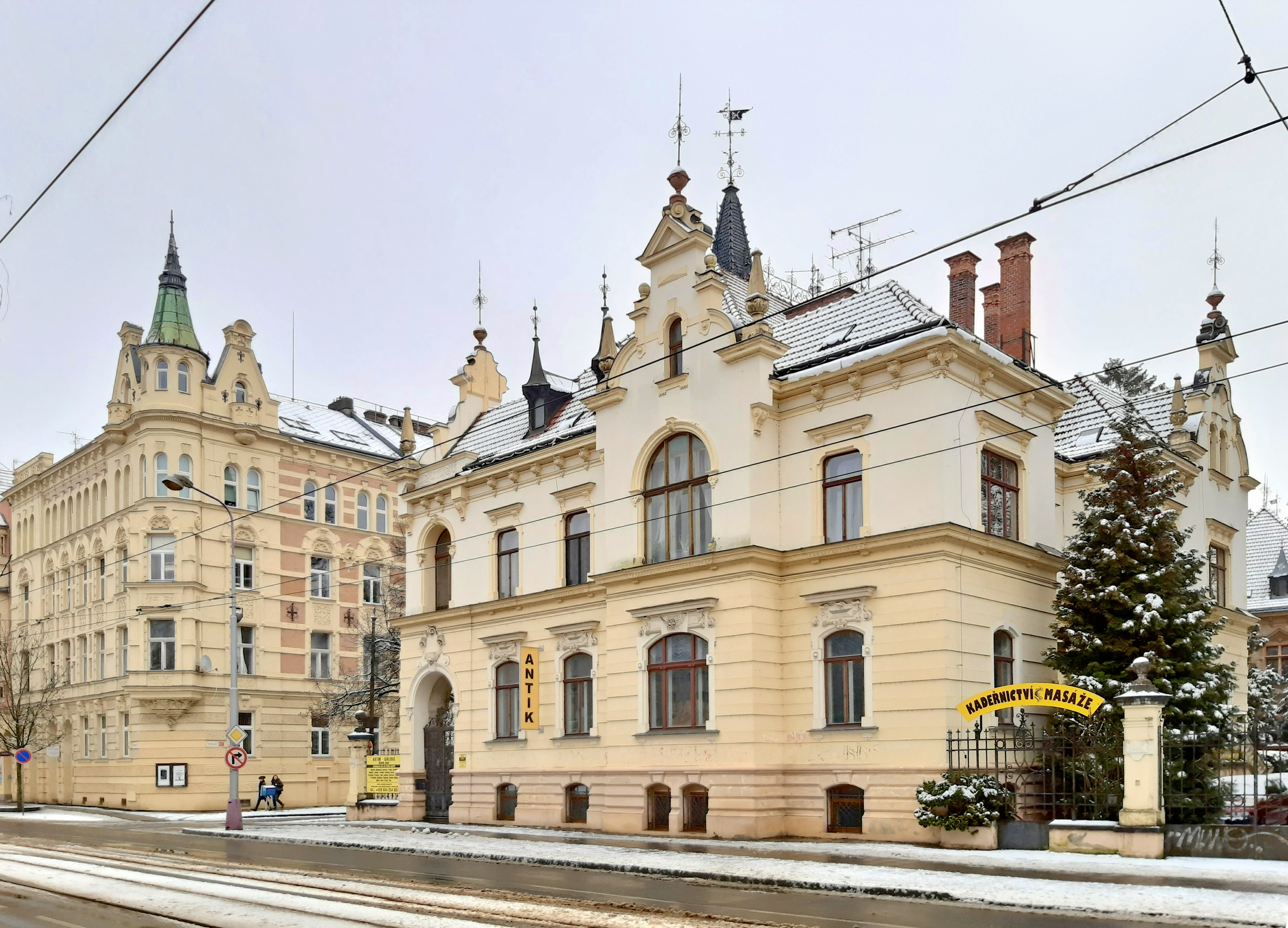
Vila Eduarda Hamburgera

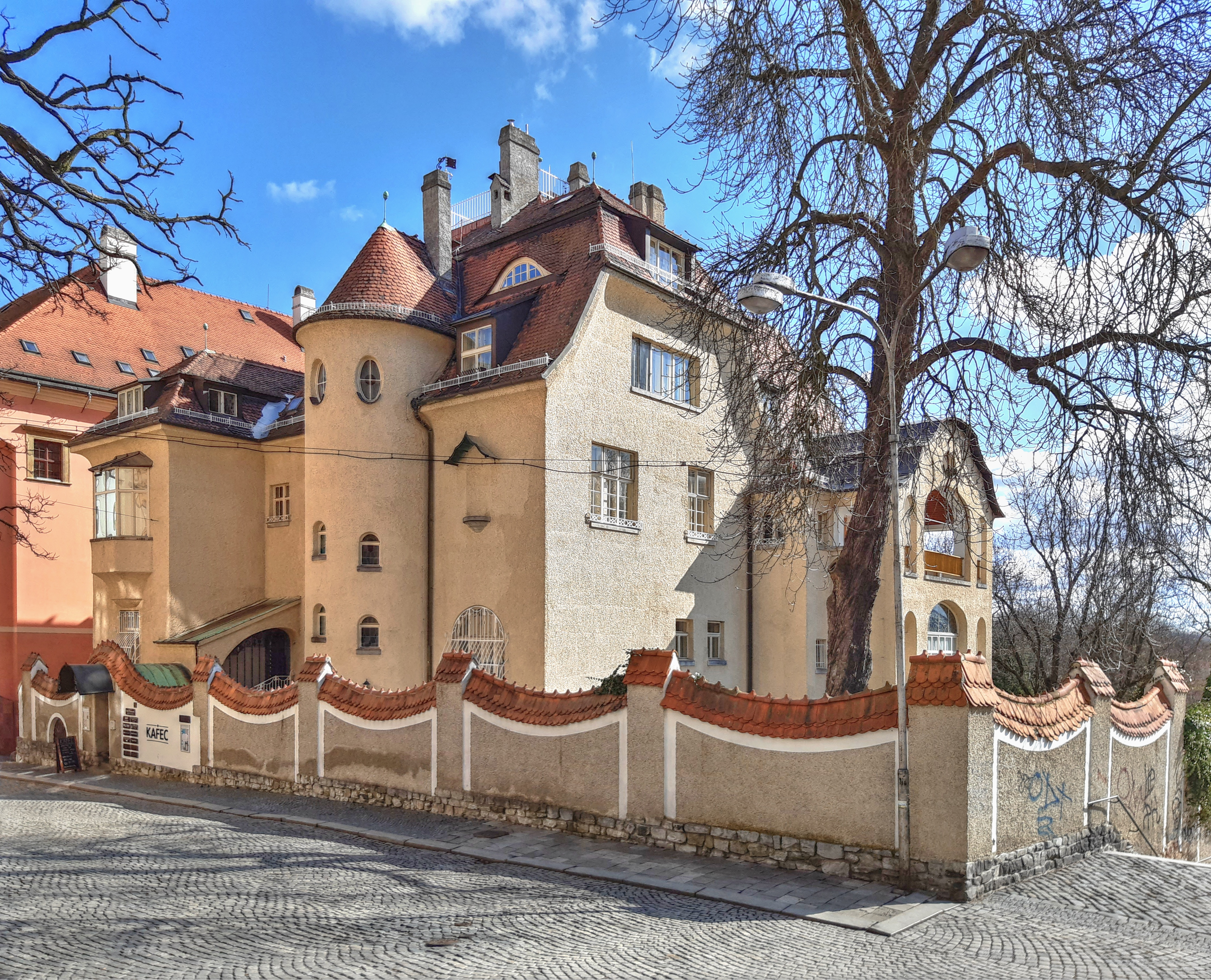
Vila Primavesi

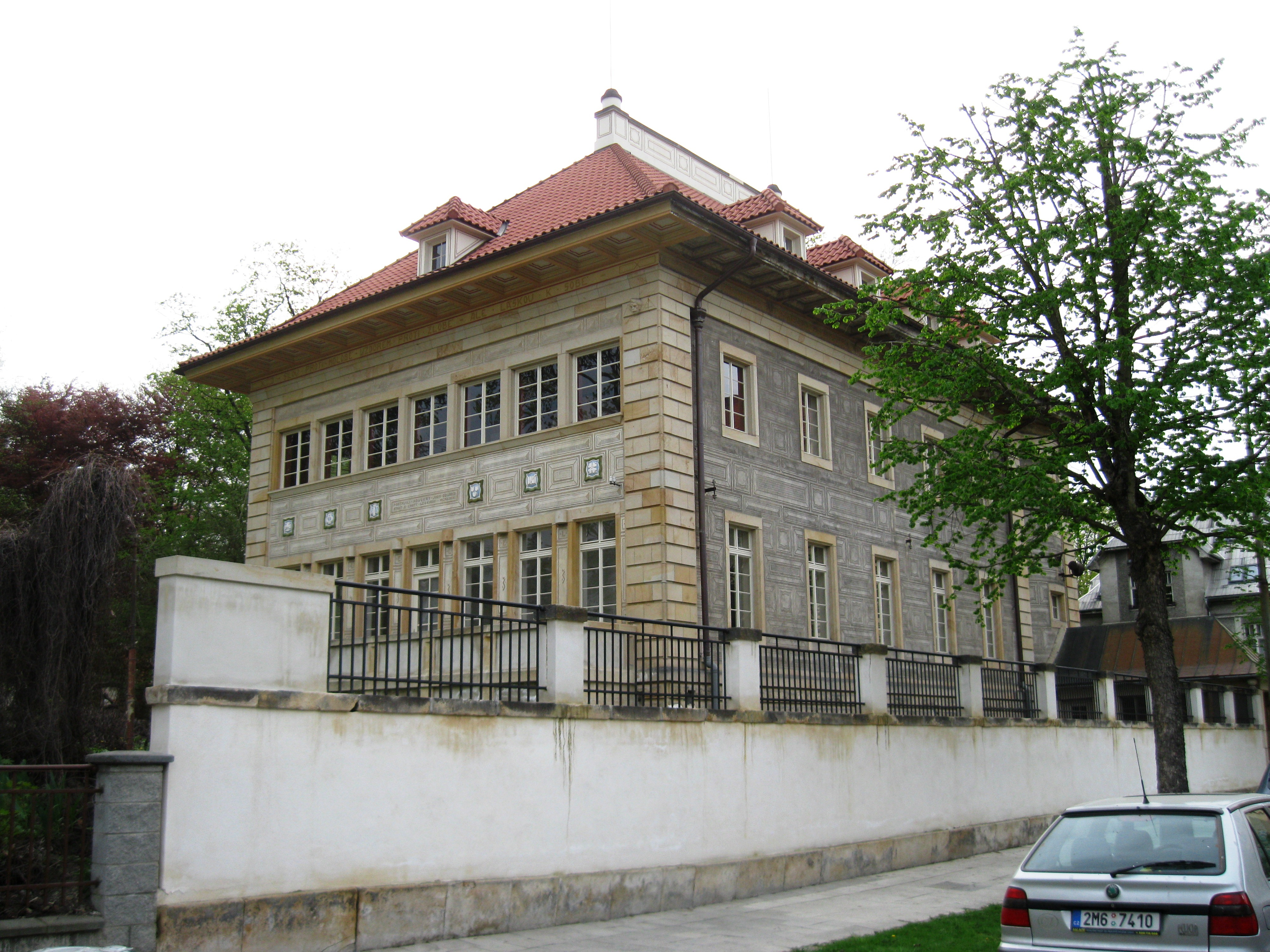
Vila Eduarda Šrota

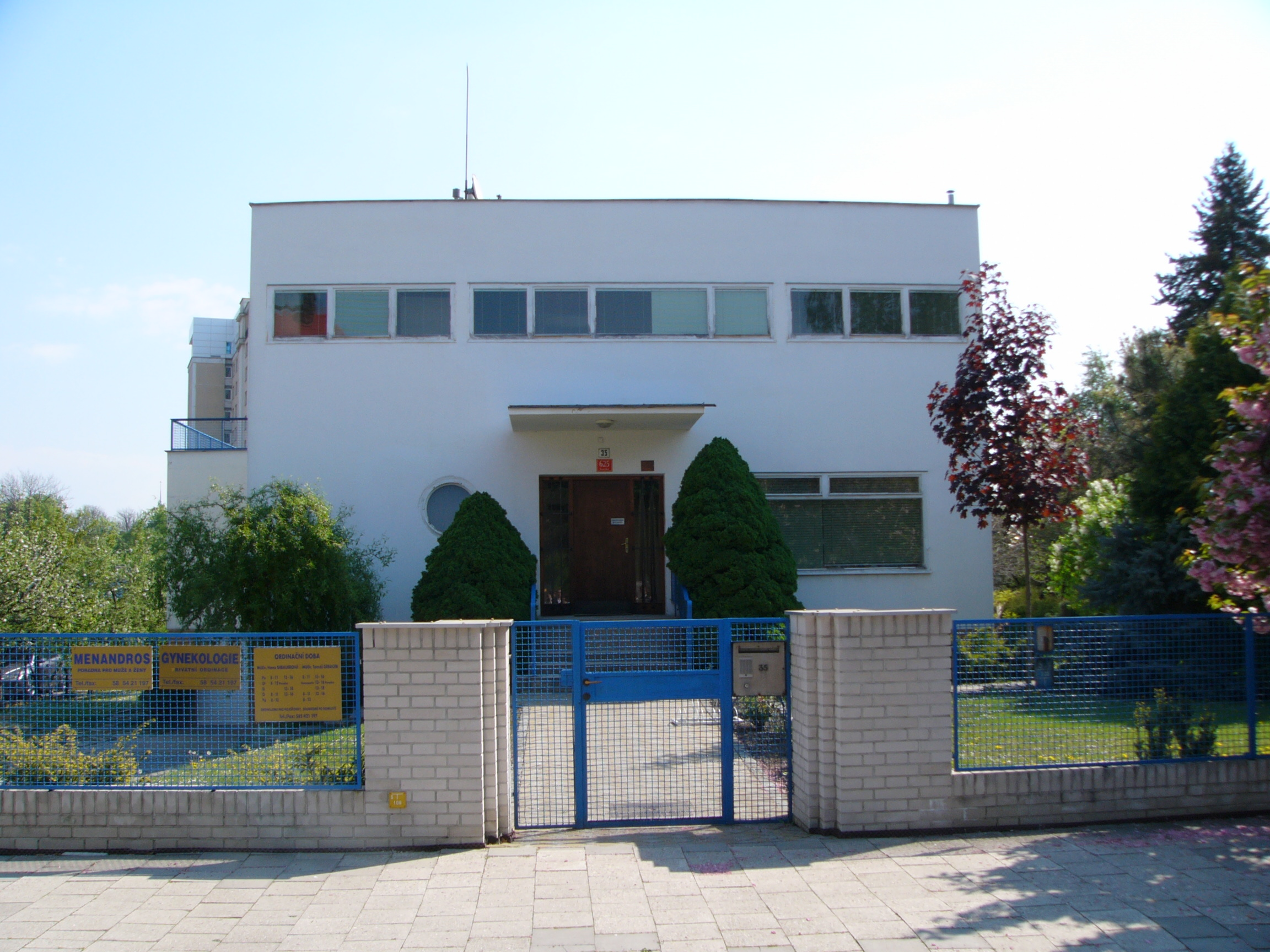
Vila Stanislava Nakládala

### Vily
- Vila Eduarda Hamburgera (1896), Vídeňská 2
- Vila Wilhelma Briesse (1896), Vídeňská 4
- Vila Ignáce Briesse (1896), Vídeňská 8
- Vila Hanse Passingera (1898), Vídeňská 12
- Vila Camilly a Josefa Krausových a Franze Bruckmanna (1932), Vídeňská 14
- Vila Elly Krickové (1911), třída Spojenců 10
- Vila Otto Zweiga (1931), třída Spojenců 16
- Vila Eduarda Šrota (1924), třída Spojenců 20
- Vila Pauly a Hanse Briessových (1935), Na Vozovce 12
- Vila Julia Pelikána (1925), Na Vozovce 21[40]
- Vila Františka a Ludmily Kousalíkových, Na Vozovce 33
- Vila Stanislava Nakládala (1936), Polívkova 35
- Vila Antonína a Ludmily Hofmanových, Resslova 20
- Rodinný dům Willibalda Müllera, Dvořákova 3
- Vila Josefa Andera (1934, přestavba 1938), Dvorského 36
- Vila Jana Lošťáka (1920), Dlouhá 8
- Vila Wilhelma Giebela, Na Šibeníku 26
- Vila Rudolfa Seidlera, Václavkova 2
- Vila na sile Barbory a Radima Králíkových (2007), Polská 7
- Vila Primavesi (1906), Univerzitní 7
- Vila Vladimíra Müllera (1928), Černochova 6
- Vila Roberta Schneidera (1931), Černochova 10

### Parky v Olomouci

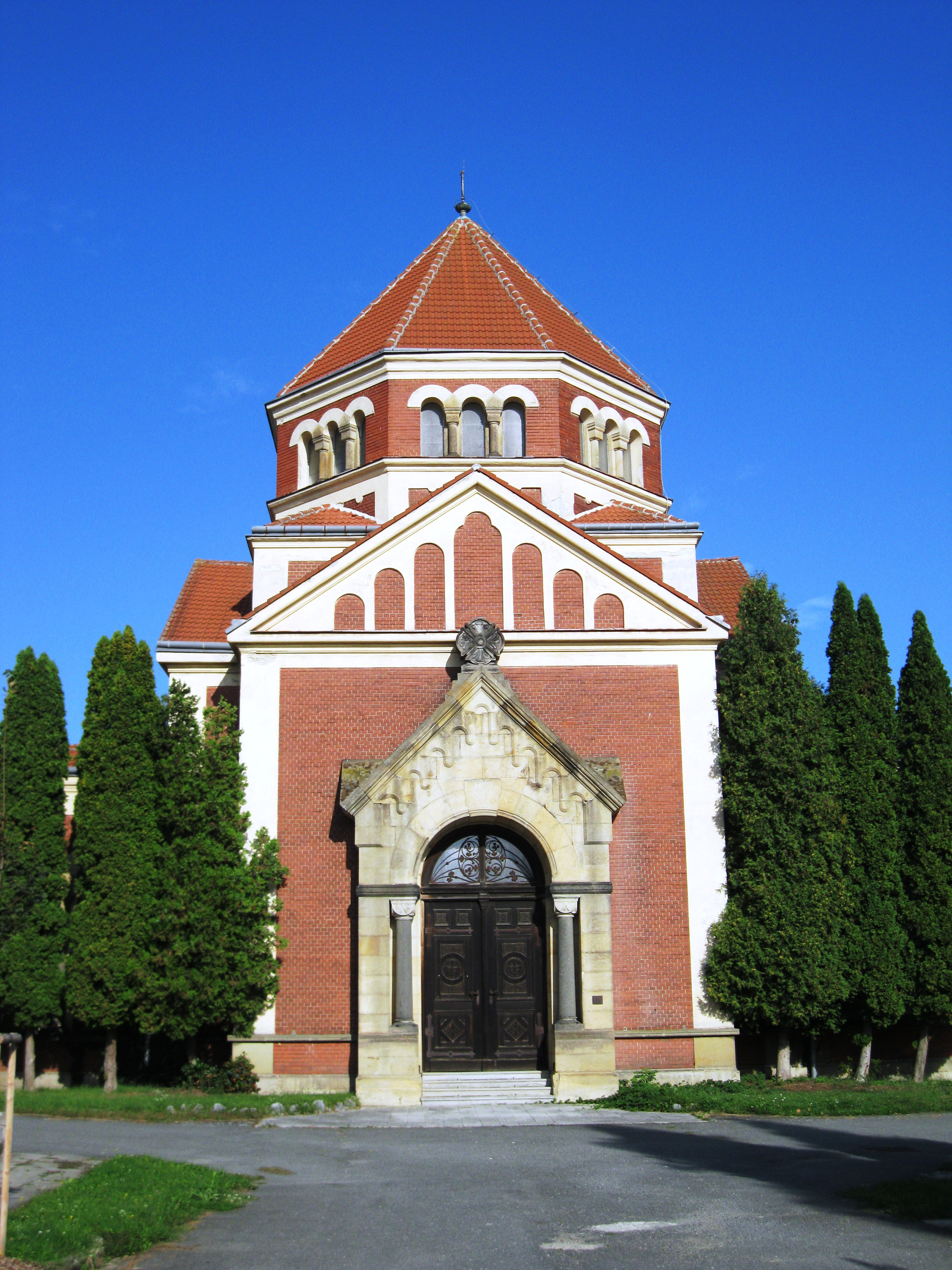
Obřadní síň centrálního městského hřbitova Olomouc-Neředín

- Čechovy sady
- Smetanovy sady – roku 1866 byla vysázena jírovcová a lipová alej ve Smetanových sadech a slavnostně ji otevřel František Josef I. Od roku 1919 jsou stromy přiřezané do vysokých rovných stěn díky prvnímu českému správci parku Emanuelu Černému.
- Bezručovy sady
- Botanická zahrada a rozárium – Výstaviště Flora Olomouc
- Park pod Dómem
- Botanická zahrad UP
- Barokní zahrady u Klášterního hradiska[41]
- Parkánové zahrady UP
- ASO Park[42]
- Park Malého prince
- Holický les
- Černovírský les
- Zoologická zahrada Olomouc na Svatém Kopečku

Rozloha parků spravovaných městem je více než 47 ha. Délka hlavních alejí je téměř 2,5 km.

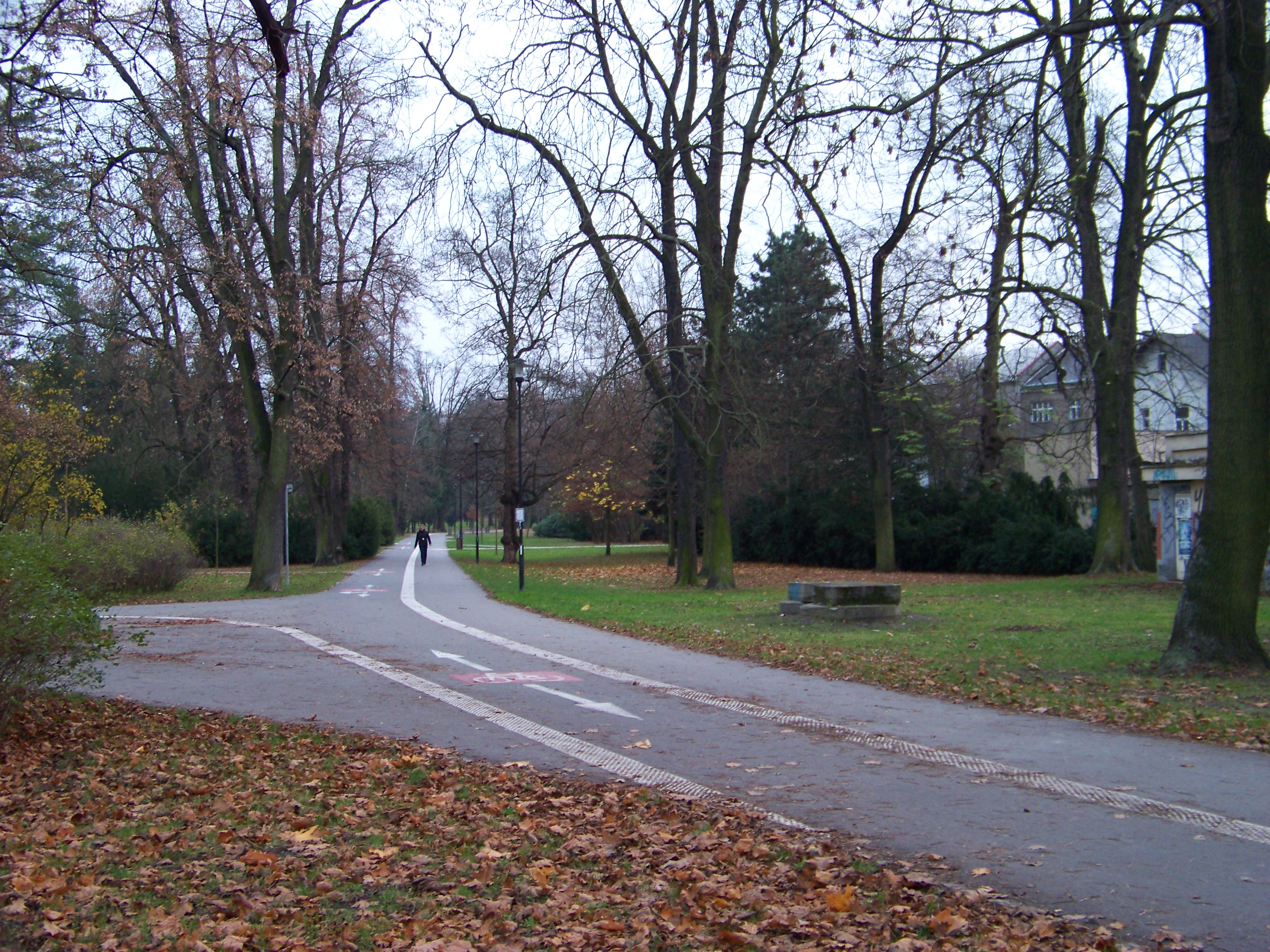
Čechovy sady
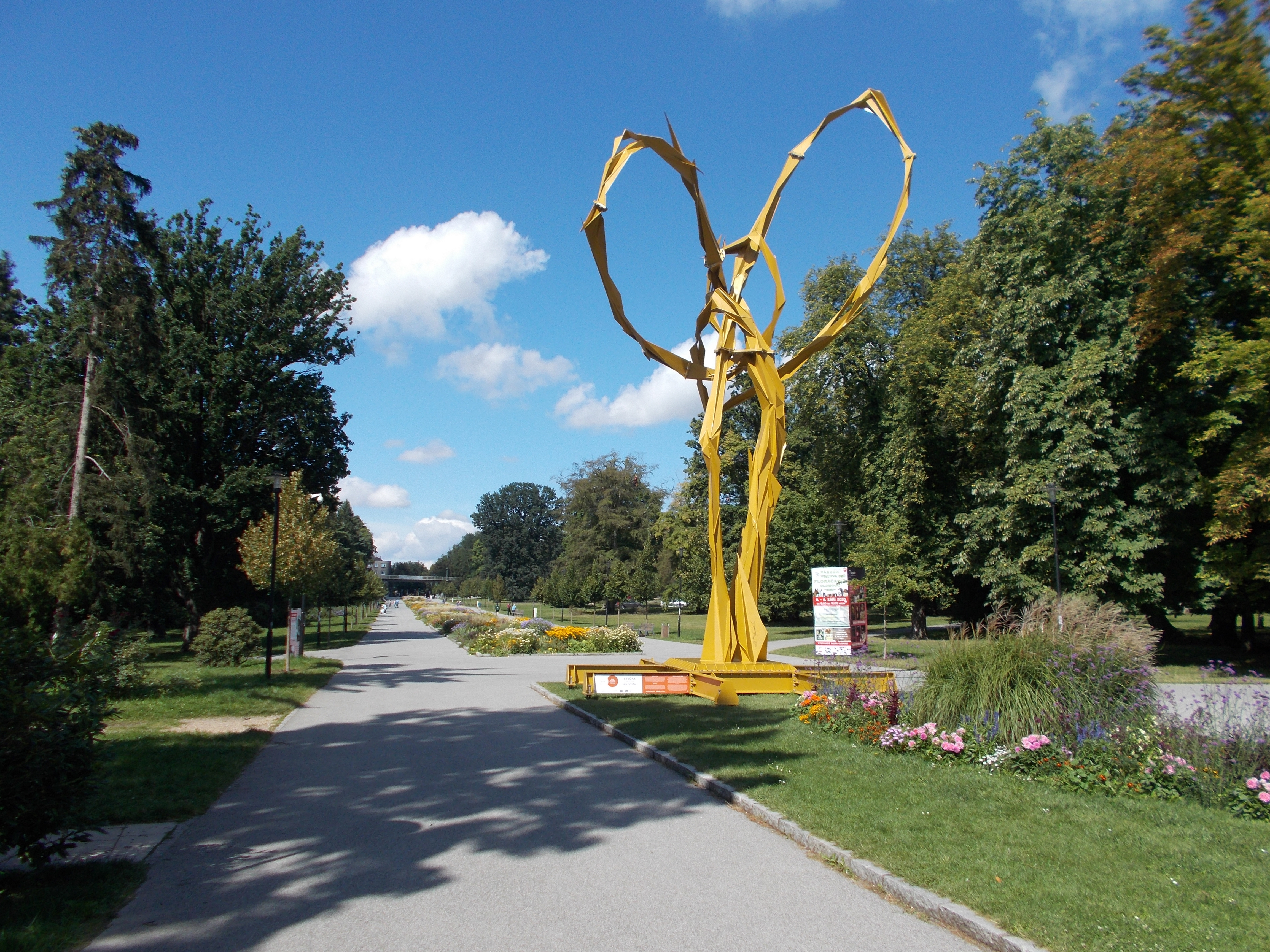
Smetanovy sady
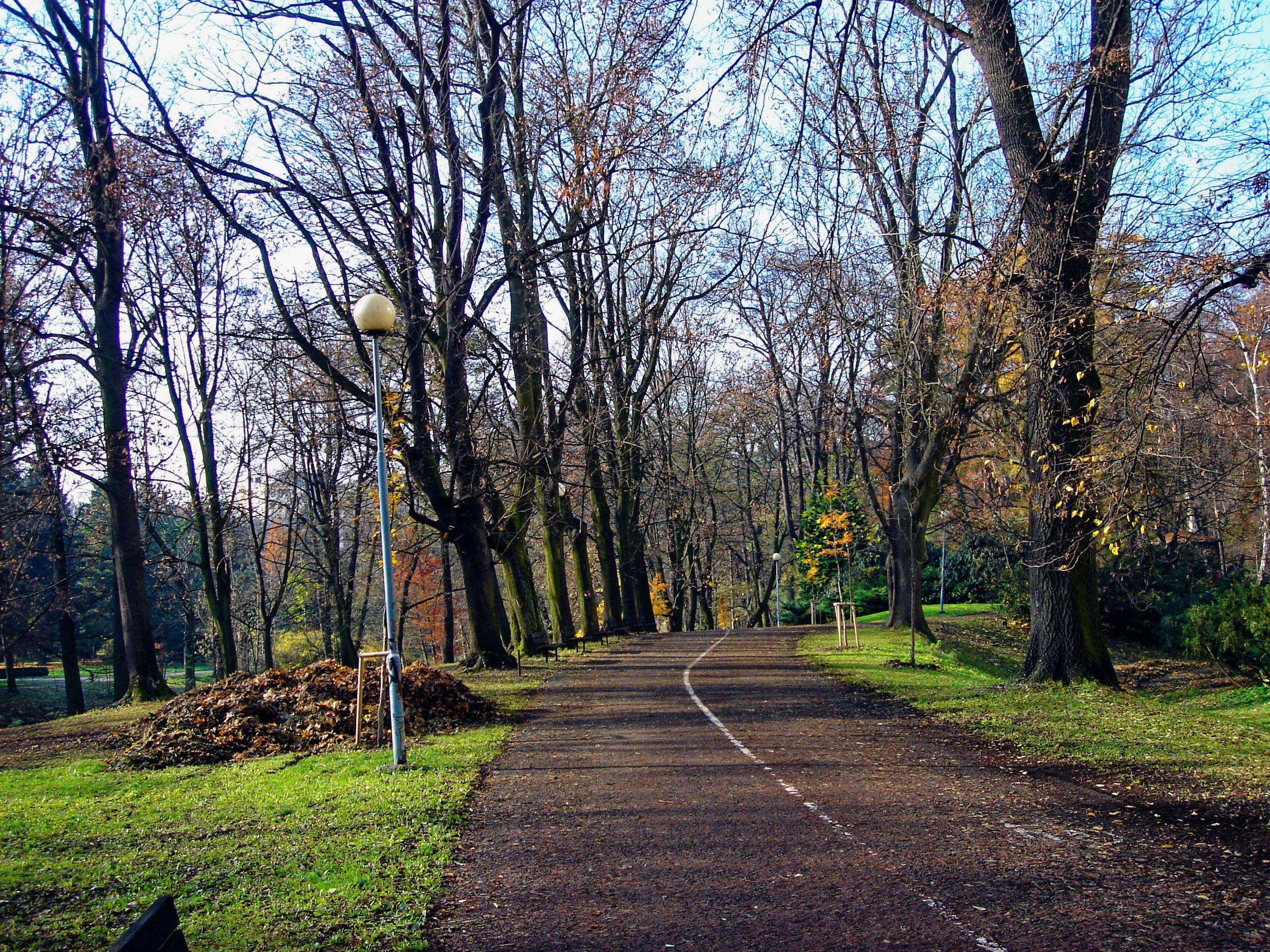
Bezručovy sady
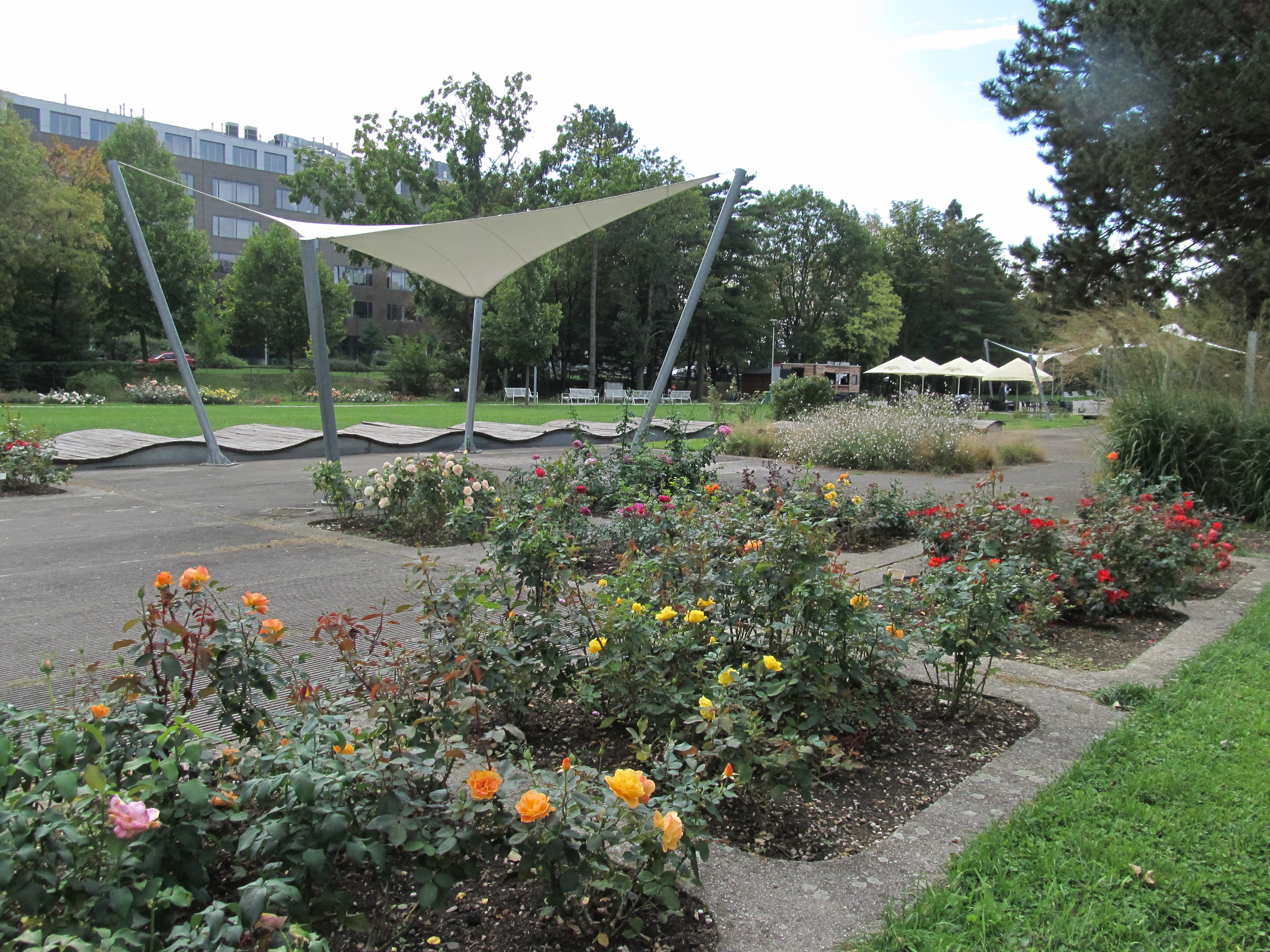
Botanická zahrada a Rozárium
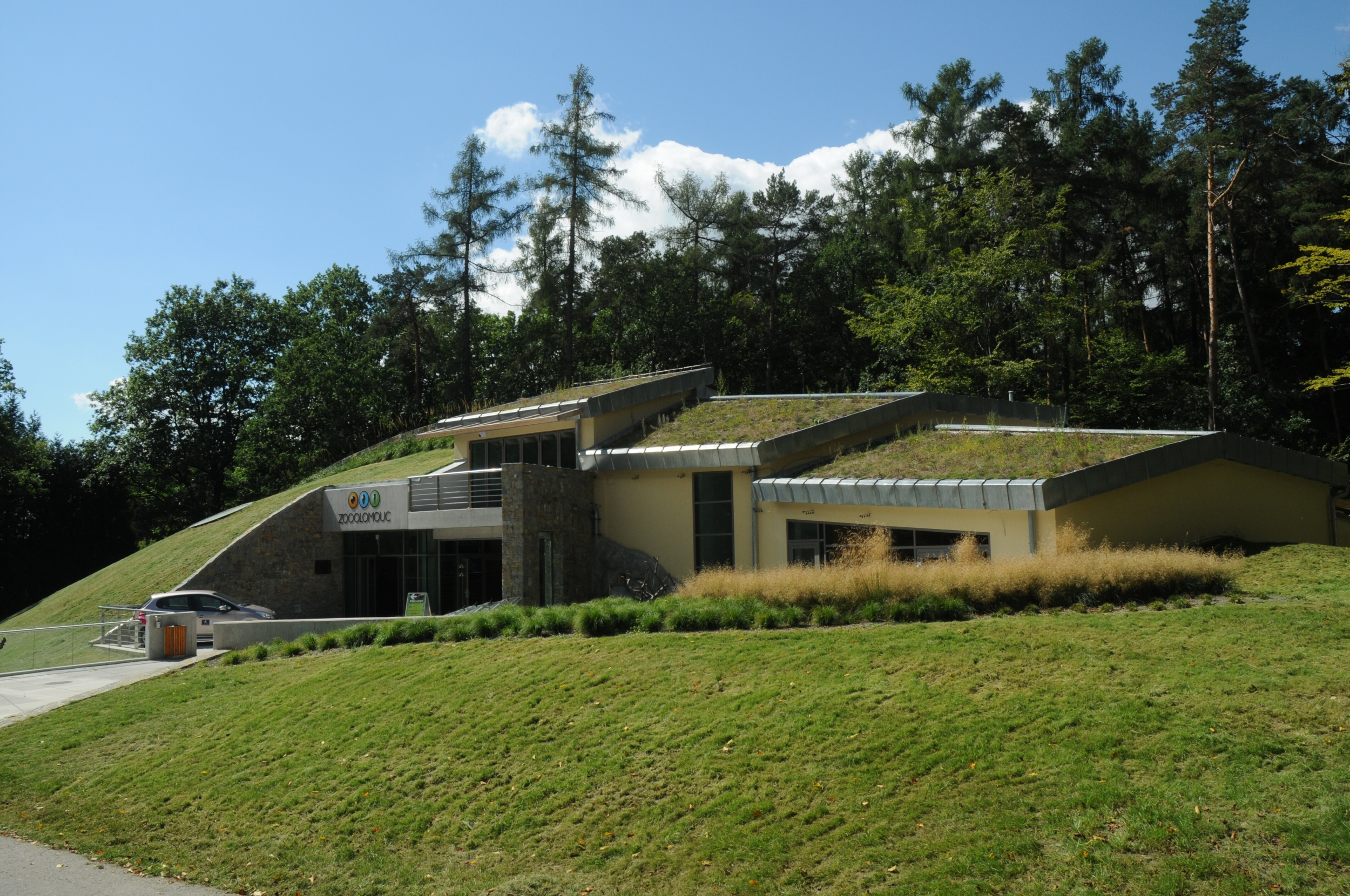
Zoo Olomouc

#### Plánované parky v Olomouci
- Park Na Dlouhé[44]
- Park u Hradiska[45]
- Park Švýcarské nábřeží[46]
- Holický les – II. etapa[47]

### Hřbitovy
V Olomouci a přidružených obcích se nachází celkem jedenáct veřejných pohřebišť: Neředín – ústřední hřbitov, Nová Ulice, Nedvězí, Slavonín, Nové Sady, Holice, Hodolany, Chválkovice, Svatý Kopeček, vojenský hřbitov Černovír a Chomoutov. Památkově chráněné je funkcionalistické krematorium na hřbitově v Neředíně. Krematorium a pohřebiště spravuje městská příspěvková organizace Hřbitovy města Olomouce.

## Geografie
Geografická poloha:
| Růžice kompasu | Příkazy, Skrbeň, Křelov-Břuchotín | Horka nad Moravou, Bohuňovice, Hlušovice    | Samotišky, Tovéř, Hlubočky                      | Růžice kompasu |
| Růžice kompasu | Drahanovice, Těšetice, Ústín      | Sever                                       | Velká Bystřice, Přáslavice, Doloplazy, Daskabát | Růžice kompasu |
| Růžice kompasu | Drahanovice, Těšetice, Ústín      | Olomouc                                     | Velká Bystřice, Přáslavice, Doloplazy, Daskabát | Růžice kompasu |
| Růžice kompasu | Drahanovice, Těšetice, Ústín      | Jih                                         | Velká Bystřice, Přáslavice, Doloplazy, Daskabát | Růžice kompasu |
| Růžice kompasu | Olšany, Lutín, Hněvotín           | Bystročice, Kožušany-Tážaly, Grygov, Blatec | Velký Týnec, Krčmaň, Svésedlice                 | Růžice kompasu |

Olomouc je největší město ležící na řece Moravě. Rozkládá se v Hornomoravském úvalu v nivě této řeky při soutoku s Bystřicí zleva ve východní části města a s Mlýnským potokem zprava v jižní části města. Obklopuje ho úrodná krajina Hané. Město má rovinatý charakter, jen na západě a hlavně na východě je výrazně ohraničuje vyšší georeliéf, který tak Olomouc uzavírá do protáhlé sníženiny otevřené ve směru severozápad–jihovýchod. Střed města (49°35´ severní šířky a 17°15´ východní délky) leží v nadmořské výšce 219 m n. m., jeho jižní část se velmi pozvolna snižuje do nadmořské výšky 208 m n. m., naopak severovýchodní část se zvedá až do výšky 420 m n. m. Sousedními obcemi sídla jsou Dolany, Kožušany-Tážaly, Křelov-Břuchotín, Bukovany, Samotišky, Štěpánov, Bystrovany, Štarnov, Velký Týnec, Velká Bystřice, Ústín, Tovéř, Hlušovice, Bohuňovice, Bystročice, Hněvotín, Hlubočky a Horka nad Moravou.

### Podnebí
Průměrný roční úhrn srážek na území města se pohybuje v rozmezí 600–1100 mm. Průměrné teploty v lednu dosahují hodnot od -1 do -4 °C, občas spadne teplota až k -15 °C. V červenci je průměrná teplota 19 °C, výjimkou však nejsou ani dny s teplotami okolo 35 °C.

## Obyvatelstvo

### Počet obyvatel
V roce 1237 město Olomouc i s předměstími obývalo 16 300 obyvatel. Po Husitských bouřích v 2. polovině 15. století žilo v Olomouci jen něco mezi 3500–5400 obyvateli. Na počátku 16. století pak odhadem vzrostl počet obyvatel na 8–10 tisíc.
Podle historických pramenů měla Olomouc před švédskou okupací (1638) na 30 tisíc obyvatel, ale tento údaj se historikům nezdá pravděpodobný. Jistý je ovšem údaj po okupaci (1650) kdy se v takřka vybydleném městě nacházelo jen 1675 obyvatel. Již roku 1658 však začal narůstat na 2500.
V roce 1740 pak Olomouc dosáhla úrovně 6000 obyvatel, ale záhy na mor v roce 1749 zemřelo okolo tisíce Olomoučanů. Nový odhad obyvatelstva v roce 1788 již udával nárůst na 7000 lidí.
Přes 10 tisíc osob se Olomouc dostala v 1/4 19. století, v roce 1828 zde žilo 11 948 osob, v roce 1844 pak 12 300 a 1869 dosáhl počet obyvatel již přes 15 tisíc.
V roce 1900 zde žilo 21 933 obyvatel, z toho asi 15 tisíc Němců a 6 tisíc Čechů.
V roce 1910 počet mírně stoupl na 22 245 obyvatel, z toho kromě vojenské posádky 12 tisíc Němců a necelých 7 tisíc Čechů. P
V roce 1920 měla Olomouc už 57 206 obyvatel, z toho téměř 40 tisíc Čechů. Tento náhlý nárůst obyvatelstva byl zapříčiněn připojením 11 předměstských obcí v tzv. Velkou Olomouc. Jednalo se o politiku nové republiky jak ve většině důležitý měst zajistit Českou, potažmo Československou většinu.
Při sčítání lidu v roce 1930 zde napočítali ve 4484 domech 66 440 obyvatel; 47 861 obyvatel se hlásilo k československé národnosti a 15 017 k německé. Žilo zde 47 771 římských katolíků, 2603 evangelíků, 9192 příslušníků Církve československé husitské a 2198 židů.
V roce 1940 sčítání z politických důvodů neproběhlo.
Při tom dalším v roce 1950 pak populace klesla o 2562 na 63 878, což nekoresponduje s odsunem cca 15 tisíc Němců a vyhlazení více než 2000 Židů. Tento ve srovnání s událostmi malý pokles byl způsoben přílivem nového Československého poválečného obyvatelstva, které v drtivé většině nahradilo původní Němce a Židy.
| 1869   | 1880   | 1890   | 1900   | 1910   | 1921   | 1930   | 1950   | 1961   | 1970   | 1980    | 1991    | 2001    | 2011    | 2021    |
| ------ | ------ | ------ | ------ | ------ | ------ | ------ | ------ | ------ | ------ | ------- | ------- | ------- | ------- | ------- |
| 15 229 | 20 176 | 19 761 | 21 707 | 22 245 | 57 206 | 66 440 | 63 878 | 70 071 | 79 416 | 102 112 | 105 537 | 102 607 | 101 003 | 106 063 |

Velkoměstem se Olomouc stala ke konci roku 1978; největšího počtu obyvatel, 107 399, dosáhla ke konci roku 1990. Pak se ale začal počet olomouckých občanů postupně snižovat. Pokles pod hranici statisíce obyvatel byl statistickým úřadem poprvé zjištěn v roce 2011. V roce 2016 se Olomouc vrátila mezi velkoměsta, neboť opět překonala hranici 100 tisíc obyvatel. K roku 2023 má Olomouc téměř 102 000 obyvatel a je tedy aktuálně 6. největším městem v České republice. Kromě toho do města dojíždí přes 45 tisíc lidí za prací a za studiem.
Aglomerace Olomouce byla v roce 2015 vymezena poměrně široce, kromě okolních obcí a nejbližších měst Prostějov, Přerov, Lipník nad Bečvou, Šternberk a Litovel (jádro polycentrické aglomerace se zhruba 360 tisíci obyvateli) do ní byla zahrnuta i vzdálenější města jako Hranice, Uničov či Mohelnice. Takto vymezenou aglomeraci obývalo zhruba 450 tisíc obyvatel, což činilo 71 % obyvatel celého Olomouckého kraje. Roku 2019 došlo k aktualizaci, olomoucká aglomerace byla vymezena úžeji na základě reálné koncentrace cest a kontaktů podle dat mobilního operátora a nezahrnuje tak již např. Mohelnici. Původně šlo o 240 obcí a 2322 km², nově jen o 174 obcí a 1730 km². Celkově olomouckou aglomeraci k roku 2019 obývalo 398 tisíc obyvatel (63 % obyvatel kraje), hustota zalidnění tak činila 230 obyvatel na km².

### Struktura populace

Věková struktura obyvatel obce Olomouc roku 2011
Rodinný stav obyvatel obce Olomouc roku 2011
Vzdělání obyvatel obce Olomouc roku 2011

## Politika a volby
Od uzákonění obecního řádu města Olomouce 6. září 1850 až do roku 1918 bylo vedení města čistě německé (s výjimkou let 1878–1886, kdy byl členem městské rady Čech F. Stejskal). Češi tvořili v Olomouci menšinu, takže v obecních volbách (i kvůli volebnímu cenzu) neměli šanci být zvoleni, což vedlo až k úplnému bojkotu obecních voleb ze strany českého obyvatelstva. Nejdéle úřadujícím představitelem Olomouce v moderních dějinách byl Josef Engel, který funkci starosty zastával od listopadu 1872 až do října 1896, tedy téměř 24 let.
Éra českých starostů začala až po roce 1918, kdy bylo město rozšířeno připojením mnoha okolních obcí a kdy v sloučené Velké Olomouci převládlo etnicky české obyvatelstvo (došlo zároveň k zavedení všeobecného a rovného volebního práva pro komunální volby). Za nacistické okupace stáli v čele města němečtí vládní komisaři. Po roce 1945 se struktura městské samosprávy změnila. Nejvyšším představitelem města byl předseda národního výboru, od roku 1948 do roku 1989 výlučně z řad členů KSČ. Struktura národních výborů zanikla v roce 1990. Od té doby je v čele Olomouce primátor volený zastupitelstvem. Od komunálních voleb v roce 2018 je primátorem člen hnutí ANO 2011 Miroslav Žbánek.

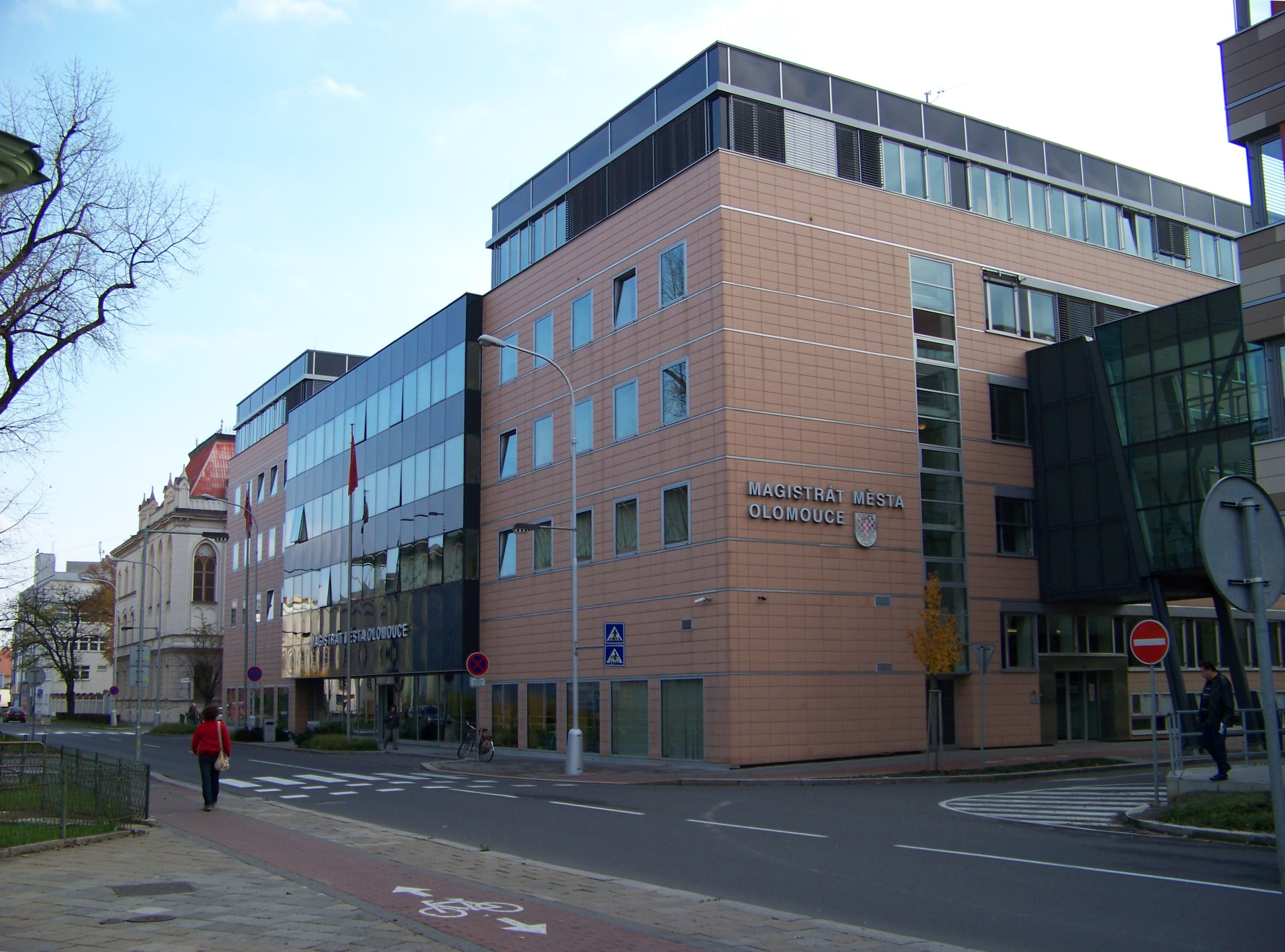
Sídlo olomouckého magistrátu

### Volby do zastupitelstva města

#### Volby 2010
V říjnových volbách do zastupitelstva zvítězila ČSSD, která tak získala 17 mandátů, dále uspěli ODS (14 mandátů), TOP 09 (6 mandátů), KSČM (5 mandátů) a KDU-ČSL (3 mandáty). Senátní volby v druhém kole vyhrál Martin Tesařík za ČSSD.
Přesto byla 19. října na radnici podepsána koaliční smlouva bez vítězné strany mezi ODS, TOP 09 a KDU-ČSL. Jednou z hlavních změn je snížení počtu náměstků z dosavadních šesti na pět. Primátorem byl Martin Novotný; ODS s TOP 09 mají dva náměstky, KDU-ČSL jednoho. V sobotu 1. března 2014 Martin Novotný odstoupil z funkce primátora a zastupitelé zvolili na jeho místo Martina Majora. Martin Novotný se poté stal neuvolněným členem Rady města Olomouce. Počet náměstků primátora tak klesl o jednoho.

#### Volby 2014
Ve volbách do zastupitelstva se poprvé od sametové revoluce volilo v jediném obvodu. To vyvolalo komplikace při organizaci voleb, ale také vedlo ke snížení přirozeného volebního prahu a umožnilo tak lépe uspět menším volebním subjektům.
Ve volbách do zastupitelstva zvítězilo hnutí ANO 2011 se ziskem 12 mandátů, dále uspěli ČSSD (10 mandátů), ODS (5 mandátů), KDU-ČSL (5 mandátů), TOP 09 (4 mandáty), KSČM (4 mandáty) a volen sdružení Občané pro Olomouc (nezávislý, SZ a Piráti) (3 mandáty) a nová lokální strana ProOlomouc (2 mandáty).
Necelých 24 hodin po vyhlášení výsledku voleb, uzavřeli koaliční dohodu ČSSD, KDU-ČSL, ODS, TOP 09.

#### Volby 2018
Do obecního zastupitelstva se hlásilo 16 stran a uskupení. Aspoň jednoho kandidáta získalo 9 z nich. Na prvním místě vyhrálo hnutí ANO 2011 se 14 mandáty, následované stranou ProOlomouc a uskupením Piráti a Starostové, kteří získali shodně 6 mandátů. Do obecního zastupitelstva se pak ještě dostali ODS (5 mandáty), KDU-ČSL (4 mandáty), spOlečně (3 mandáty), SPD a Zemanovci (3 mandáty), KSČM (2 mandáty) a ČSSD (2 mandáty).
Vedení města tehdy vytvořilo vítězné hnutí ANO (31,11 %), které získalo funkci primátora v podobě osoby Miroslava Žbánka. ODS (11,11%), KDU-ČSL (8.89%) a spOlečně (6,67%).

#### Volby 2022
V posledních volbách se o místa v městském zastupitelstvu hlásilo 11 stran a uskupení. Z nichž 6 získalo aspoň jednoho zastupitele. Stejně jako minulé volby vyhrálo hnutí ANO 2011, tentokrát s 16 mandáty. Druhá skončila koalice KDU-ČSL, ODS a TOP 09 více známa jako SPOLU s 10 mandáty a třetí koalice Piráti a ProOlomouc s 8 mandáty. Dalšími byla koalice SPD a Trikolora (5 mandátů), spOlečně (4 mandáty) a Zelení+STAN (2 mandáty).
Stejně jako minulé volby vytvořilo koalici vítězné hnutí ANO 2011 (31,75%) se staronovým primátorem Miroslavem Žbánkem. Tentokrát ale se stranou spOlečně (8,72%) a uskupením Piráti a ProOlomouc (15,48%).

## Členění města
Olomouc se člení na 26 částí města (zároveň katastrálních území), které v podstatě odpovídají původním historickým obcím, i když katastrální hranice se již poněkud liší. Dříve byly součástí města i dnes samostatné obce Křelov-Břuchotín (1975–1994), Bystrovany (1975–1992) a Samotišky (1974–1992). V roce 2015 se projevily významné snahy o odtržení v Nedvězí, vzhledem k počtu obyvatel se však nemůže osamostatnit, ale uvažovalo se o připojení k Hněvotínu nebo Bystročicím.
Od 23. ledna 2007 je stanoveno 27 komisí městských částí. Komise městských částí nejsou orgány správních celků, ale poradní orgány rady města Olomouce. Také jejich územní působnost zcela neodpovídá územím částí obce. Podrobnosti jsou uvedeny ve statutu města Olomouce.

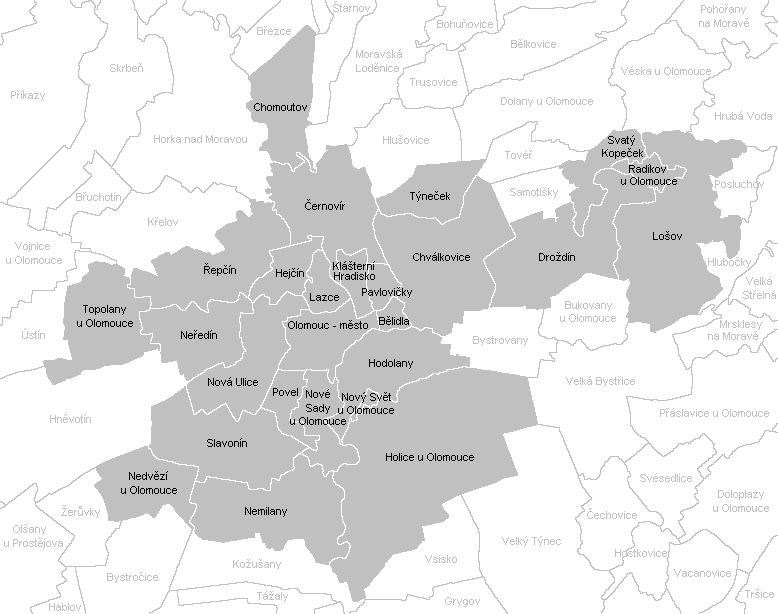
Katastrální území Olomouce

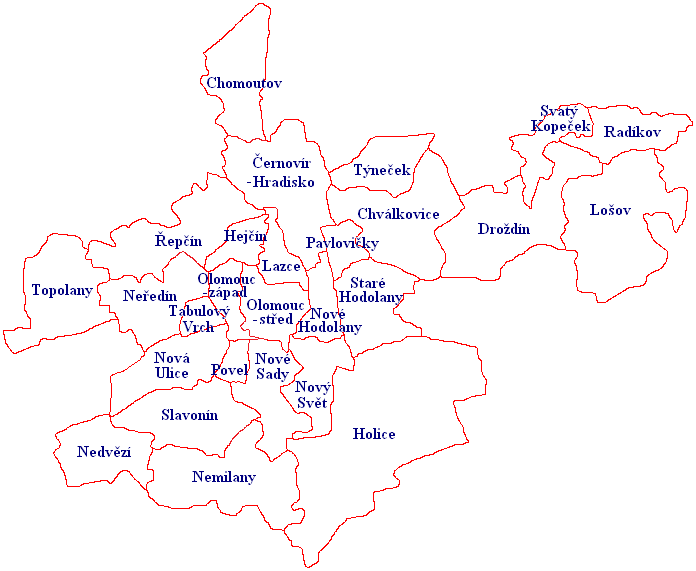
Komise městských částí Olomouce

| místní část        | katastrální území    | komise městské části                   | rozloha (hektary) | počet obyvatel (26. 3. 2011) |
| ------------------ | -------------------- | -------------------------------------- | ----------------- | ---------------------------- |
| Bělidla            | Bělidla              | Staré Hodolany a Bělidla               | 46                | 779                          |
| Černovír           | Černovír             | Černovír a Klášterní Hradisko          | 552               | 943                          |
| Droždín            | Droždín              | Droždín (web)                          | 671               | 1 184                        |
| Hejčín             | Hejčín               | Hejčín                                 | 156               | 2 570                        |
| Hodolany           | Hodolany             | Nové Hodolany Staré Hodolany a Bělidla | 424               | 8 634                        |
| Holice             | Holice u Olomouce    | Holice (web)                           | 1 581             | 3 923                        |
| Chomoutov          | Chomoutov            | Chomoutov (web)                        | 384               | 1 007                        |
| Chválkovice        | Chválkovice          | Chválkovice                            | 763               | 2 318                        |
| Klášterní Hradisko | Klášterní Hradisko   | Černovír a Klášterní Hradisko          | 95                | 1 817                        |
| Lazce              | Lazce                | Lazce                                  | 106               | 5 983                        |
| Lošov              | Lošov                | Lošov                                  | 984               | 676                          |
| Nedvězí            | Nedvězí u Olomouce   | Nedvězí                                | 334               | 425                          |
| Nemilany           | Nemilany             | Nemilany                               |                   | 993                          |
| Neředín            | Neředín              | Neředín                                |                   | 9 628                        |
| Nová Ulice         | Nová Ulice           | Nová Ulice Tabulový Vrch               |                   | 19 153                       |
| Nové Sady          | Nové Sady u Olomouce | Nové Sady                              |                   | 13 747                       |
| Nový Svět          | Nový Svět u Olomouce | Nový Svět                              |                   | 992                          |
| Olomouc            | Olomouc-město        | Olomouc – střed Olomouc – západ        |                   | 11 625                       |
| Pavlovičky         | Pavlovičky           | Pavlovičky                             |                   | 490                          |
| Povel              | Povel                | Povel                                  |                   | 8 676                        |
| Radíkov            | Radíkov u Olomouce   | Radíkov                                |                   | 313                          |
| Řepčín             | Řepčín               | Řepčín                                 |                   | 1 241                        |
| Slavonín           | Slavonín             | Slavonín                               |                   | 2 265                        |
| Svatý Kopeček      | Svatý Kopeček        | Svatý Kopeček                          |                   | 792                          |
| Topolany           | Topolany u Olomouce  | Topolany                               |                   | 357                          |
| Týneček            | Týneček              | Týneček                                |                   | 472                          |

## Instituce

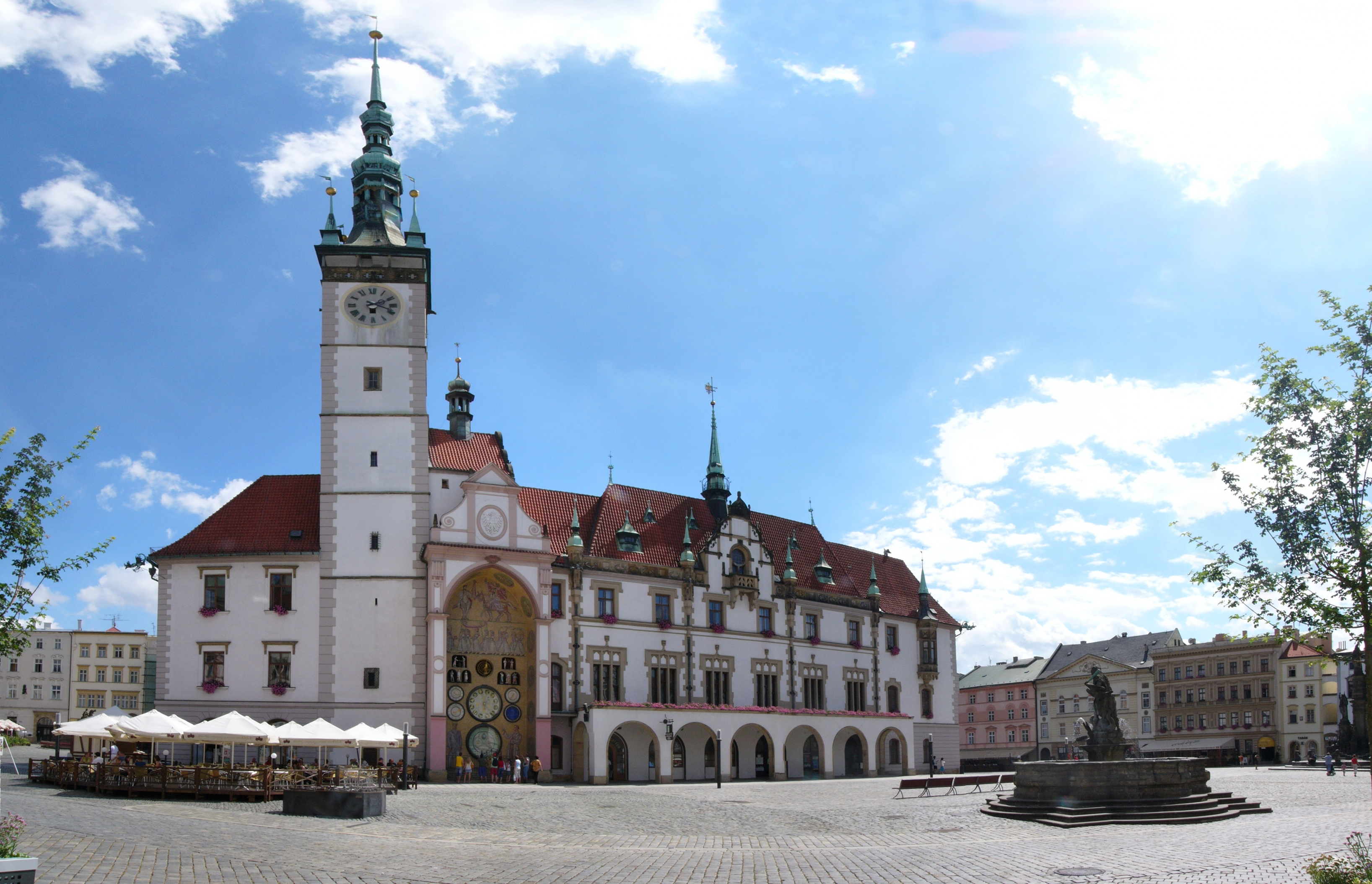
Olomoucká radnice s orlojem

Olomouc je krajským městem a také obcí s rozšířenou působností a pověřeným obecním úřadem. Okres Olomouc se skládá ze 95 obcí, správní obvod obce s rozšířenou působností z 45 obcí. Olomoucký kraj spravuje krajský úřad a jeho odbory (dopravy, zdravotnictví, školství, sociální, dotační aj.) a správu vlastního města vykonává Magistrát statutárního města Olomouce.

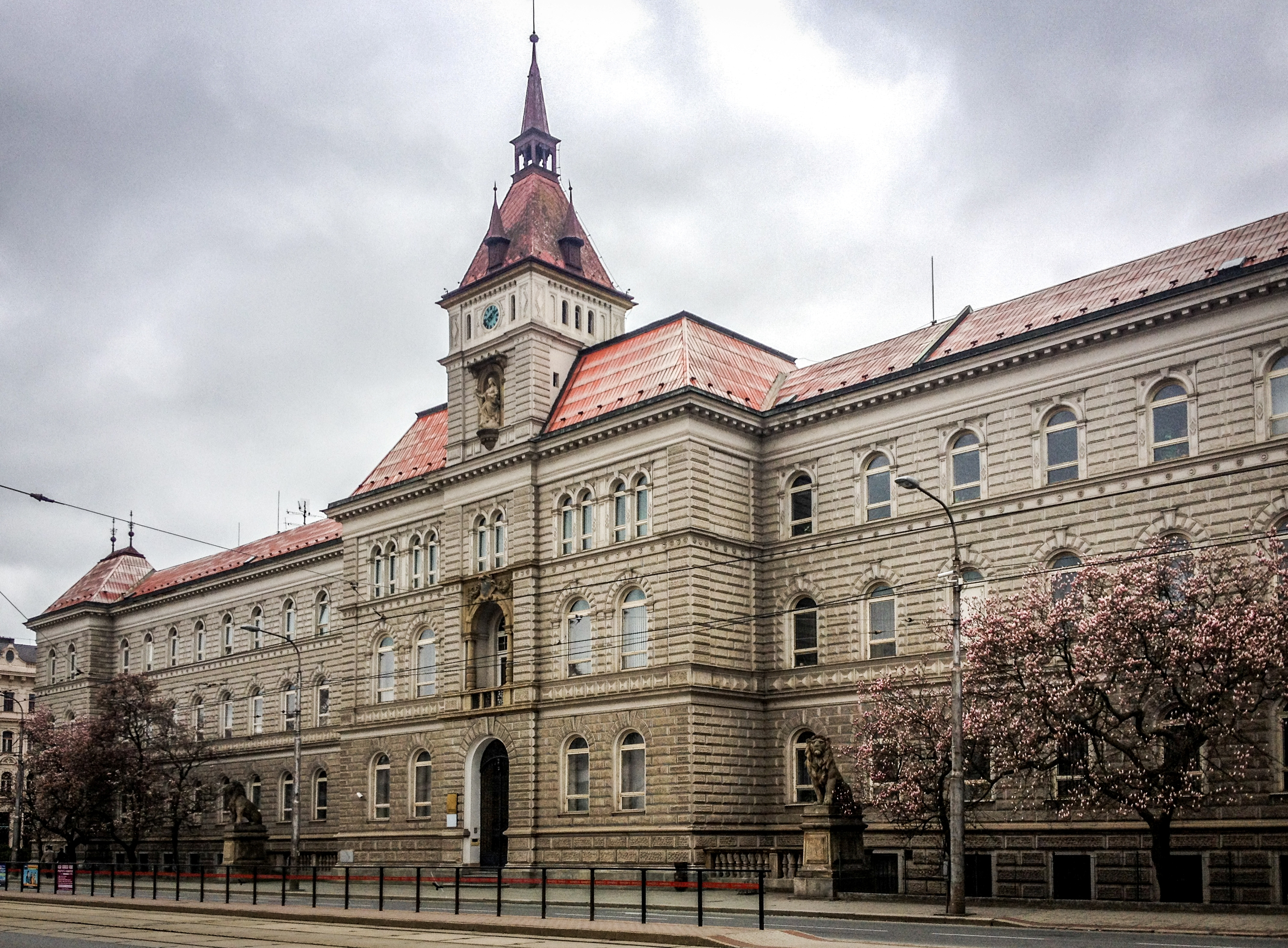
Okresní soud Olomouc (Justiční palác)

Z celostátních institucí je Olomouc oficiálně sídlem České lékařské komory nebo Agrární komory České republiky. Dále zde sídlí např. územní odborné pracoviště Národního památkového ústavu, pracoviště Agentury ochrany přírody a krajiny ČR, Hasičský záchranný sbor České republiky Olomouckého kraje či Krajská hygienická stanice Olomouc.
Z justičních institucí je významným Vrchní soud v Olomouci spolu s Vrchním státním zastupitelstvím, které mají působnost na prakticky celém území Moravy a Slezska. Sídlí zde také Okresní soud v Olomouci spolu s příslušným okresním státním zastupitelstvím, ale i přes existenci samosprávného Olomouckého kraje není v Olomouci samostatný krajský soud, působí zde jen pobočka Krajského soudu v Ostravě a ostravského krajského zastupitelství. U okresního soudu je umístěna vazební věznice.

### Církev
Město je také významným církevním centrem. Od roku 1063 se zde nachází biskupství v roce 1777 povýšené na Arcibiskupství olomoucké. Sídlo zde tak má římskokatolický arcibiskup olomoucký, správa arcidiecéze, diecézní kurie, církevní soud, metropolitní kapitula u sv. Václava v Olomouci, Děkanský úřad Olomouc a 12 farností.

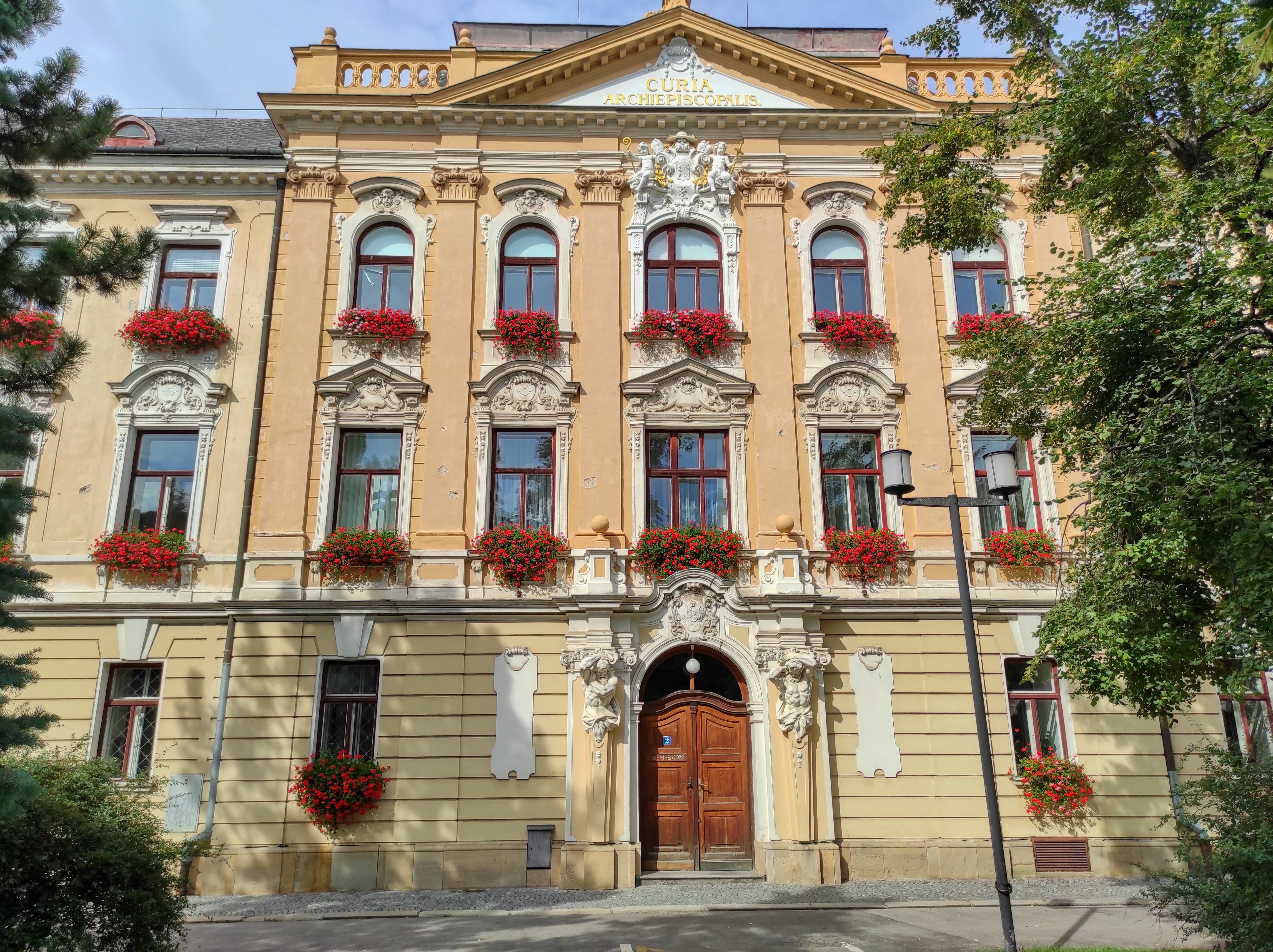
diecézní kurie Olomouc

Spolu s tím se zde nachází několik katolických církevních škol (od mateřské až po vysokou), vydavatelství Matice Cyrilometodějská, centrum Aletti, Arcibiskupská knihovna, Charita Olomouc, cestovní kancelář Christophorus, karmelitánské knihkupectví a další.
V průběhu historie se zde vystřídali i mnohé řády, v současnosti zde působí dominikáni a dominikánky, jezuité, kapucíni, karmelitáni, premonstráti a premonstrátky, voršilky, společnost sester ježíšových a kongregace sester sv. Cyrila a Metoděje (SCM), sester neposkvrněného početí Panny Marie III. řádu sv. Františka z Assisi (C.IM.CONC.), milosrdných sester III. řádu sv. Františka (SMFO) a milosrdných sester sv. Kříže (SCSC).
Sídla větších celků tu má i Pravoslavná církev v českých zemích a na Slovensku (v podobě Olomoucko-brněnská eparchie) a Církev československá husitská (v podobě Olomoucké diecéze). Mimo to se zde nacházejí farnosti, řády a komunity: baptistů, Apoštolské církve, Českobratrské církve evangelické, Slezské církve evangelického augsburského vyznání, Židovské obce Olomouc, Náboženské společnosti českých unitářů, Církve víry Milosti, Metro Church Olomouc, Církve Adventistů Sedmého dne, Církve Ježíše Krista Svatých posledních dnů (mormoni) a svědků Jehovových (jehovisti).

### Armáda
Olomouc je kromě toho tradičním vojenským městem, od roku 1655 je v ní soustředěn velký vojenský arzenál. Po odchodu švédských okupačních vojsk v roce 1650 se začalo s přípravou přestavby města v pohraniční pevnost. Do roku 1866 se město stalo největší pevností tohoto typu v monarchii. Kromě rozlehlého bastionového opevnění město chránilo 20 předsunutých pevnůstek a vojsko bylo ubytováno v 11 kasárnách. V roce 1880 dosáhl počet vojáků téměř 5000, což ve městě představovalo 1/4 obyvatelstva. Do roku 1930 se počet vojáků rozrostl na 10 tisíc.

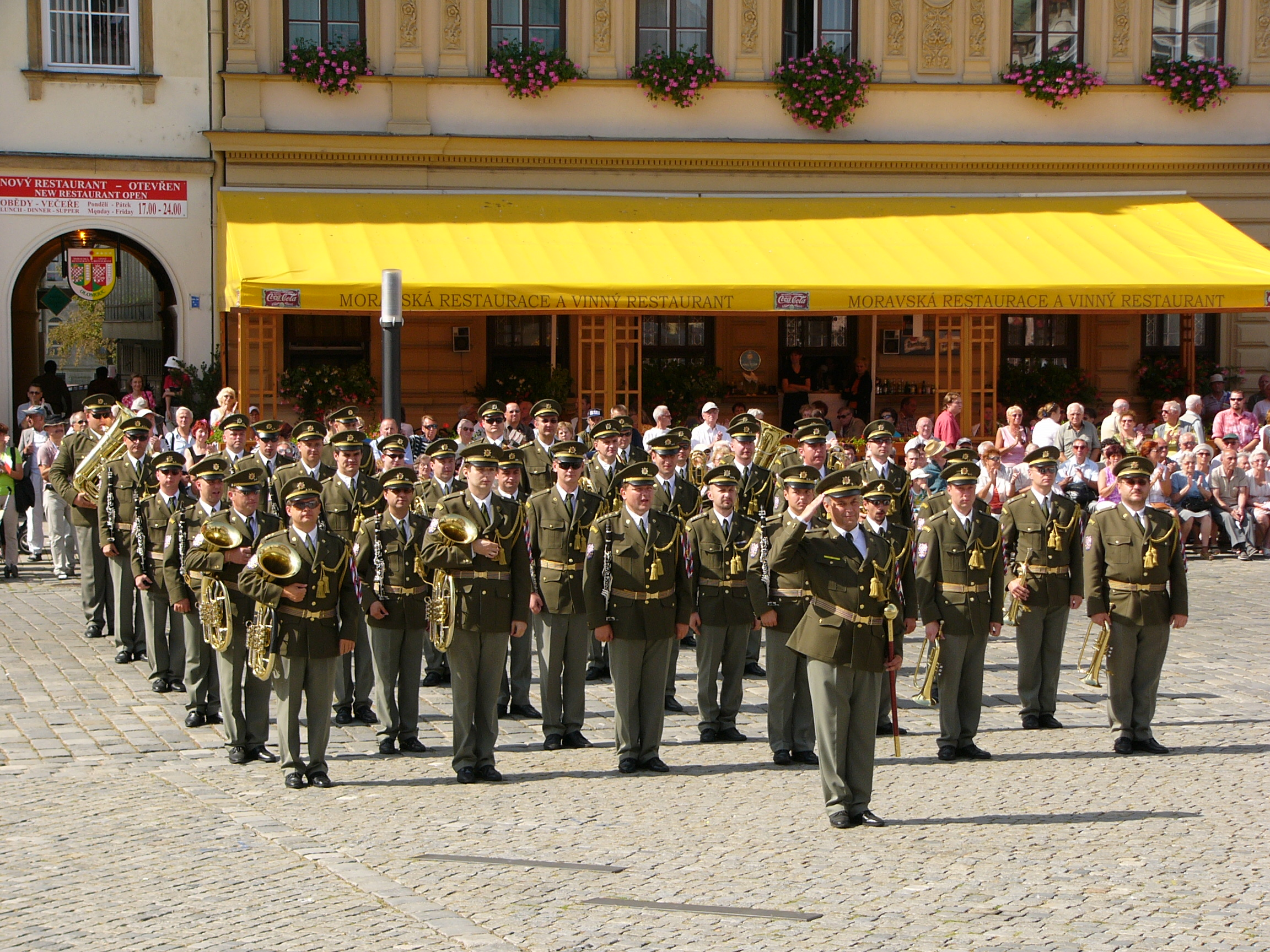
Vojenská hudba Olomouc na Horním náměstí

Díky tomu od roku 1718 sídlí v Olomouci různá vojenská velitelství. Prvním z významnějších bylo Vojenské velitelství Morava, následované od roku 1867 velitelstvím 10. armádního sboru a od roku 1918 Zemským vojenským velitelstvím pro Moravu a Slezsko. Po reorganizaci v roce 1945 se sem přesunulo velitelství vojenské oblasti 3. 1947 pak 6. armádního sboru, středního vojenského okruhu a 2. armádního sboru. Po revoluci v roce 1989 sem bylo umístěno velitelství pozemního vojska AČR. Od roku 1999 známě jako Velitelství pozemních sil. V roce 2003 došlo při reorganizaci na umístění Velitelství společných sil a Olomouc se tak stala centrem obrany státu (spolu s generálním štábem a prezidentem v Praze).
V roce 2013 bylo Velitelství společných sil AČR zrušeno a město tak přišlo o instituci celostátního významu. Situace se ovšem začala otáčet hned dva roky na to, kdy v Olomouci začali vznikat nové útvary. Od roku 2015 byl v Olomouci vytvořen Útvar podpory speciálních operací. A po reorganizaci sem bylo v roce 2020 situováno nové Velitelství pozemních sil AČR. Spolu s krajským velitelstvím, velitelstvím 15. ženijního pluku, velitelstvím vojenské policie a sídlem vojenské hudby se dodnes jedná o významné vojenské centrum ČR. Mimo to se v Olomouci nachází sedm vojenských objektů ve kterých jsou dislokovány výše zmíněné útvary a velitelství. Jedná se o tzv. Žižkovy kasárny, reprezentativní Armádní dům, kasárny Vojenské hudby Olomouc, Hejčínské a Hodolanské kasárny a dva areály Vojenské nemocnice Olomouc (Klášterní hradisko a Pasteurova).

## Školství

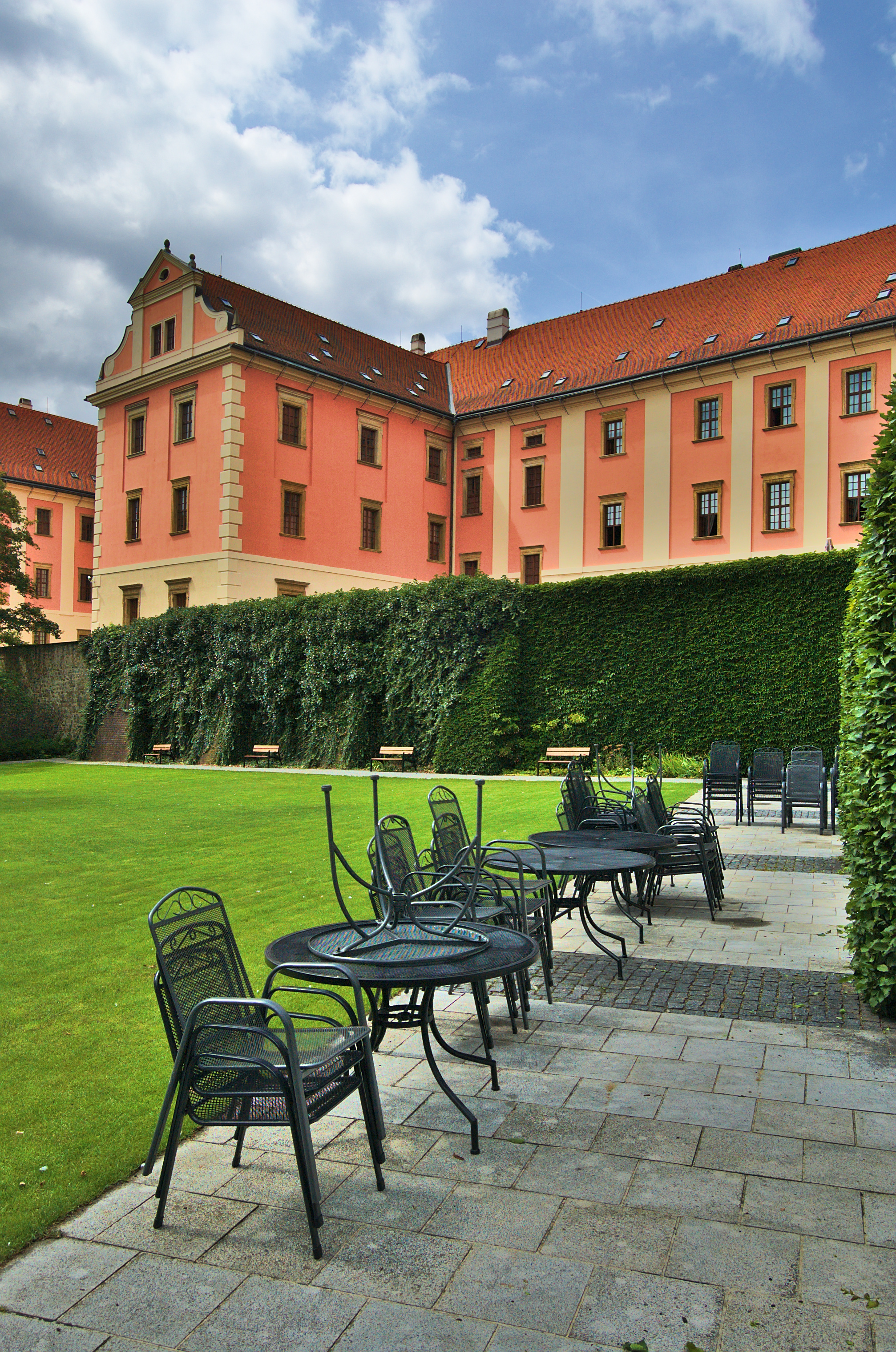
Jezuitský konvikt (starý komplex univerzity), dnes Umělecké centrum UP

### Vysoké školy
- Univerzita Palackého v Olomouci (cca 25 tisíc studentů a pracovníků)
  - Filozofická fakulta
  - Přírodovědecká fakulta
  - Lékařská fakulta
  - Pedagogická fakulta
  - Právnická fakulta
  - Fakulta tělesné kultury
  - Fakulta zdravotnických věd
  - Cyrilometodějská teologická fakulta
- Moravská vysoká škola Olomouc (soukromá vysoká škola neuniverzitního typu, bakalářské vzdělání, obory: Ekonomika a management, Podnikové a informační systémy.)

### Vyšší odborné školy
- Vyšší odborná škola zdravotnická Emanuela Pöttinga
- Vyšší odborná škola a Střední průmyslová škola elektrotechnickáPřírodovědecká fakulta UPMoravská vysoká školaStřední zdravotnická škola Pottingeum a VOŠ

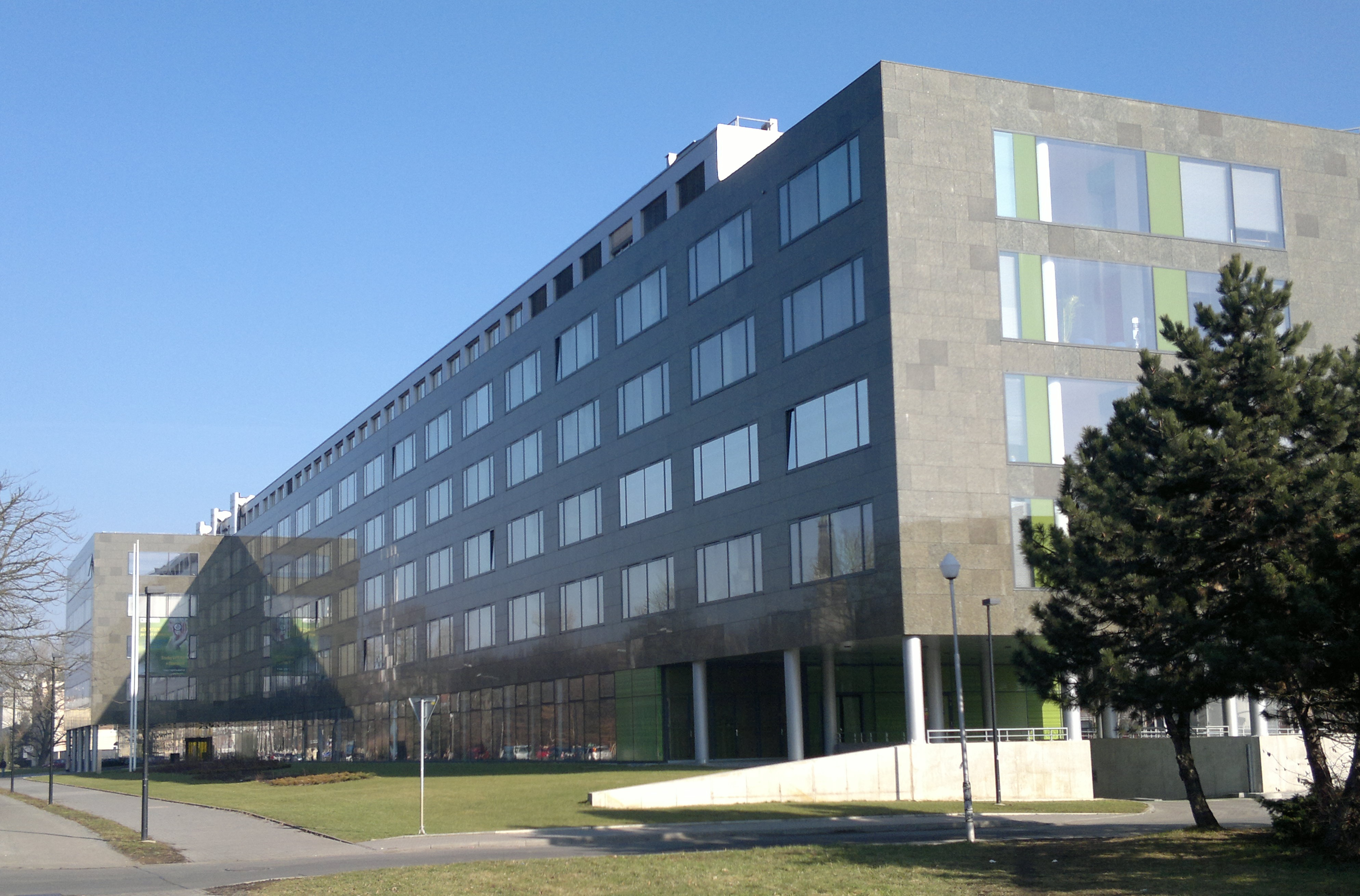
Přírodovědecká fakulta UP

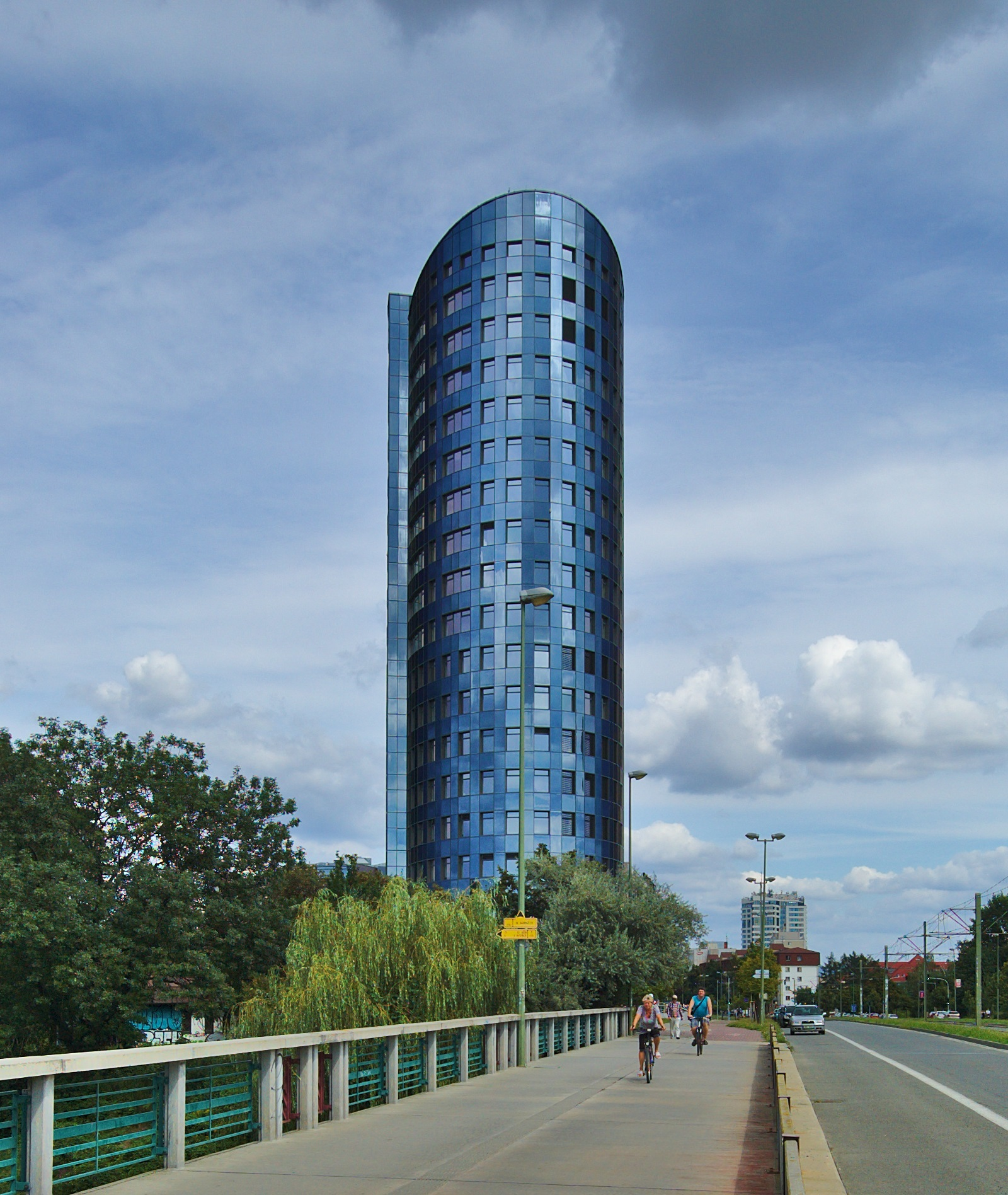
Moravská vysoká škola

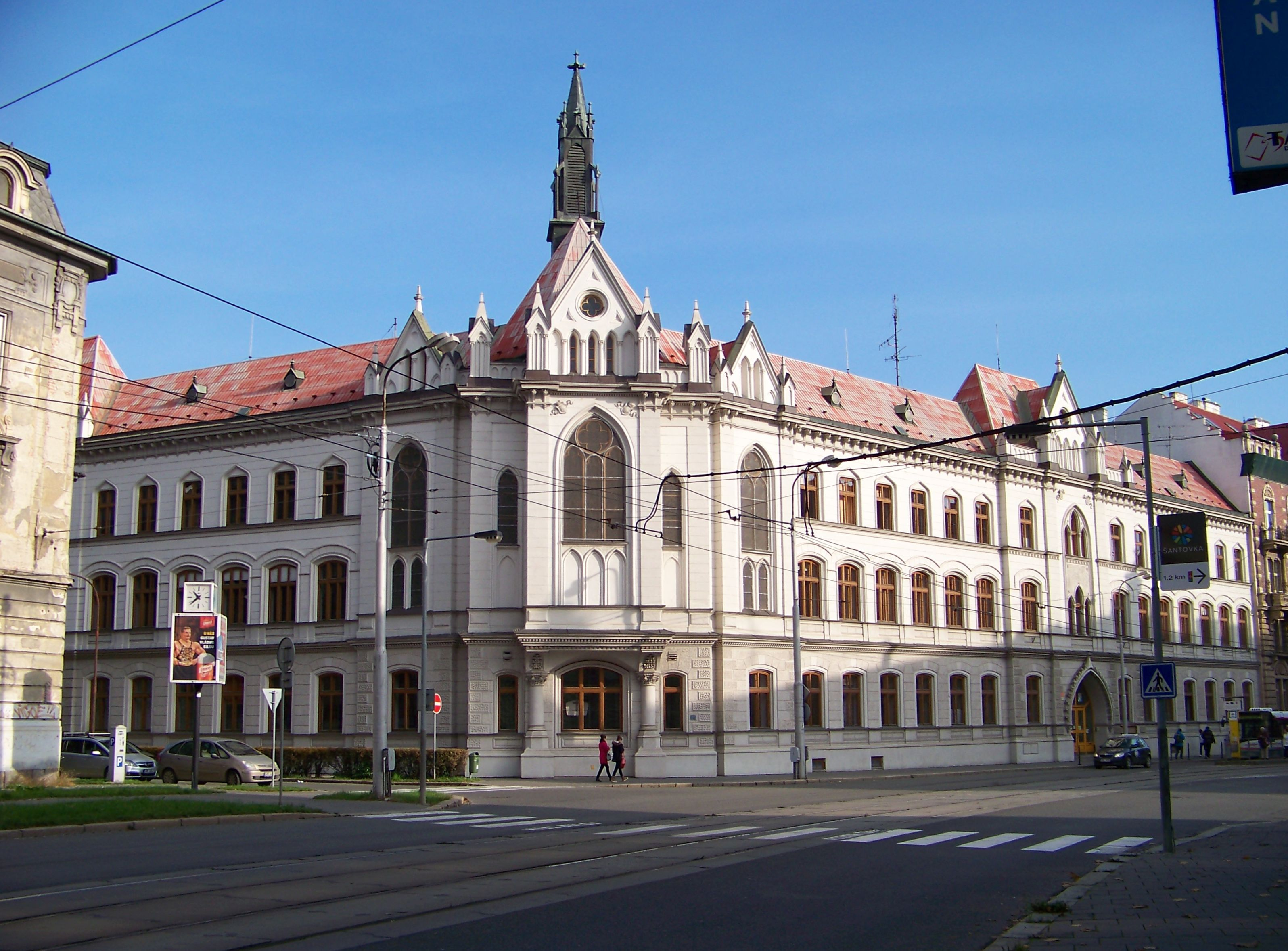
Střední zdravotnická škola Pottingeum a VOŠ

- Caritas – Vyšší odborná škola sociální Olomouc
- Vyšší odborná škola sociální a teologická – DORKAS

### Konzervatoře
- Konzervatoř evangelické akademie Olomouc – střední a vyšší odborné vzdělání

### Střední školství

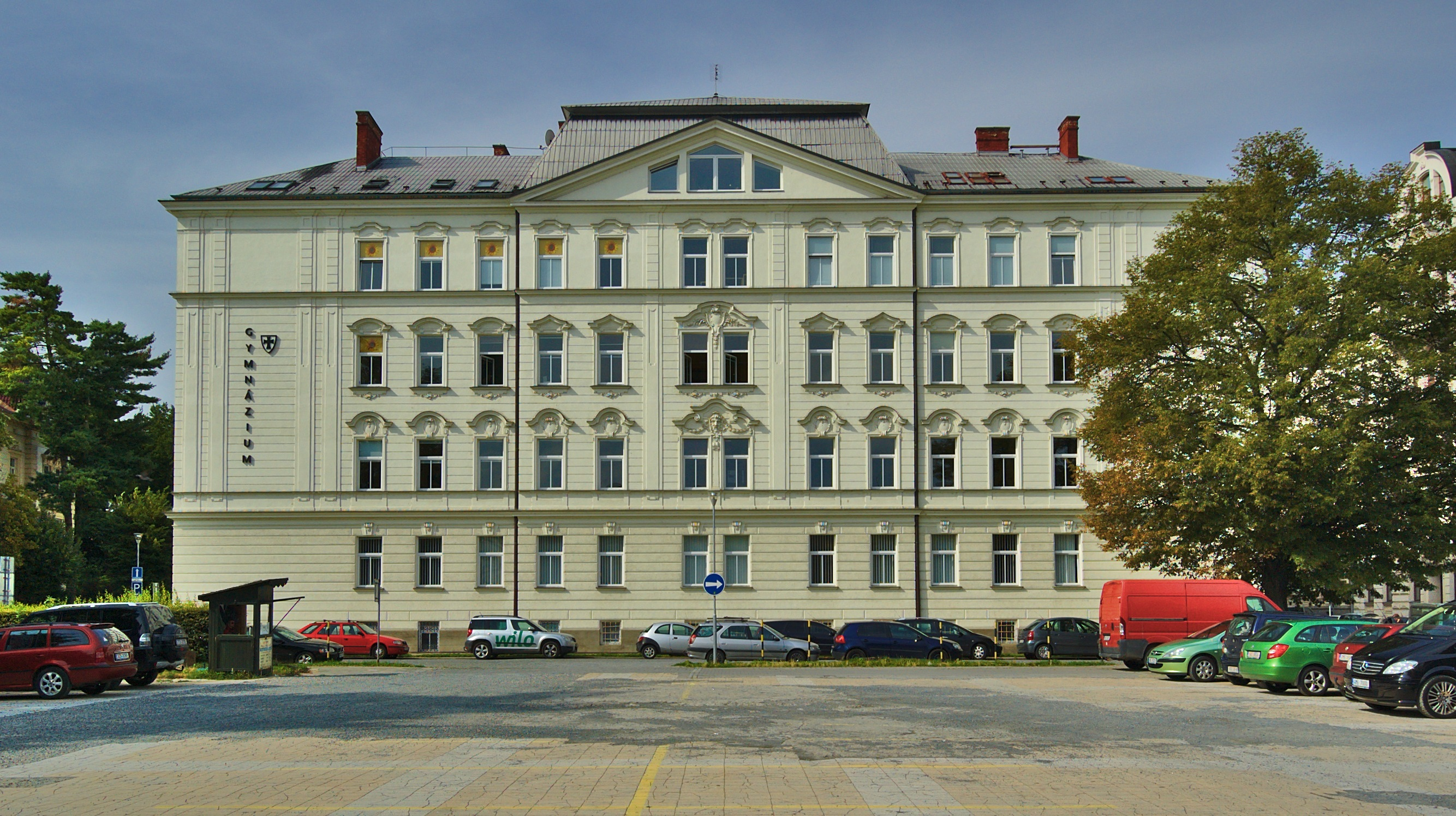
Gymnázium Německého řádu Olomouc

#### Gymnázia
- Církevní gymnázium Německého řádu
- Gymnázium Čajkovského
- Gymnázium Olomouc-Hejčín
- Slovanské gymnázium

#### Střední odborné školy
- Střední škola logistiky a chemie
- Obchodní akademie
- Střední odborná škola Olomouc s.r.o.
- Střední odborná škola služeb
- Střední průmyslová škola elektrotechnická
- Střední průmyslová škola strojnická
- Střední škola Olomouc – Svatý Kopeček
- Střední škola polygrafická
- Střední škola polytechnická
- Střední škola poštovní (zanikla, nyní Střední škola logistiky a chemie)
- Střední zdravotnická a Vyšší zdravotnická škola Emanuela Pöttinga
- Střední škola zemědělská a zahradnická Olomouc (web)
- Soukromá střední škola podnikání Olomouc, s.r.o.
- Střední škola obchodu, gastronomie a designu PRAKTIK s.r.o.
- Waldorfská škola Olomouc

#### Střední odborná učiliště
- Střední odborné učiliště farmaceutické (zanikla, Střední škola logistiky a chemie)
- Střední odborné učiliště obchodu a služeb
- Střední odborné učiliště technické a obchodní
- Soukromé střední odborné učiliště stavební, Odborné učiliště a Učiliště – PhDr. L. Bortl, s.r.o.
- Speciální škola DC 90, s.r.o.

### Základní a mateřské školy
- 25 základních škol
- 49 mateřských škol

## Kultura

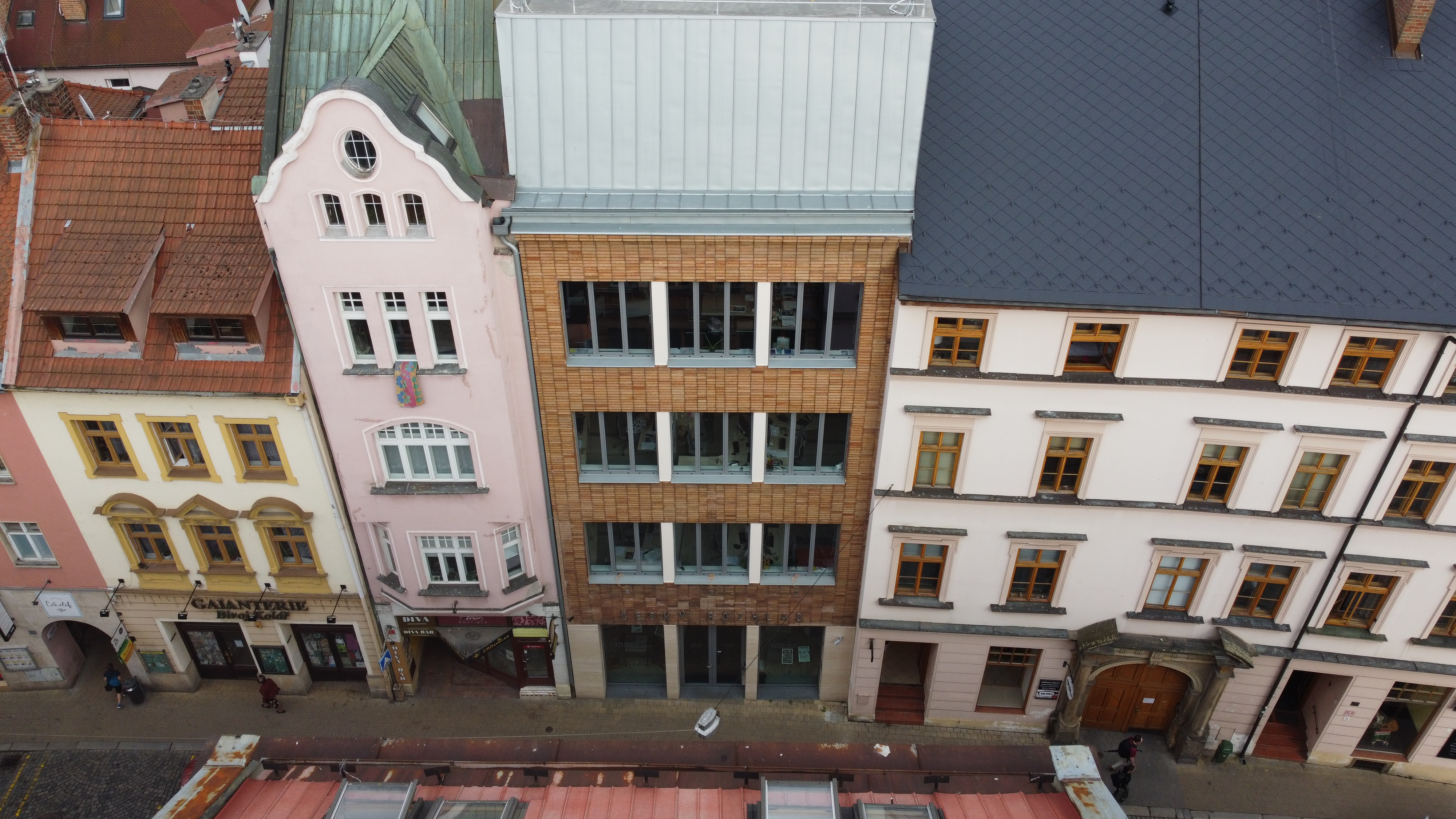
Nová budova Českého rozhlasu Olomouc (bývalý obchodní dům)

### Rozhlas

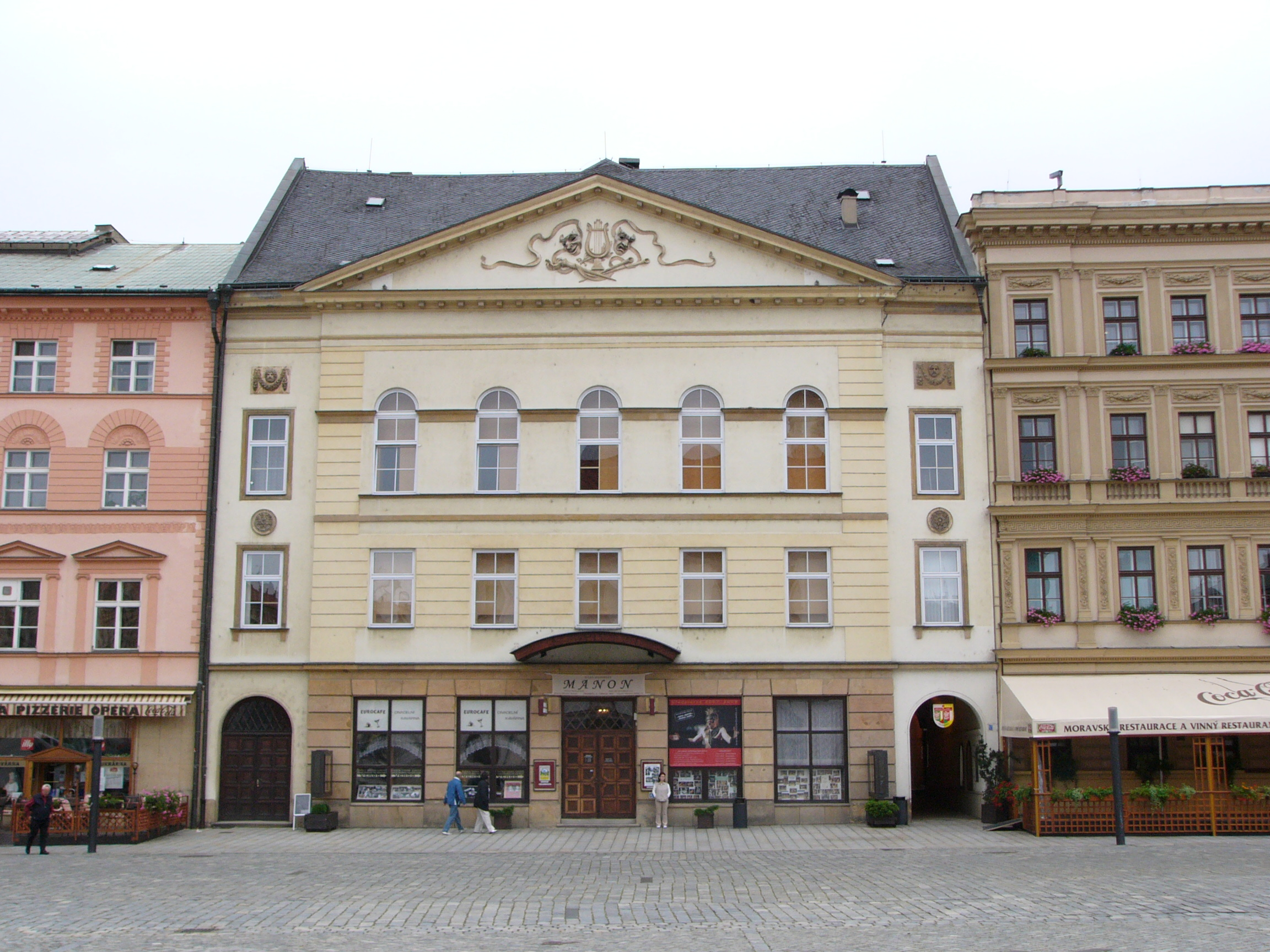
Moravské divadlo Olomouc

- Český rozhlas Olomouc
- Rádio Haná
- Hitrádio apollo
- Rádio Hity – Olomouc
- Rádio Rubi
- Radio Proglas – studio Radim
- Rádio Čas

### Divadla
- Moravské divadlo Olomouc (dříve divadlo Oldřicha Stibora)
- Moravská filharmonie – pořádá mezinárodní hudební festival Olomoucké hudební jaro a Mezinárodní varhanní festival
- Divadlo na cucky – nezávislý divadelní soubor s vlastní scénou, progresivní dramaturgií a s širokým spektrem aktivit; produkci zajišťuje DW7 o.p.s.
- Divadlo hudby – olomoucké stagionové divadlo (dnes MUO Central)
- Divadlo Tramtarie – nezávislé divadlo se stálým divadelním souborem malé formy s autorskou dramaturgií
- Slovanský tyátr – divadelní soubor studentů Slovanského gymnázia Olomouc

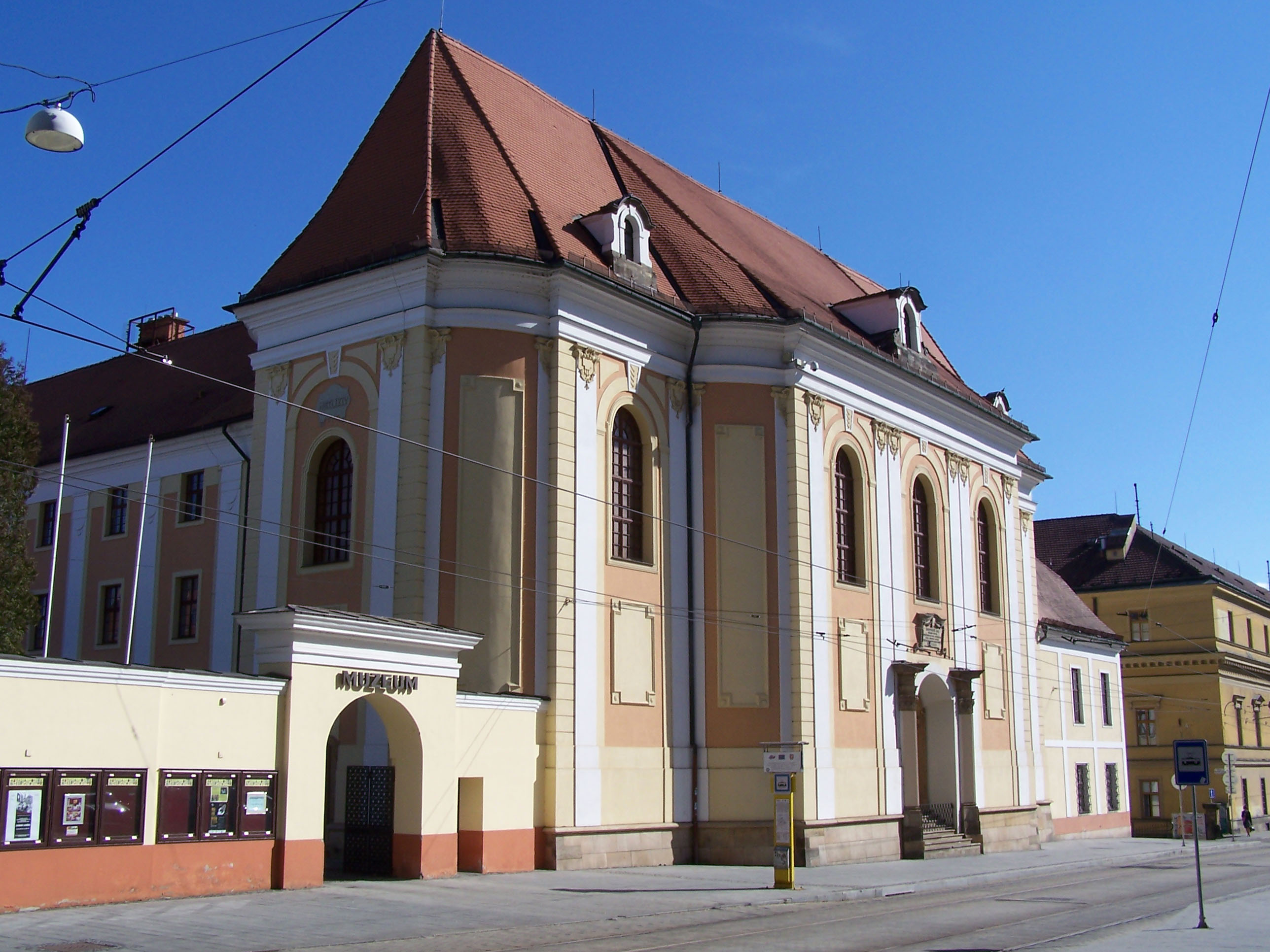
VMO – Vlastivědné muzeum Olomouc

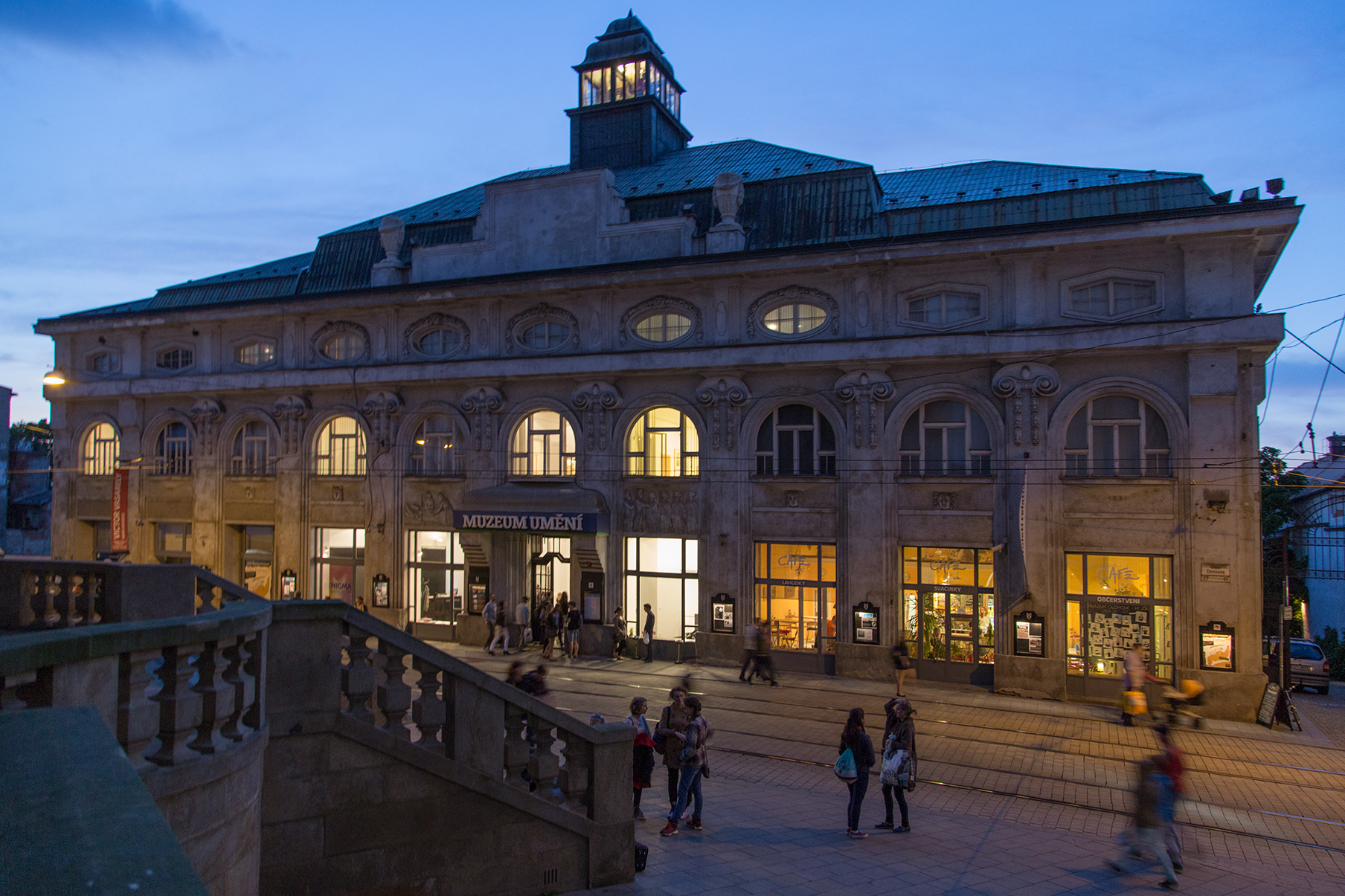
MUO – Muzeum umění Olomouc

- Divadlo na Šantovce
- Loutkové divadlo Kašpárkova říše

### Muzea a další instituce

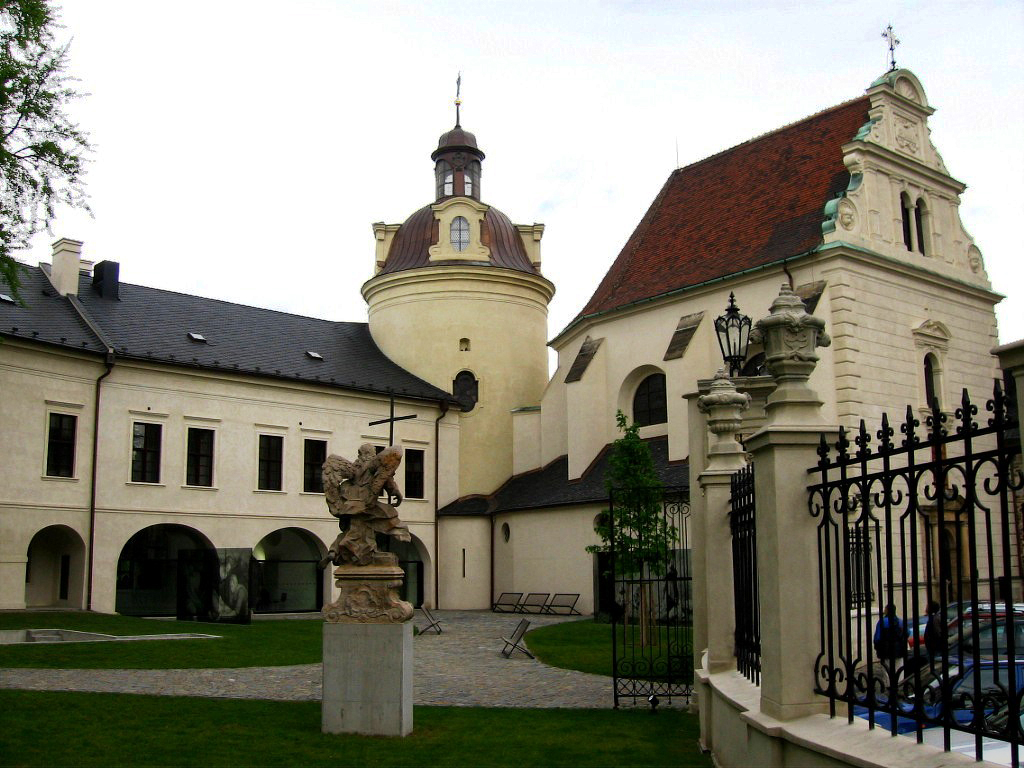
Arcidiecézní muzeum Olomouc

- VMO – Vlastivědné muzeum v Olomouci – od roku 1951
  - Expozice kamene
  - Zámek Čechy pod Kosířem
  - Arboretum Bílá Lhota
  - VSMO - Vlastivědná společnost muzejní Olomouc
- MUO – Muzeum moderního umění – má asi 60 000 sbírkových předmětů (ve spolupráci s Arcidiecézním muzeem)
  - Středoevropské fórum Olomouc – zatím nerealizováno
- Technická muzea v Olomouc:
  - Expozice železničního muzea ČD
  - Veteran Arena Olomouc – muzeum historických automobilů
  - Letecké muzeum Olomouc – Neředín (zrušeno)
    - Expozice letiště Olomouc (fungující, k 2025)
- Muzea Univerzity Palackého:
  - Pevnost poznání – muzeum popularizace vědy pod záštitou Přírodovědecké fakulty Univerzity Palackého
  - Lékařské muzeum UP
- Církevní muzea:
  - Arcidiecézní muzeum Olomouc – od roku 2006 (ve spolupráci s MUO)
  - Svatokopecké muzeum na Svatém Kopečku
- Vojenská muzea:
  - Muzeum Olomoucké pevnosti
  - Kryt civilní ochrany – Institut paměti národa
  - Muzeum Lagerfort XIII – Ziegelschlag

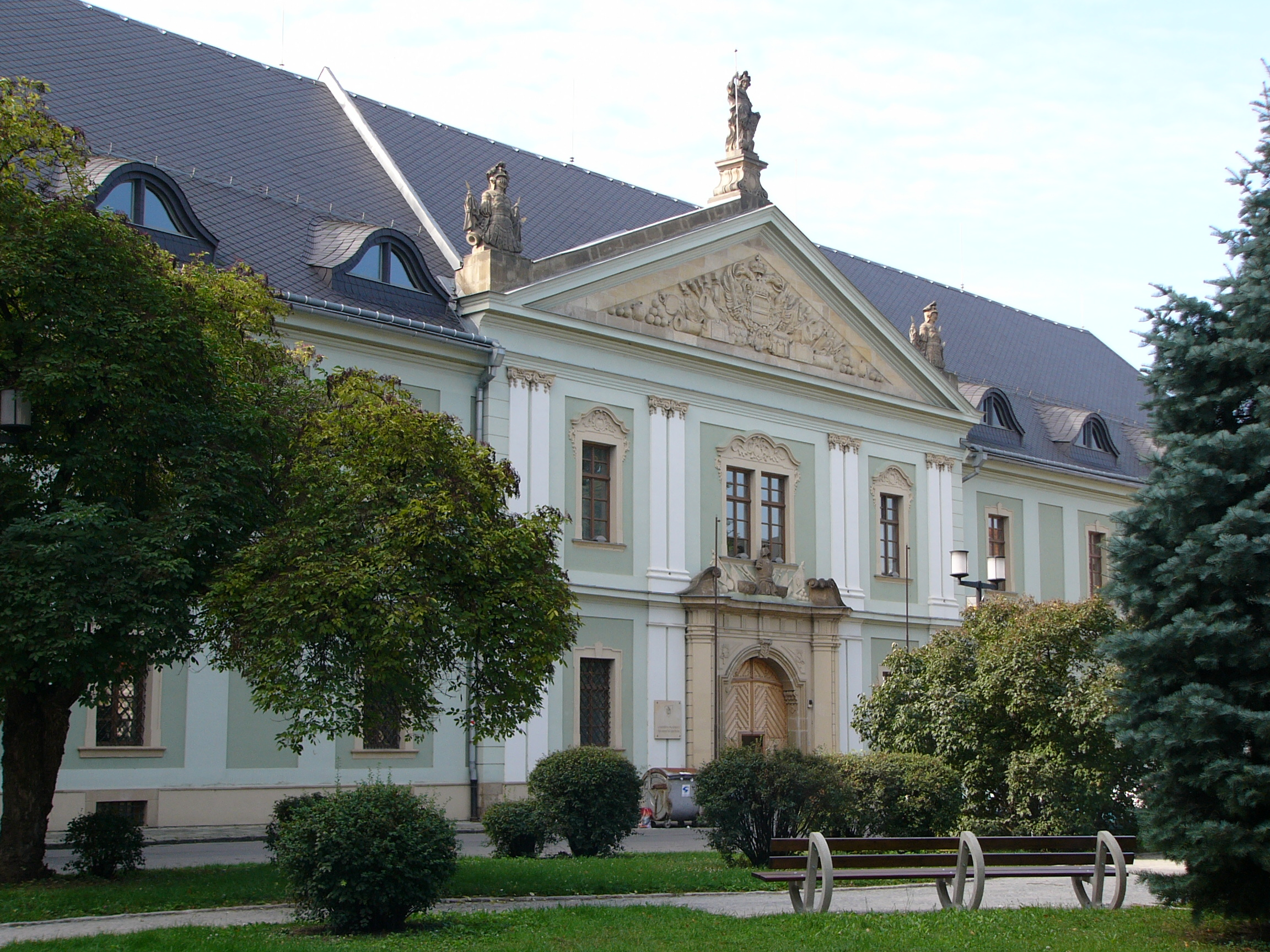
Zbrojnice (Knihovna Univerzity Palackého Olomouc)

  - Muzeum Fort XVII Křelov

### Knihovny
- Vědecká knihovna v Olomouci (2 364 822 knih a písemností)
- Knihovna Univerzity Palackého v Olomouci (přes 550 tisíc knih)
  - 8 sekcí (Zbrojnice – centrální knihovna, Britské centrum a 6 fakultních knihoven)
- Knihovna města Olomouce (cca 230 tisíc knih)
- knihovna centra Aletti (116 tisíc knih)
- Arcibiskupská knihovna Olomouc (35 tisíc knih)
- Knihovna archeologického centra (cca 4000 knih)
- Technická knihovna – Farmak
- Knihovna domu armády
- jednotlivé knihovny klášterů, škol a soukromých institucí

### Nakladatelství
- nakladatelství Matice cyrilometodějská
- nakladatelství Solen
- nakladatelství Anag
- nakladatelství DANAL
- nakladatelství ALDA
- nakladatelství Burian a Tichák
- nakladatelství Refugium Velehrad-Roma
- nakladatelství Olomouc
- nakladatelství PRODOS – pedagogické nakladatelství
- vydavatelství Univerzity Palackého v Olomouci

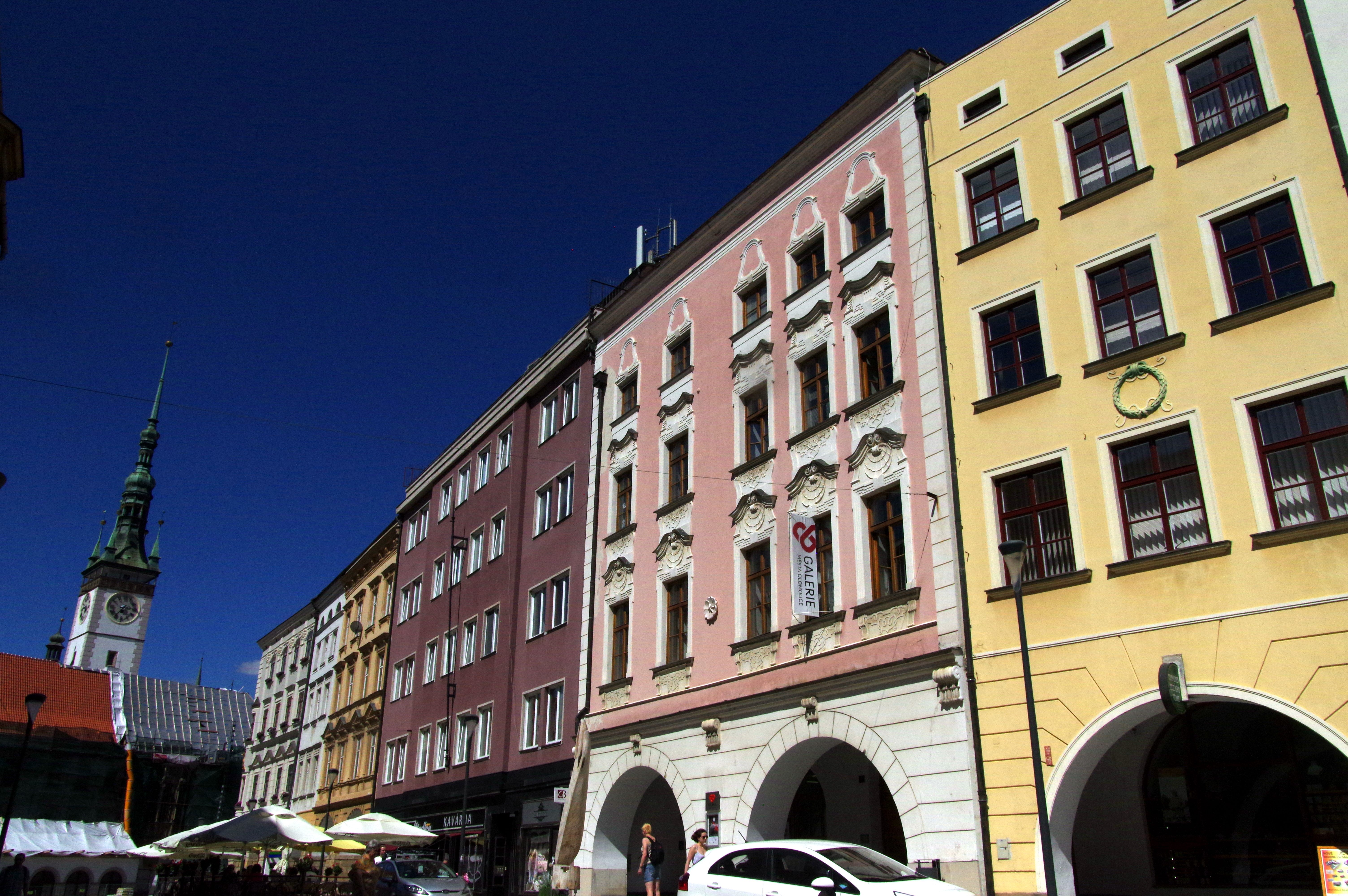
Galerie města Olomouc (růžový palác)

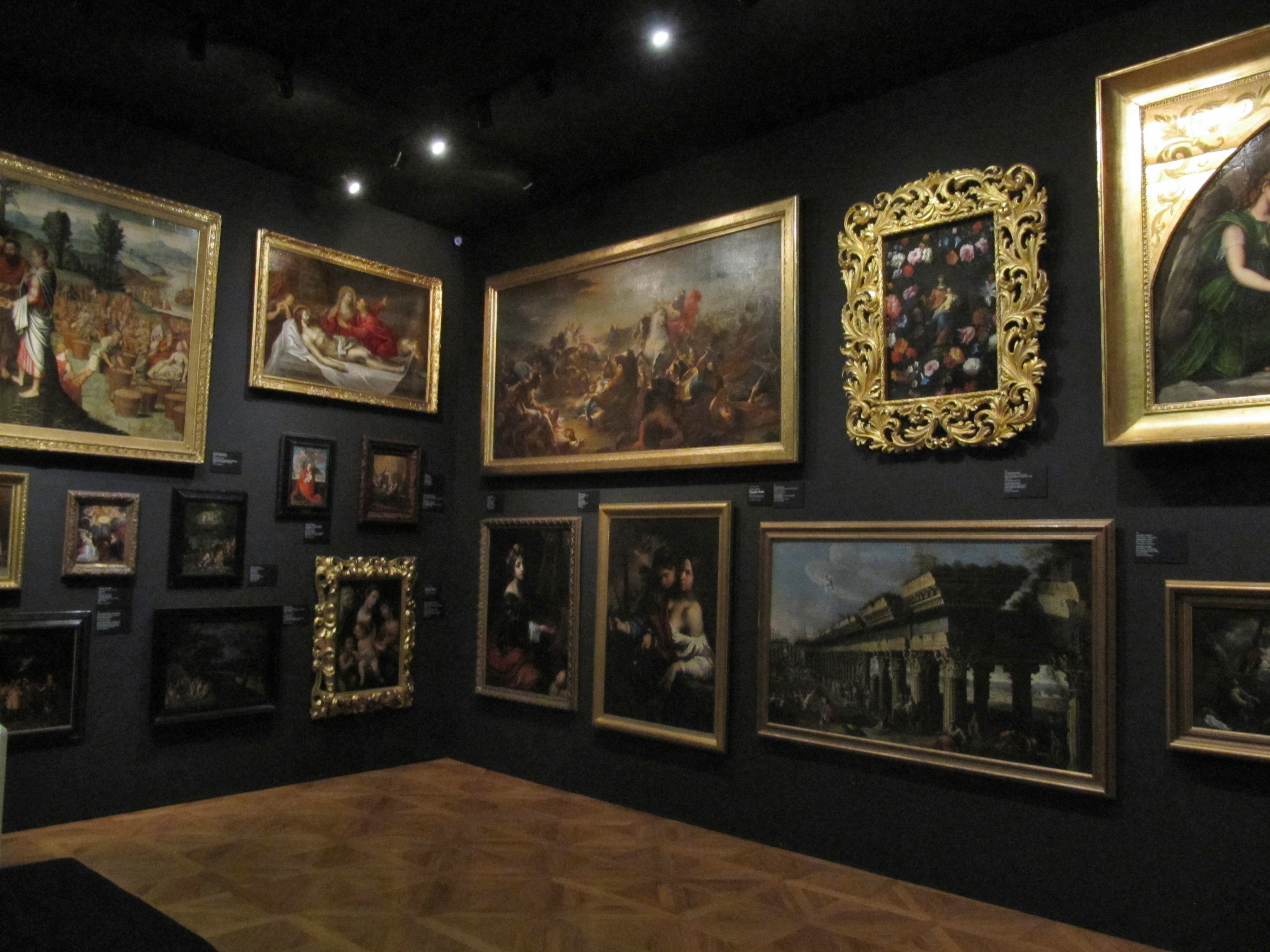
Arcidiecézní muzeum - obrazárna

### Galerie
- Telegraph Gallery
- Galerie města Olomouc
- Galerie informačního centra Univerzity Palackého
- Umělecké centrum Univerzity Palackého
- Afas galerie
- Ateliér Kateřiny Dostálové
- Galerie Patro
- AbaKus-Art, internetová galerie
- Galerie 1499
- Galerie Bohéma
- Galerie Caesar
- Galerie W7
- Galerie G
- Galerie Hesperia
- Galerie Kopeček, Olomouc-Svatý Kopeček
- Galerie Labyrint
- Galerie Mona Lisa
- Galerie Podkova
- Galerie Rubikon
- Galerie Skácelík
- Galerie U Mloka
- Galerie Jola (Dolní náměstí, Olomouc)
- Galerie XY
- Galerie Véčko
- Basement Project
- HROB
- Vitrína Deniska

### Výstavy
V roce 1966 zde začaly zahradnické Olomoucké výstavní sady, které se roku 1970 již označovaly jako Flora Olomouc. V roce 2000 vznikla společnost Výstaviště Flora Olomouc, a. s. V roce 2006 výstaviště navštívilo 222 550 návštěvníků. V roce 2007 bylo Výstaviště Flora Olomouc z hlediska počtu návštěvníků (nikoliv turisticky) s 200 506 návštěvníky třetím nejnavštěvovanějším místem v Olomouckém kraji. V dubnu roku 2022 po Velikonočních svátcích proběhla ve Smetanových a Bezručových sadech velmi úspěšná jarní etapa výstavy květin Flora Olomouc, kde zaujaly zejména sbírky orchidejí.

### Kulturní akce
- Academia Film Olomouc (AFO) – od roku 1966 festival dokumentárních filmů, od roku 1992 s mezinárodní účastí
- Beerfest Olomouc – největší český pivní festival s hudebním programem od roku 2002
- Divadelní Flora – od roku 1997, jeden z největších českých divadelních festivalů; pořádá DW7 o.p.s.
- Festival Baroko – festival barokní hudby, od roku 1998
- Festival Jeden svět – festival dokumentárních filmů, který organizuje Člověk v tísni
- Festival Religiosa – mezinárodní festival duchovní a církevní hudby, od roku 2006
- Svátky Písní Olomouc – mezinárodní festival pěveckých sborů, od roku 1972 (navazuje na tradici festivalu Dětských pěveckých sborů; "Olomouc zpívá")
- Film ve znamení ryby – mezinárodní festival duchovních filmů, jehož 10. ročník proběhl v roce 2011 (v roce 2012 se neuskutečnil)
- Ostrovy bez hranic – mezinárodní festival poezie od roku 2007, v návaznosti na festival Poezie bez hranic 2001–2004
- PAF – Přehlídka filmové animace a současného umění – festival animovaného filmu a pohyblivých obrazů založený roku 2000
- TANEC PRAHA v Olomouci – mezinárodní festival současného tance a pohybového divadla, v Olomouci probíhá v Divadle na cucky; produkce zajišťuje DW7 o.p.s. ve spolupráci s pražskými organizátory
- Týden improvizace – projekt DW7 o.p.s. směřující k oživování městských periferií prostřednictvím uměleckých intervencí
- VZÁŘÍ – mezinárodní festival světla a videomappingu, od roku 2011 (též anglicky Septembeam)
- Za(o)hrada – projekt komunitního zahradničení v centru Olomouce; zaštiťuje DW7 o.p.s.
- Street Art Festival – festival graffiti a street artu, oficiálně pořádaný od roku 2015[85]
- Prix Bohemia Radio – festival rozhlasové tvorby pořádaný od roku 2016 v Olomouci (dříve v Poděbradech)[86]

### Cena města Olomouce
Zastupitelstvo města na návrh rady města uděluje Cenu města Olomouce – ocenění významné činnosti nebo díla se zřetelným časovým přesahem, a to v některé z těchto oblastí: hudba, přírodní vědy, užité umění, architektura a urbanismus, výtvarné umění, technický pokrok, literární činnost, dramatické umění, společenské vědy, hospodářský rozvoj, sport, žurnalistika a publicistika, jiné. Cena města je udělována od roku 1998, za tuto dobu ji získalo více než 120 osobností a subjektů. Ocenění je udělováno kolektivům a jednotlivcům za činnost, která je v úzkém vztahu k městu Olomouci, nebo byla vytvořena na jeho území či jinak přispívá k rozvoji města. Cena města se uděluje jednou ročně. Dále uděluje Cenu za počin roku – ocenění významného jednání, konkrétního díla nebo mimořádného úspěchu v příslušném roce, a to v oblasti kultury, sportu, vědy a výzkumu, hrdinského činu a jiné.

## Hospodářství

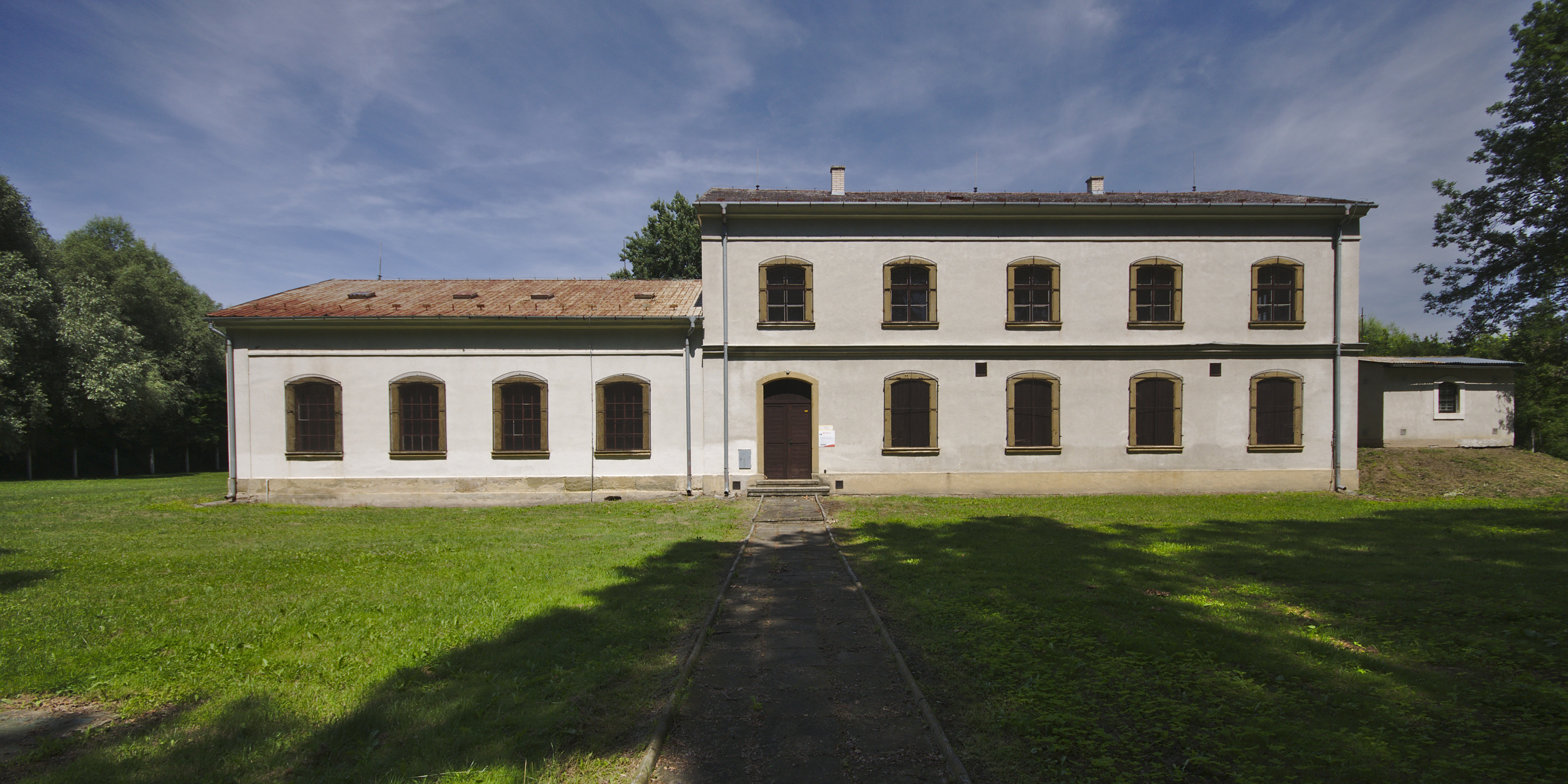
Objekt parní vodárny v Černovíře

Po zavraždění Václava III. na olomouckém hradě v roce 1306 nastoupili Lucemburkové a s nimi přišel velmi významný rozvoj města. Olomouc, jako křižovatka cest, se stala největším centrem obchodu na Moravě. Město, kterému obchod přinášel nemalé zisky, čilý ruch na tržišti samozřejmě podporovalo a co víc, získalo různá královská privilegia, mezi nimiž bylo i právo vybudovat další tržnici.
Díky místních trhům se např. proslavily olomoucké tvarůžky. S jejich výrobou je nyní, navzdory názvu, spojeno hlavně město Loštice, důvodem pro toto pojmenování je ale skutečnost, že ačkoli se vyráběly v okolních obcích, prodávaly se pak na olomouckých trzích a odtud se staly známými ve světě. První zmínka o nich pochází už z roku 1583.
Počet turistů v roce 2005 činil 111 700, k roku 2006 jich do Olomouce zavítalo 113 400 a v roce 2007 šlo už o 121 000 turistů.

### Vodní hospodářství
Jako jediné město v Česku má zachovalou parní vodárnu a jako jediné město v Česku s více než 100 000 obyvateli je 100% zásobováno vodou z podzemních zdrojů. Vydatnost zdrojů:
- Olomouc-Černovír 300 l / s (část lze použít bez úpravy)
- Příkazy 250 l / s
- Litovel 160 l / s (lze použít bez úpravy)
- Senice na Hané 50 l / s (lze použít bez úpravy)

Město spotřebuje denně asi 27 000 m3 vody. Čistírna odpadních vod je v části Olomouc-Nové Sady. Dodavatelem vody, provozovatelem vodovodů, kanalizace a čistírny je Moravská vodárenská a. s. (do 1. ledna 2008 s názvem Středomoravská vodárenská a. s.).

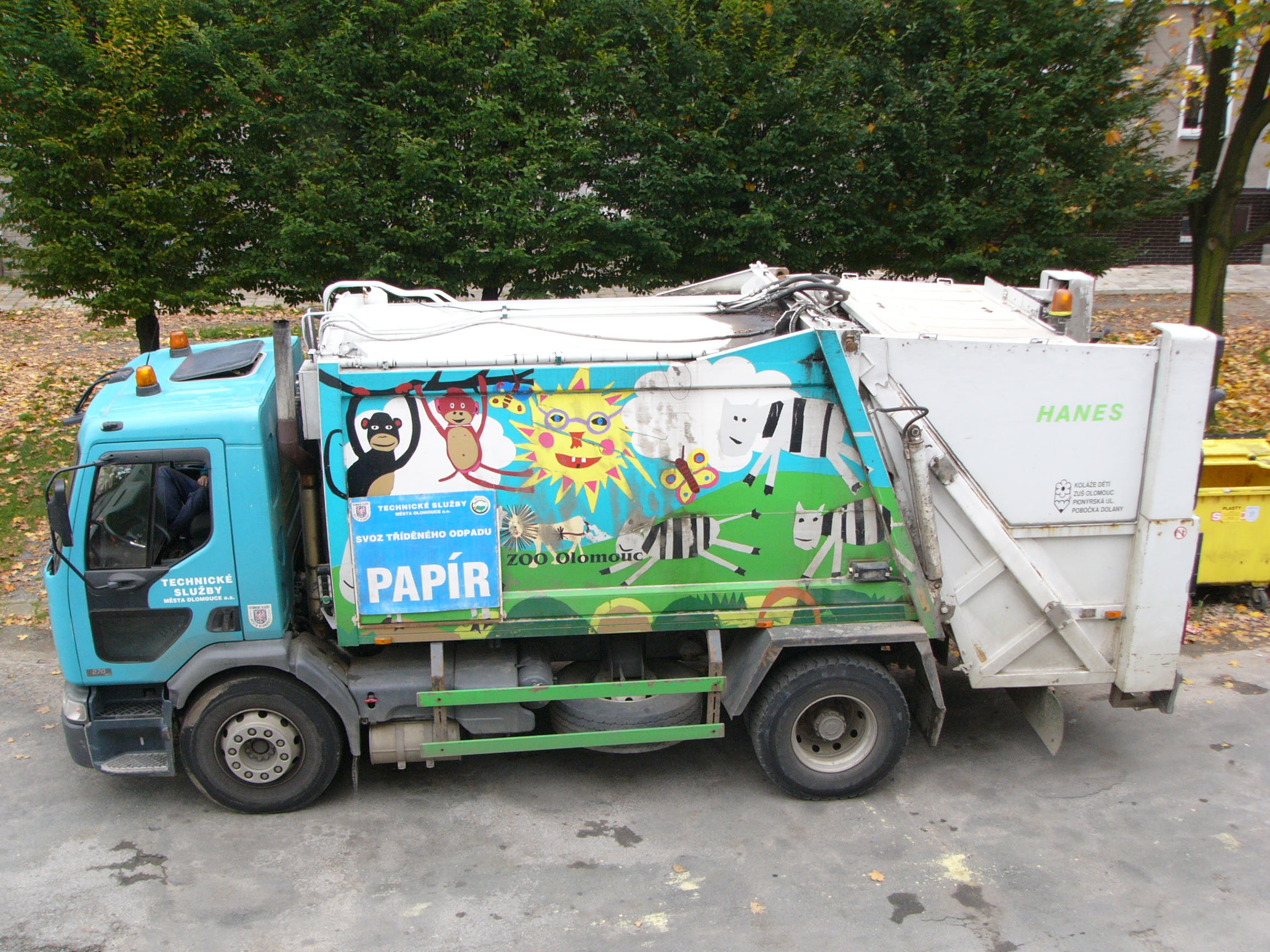
Auto Technických služeb města na svoz tříděného odpadu (papír)

### Energetika
Elektřinu rozvádí v síti vysokého a nízkého napětí ČEZ a.s.
Teplo vyrábí teplárna na hnědé a černé uhlí (138+31 tis.tun/rok 2012) a výtopna na mazut (pyrolýzní topné oleje) a zemní plyn. Teplo rozvádí síť horkovodů a parovodů. Dodavatel: Veolia, Teplárna Olomouc.
Zemní plyn rozvádí plynovody po celém území města Severomoravská plynárenská a.s.

### Odpadové hospodářství
Svoz odpadů zajišťují Technické služby města Olomouce, a. s. Separovaný odpad v Olomouci je svážen ze širšího okolí, ale přibližně kopíruje trendy v odpadovém hospodářství města Olomouce. Pro rok 2003 šlo o 704 t papíru, 440 t skla, 369 t plastů a 0,5 t nápojových kartonů. V roce 2006 pak bylo z Olomouce svezeno: 17 394 t komunálního odpadu, 1 486 t papíru, 851 t skla, 562 t plastů a 55 t nápojových kartonů. Z hlediska množství separovaného odpadu (svezeného ze širšího okolí) je k tomuto roku udáváno 1488 t papíru, 859 t skla, 562 t plastů, 54,76 t nápojových kartonů, a pro 1. pololetí roku 2007 šlo o 823 t papíru, 425 t skla, 308 t plastů, 31 t nápojových kartonů. Směsný komunální odpad je od roku 2011 odvážen do brněnské spalovny SAKO, a.s.

### Lesní hospodářství
Lesní majetek města Olomouce na ploše 4002,96 ha (z toho 3871,56 ha je porostní půda, stav v roce 2011) spravuje akciová společnost Lesy města Olomouce a.s. Hospodaření na velké části (1204 ha, 31 % celkové plochy) je silně ovlivněno kvůli ochraně přírody.
První lesní majetek o rozloze 800 ha získalo město Olomouc v letech 1352–1393 v k.ú. Grygov jako dar od krále Karla IV. Další lesy získalo město např. nákupem od moravského zemského hejtmana Jana z Lipé (1534, 250 ha), Václava Haugvice z Biskupic (1546, 500 ha), kardinála Ditrichštejna (1606, 1 000 ha), Liechtensteina (30. května 1936, 988 ha). 8. února 1952 byl lesní majetek (3984 ha) převeden na Československé státní lesy. 1. ledna 1993 převzala lesní majetek Správa lesů města Olomouce. 1. října 2010 se přeměnila na akciovou společnost Lesy města Olomouce a.s.

## Doprava

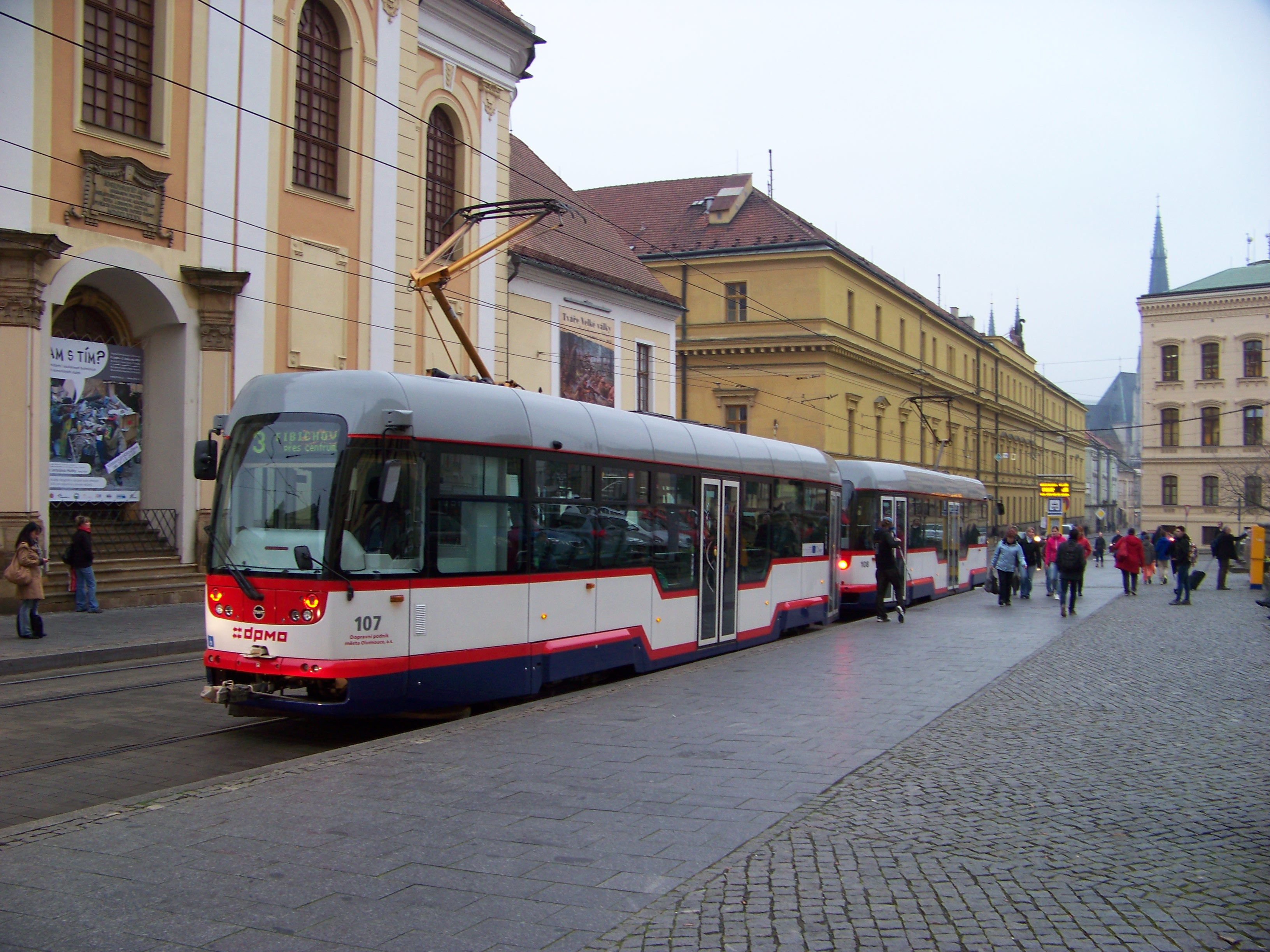
Tramvaj VarioLF na náměstí Republiky

Již v roce 1845 začaly jezdit mezi centrem města a vzdáleným nádražím omnibusy. Ty ale kapacitně nedostačovaly, proto byla na tomto úseku v roce 1899 postavena tramvajová trať. Postupně byly tratě prodlužovány, od roku 1940 probíhalo jejich postupné zdvoukolejňování. V 50. letech došlo k rozsáhlé reorganizaci tramvajové dopravy ve středu města. V roce 1997 došlo k prodloužení – byla postavena trať na třídě Kosmonautů, která pomohla přetíženému úseku na Masarykově třídě přes centrum. Roku 2013 byla postavena nová trať z areálu Šantovka na Nové Sady. V roce 1927 se Olomouc stala prvním moravským městem s vlastní autobusovou dopravou. Městskou hromadnou dopravu v Olomouci zajišťuje Dopravní podnik města Olomouce.
Olomouc leží na hlavní železniční trati a má přímé spojení s Prahou, Brnem, Ostravou, Zlínem, všemi okresními městy kraje a řadou dalších významných sídel na Slovensku a v Polsku. Na území města se nachází tyto železniční stanice a zastávky: Olomouc hlavní nádraží (tratě Česká Třebová – Přerov, Nezamyslice–Olomouc (obě 270), 275, 290, 310), Olomouc-Smetanovy sady, Olomouc-Nová Ulice, Olomouc město, Olomouc-Hejčín, Olomouc-Řepčín (všechny na trati 275), Olomouc-Nové Sady a Nemilany (trať 301). Dále zde jsou dvě autobusové nádraží a mezinárodní letiště pouze pro schengenský prostor v Neředíně (slouží jako centrální letiště helikoptér policie, hasičů a pro nemocnici).
Z města vychází dálnice D46 (směr Vyškov), prochází jím dálnice D35 (směr Mohelnice a Lipník nad Bečvou), dále silnice I/46 směr Šternberk, I/55 směr Přerov a řada dalších silnic druhé a třetí třídy.

## Sport

### Kluby
- Box Club Hi-Tech Olomouc
- SK Sigma Olomouc, fotbalový klub
- FK Nové Sady, fotbalový klub
- HC Olomouc, hokejový klub
- Skokani Olomouc, baseballový klub
- 1. HFK Olomouc, fotbalový klub
- Slackline Olomouc, první slackline klub v Česku (web)
- DHK Zora Olomouc, dámský házenkářský klub
- SK UP Olomouc, ženský volejbalový klub
- Basketbal Olomouc, basketbal klub
- T. J. Sokol Olomouc, Sokol, v Olomouci je celkem 10 místních jednot (web)
- AK Olomouc, aerobik klub Olomouc
- AK Olomouc, atletický klub
- Haná Dragons, klub dračích lodí (web)
- TJ Lodní Sporty Olomouc, sdružuje Kanoistický a Veslařský Klub:
- VK Olomouc, veslařský klub (web)
- KK Olomouc, kanoistický klub – rychlostní kanoistika (web)
- RC Olomouc, ragbyový klub (web)
- AŠK Olomouc, armádní šachový klub
- Basketbalové centrum mládeže Olomouc
- HKK Olomouc, kuželkářský klub (web Archivováno 1. 1. 2018 na Wayback Machine.)
- FBS Olomouc, florbalový klub
- TJ MILO Olomouc, sdružuje oddíl fotbalu (FK Nové Sady), tenisu, ledního hokeje, turistiky a kolové (web)
- BK Omega Olomouc, badmintonový klub
- JK FILIPPI Olomouc – Řepčín, sportovní stáj
- KSP Olomouc, klub ploutvového plavání (web)
- UN Olomouc, plavecký klub
- Occamy Olomouc, famfrpálový tým (web Archivováno 7. 11. 2017 na Wayback Machine.)
- 331 Dance Studio Olomouc, taneční škola (web)
- SK UP Olomouc, ženský basketbalový klub (web)
- TJ Slovan Černovír, fotbalový klub (web)

### Sportoviště

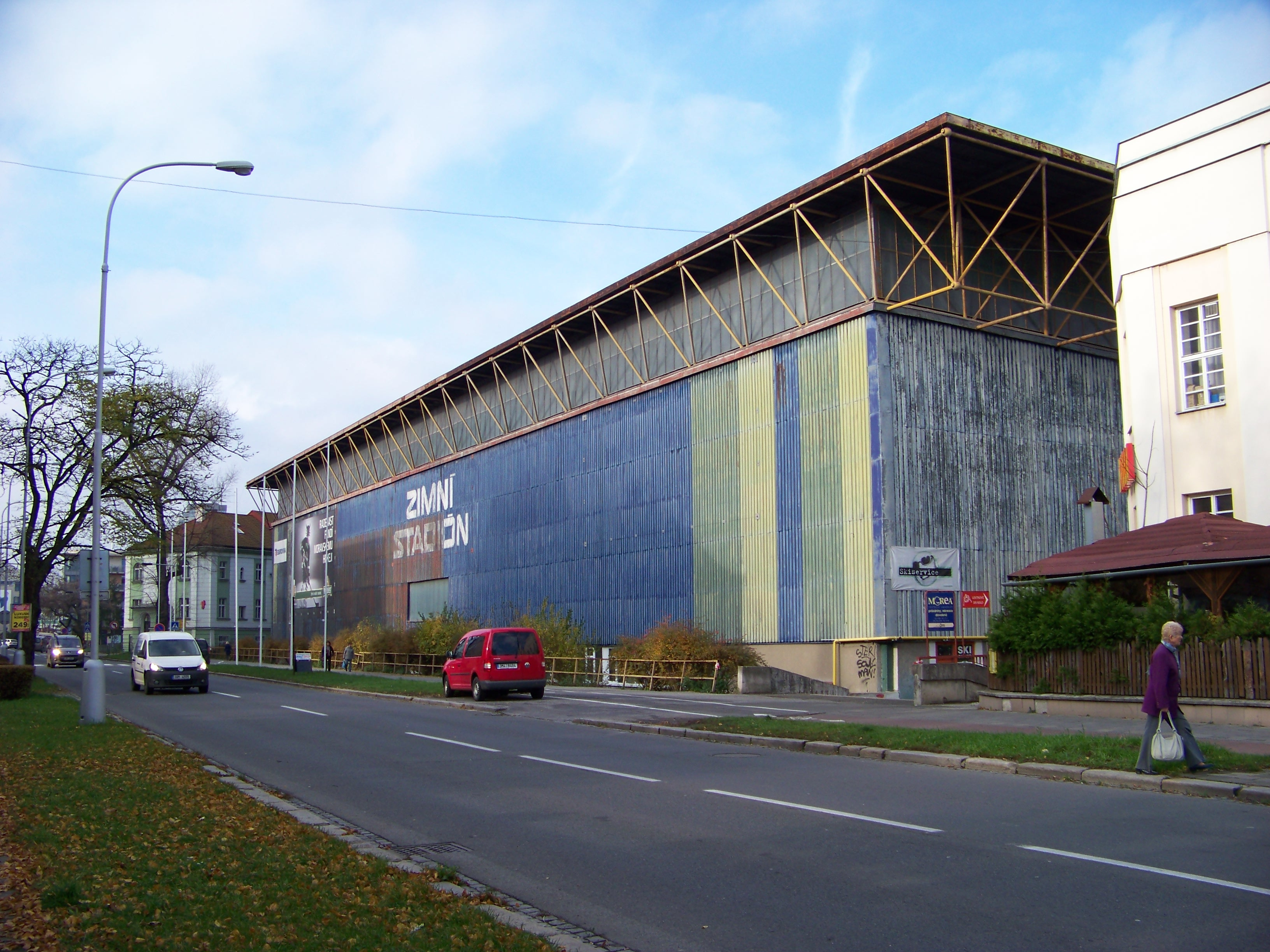
Zimní stadion Olomouc

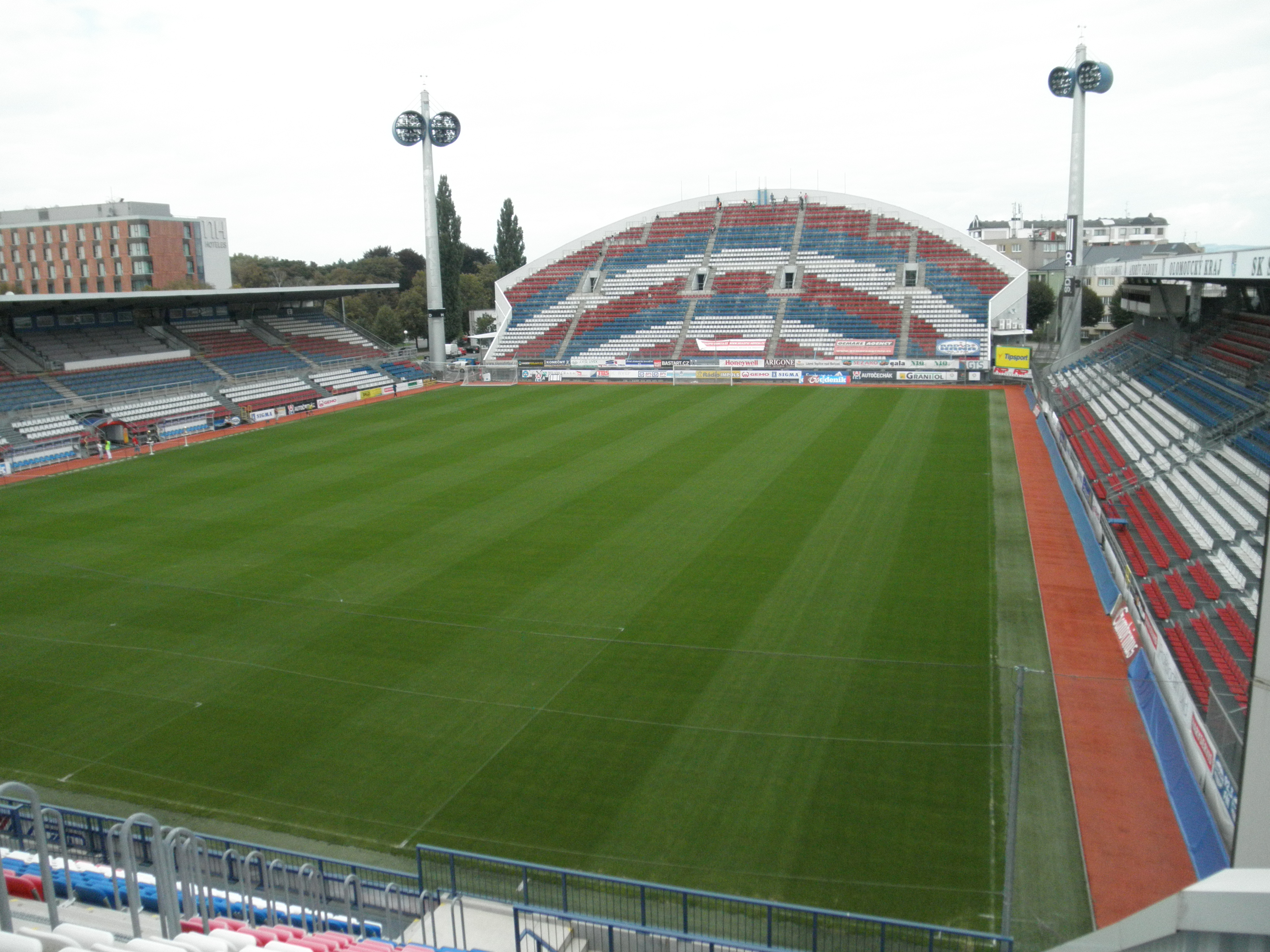
Andrův stadion

- fotbalový stadion Sigmy (Andrův stadion)
- fotbalový stadion 1. HFK Olomouc
- zimní stadion HC Olomouc
- plavecký stadion
- lanové centrum
- sportovní hala Univerzity Palackého
- Omega centrum sportu a zdraví
- Aqua centrum (web)
- Jump Academy Olomouc, trampolínové centrum (web)
- fitness tribuna
- Čajkaréna
- atletický stadion (sokolský stadion)
- baseballový stadión
- golfové hřiště
- Dům Armády Olomouc
- Equine sport center Olomouc (parkurové závodiště)
- Kuželna HKK Olomouc (největší v Česku)
- Bowland bowling center Šantovka (největší v Česku)
- tenisový a badmintonový areál TJ MILO Olomouc
- Sportcentrum Nové Sady (hřiště a tělocvična)
- lanový park Veverák
- laser arena

### Sportovní akce
- Olomoucký půlmaraton
- ITS Cup
- Mistrovství světa ve florbale juniorek 2010
- Mistrovství světa v orientačním běhu 2008
- MTO Fight Night: Memoriál Marka Tisoně 2022
- Mistrovství světa v kickboxu 2008
- Mistrovství Evropy v baseballu 2005
- Hry V. letní olympiády dětí a mládeže 2011
- Mistrovství Evropy ve fotbale hráčů do 21 let 2015
- Velká cena Olomouce v kolové
- MČR Estetická skupinová gymnastika 2024

## Zdravotnictví
V Olomouci k roku 2002 bylo celkem 1 084 lékařů, počet obyvatel tak na 1 lékaře činil 96 a počet lůžek ve zdravotnictví na 1 000 obyvatel bylo 19. Působí zde tři nemocnice, 147 ordinací praktického lékaře a dalších 197 odborných ordinací a pracovišť, dále 21 lékáren a 11 ostatních zdravotnických zařízení. Celkem tak k roku 2002 šlo o 379 zdravotnických zařízení. Nejvýznamnější institucí v oblasti zdravotnictví je Fakultní nemocnice Olomouc, působí zde také Vojenská nemocnice Olomouc.

## Partnerská města
Olomouc má následující partnerská města:
- Antony, Francie
- Lucern, Švýcarsko
- Nördlingen, Německo (web)
- Pětikostelí, Maďarsko
- Subotica, Srbsko
- Tampere, Finsko
- Veenendaal, Nizozemsko
- Bratislava – Staré Mesto, Slovensko[100]
- Krakov, Polsko
- Kunming, Čína
- Makarska, Chorvatsko
- Owensboro, USA

## Olomouc ve světě i ve vesmíru

### Planetka ve vesmíru
Díky dr. Petru Pravcovi se planetka s číslem 30 564 v hlavním pásu asteroidů mezi Marsem a Jupiterem nazývá Olomouc. Astronom ji objevil při pozorování z hvězdárny v Ondřejově.

### Druh hemoglobinu
Naopak šéf hemato-onkologické kliniky olomoucké fakultní nemocnice Karel Indrák v roce 1986 zjistil, že jednu dědičnou chorobu krve způsobuje do té doby neznámý druh hemoglobinu a pojmenoval ho po svém rodném městě.

### Nová látka
Když Miroslav Strnad z Univerzity Palackého společně s kolegou Jaroslavem Veselým hledali v rostlinách látku podporující jejich růst, nalezli i derivát rostlinných hormonů cytokininů, který buněčné dělení naopak brzdí. Novou látku nazvali olomoucin, při testování pak zjistili, že má protinádorové účinky a není toxická. Jméno navrhl francouzský kolega Laurent Meijer.

### Pojmenování částí měst
V německém městě Nördlingen, jednom z osmi partnerských měst Olomouce, lze najít Olomouckou ulici (Olmützer Strasse) nebo obdivovat Olomouckou kašnu (Olmützer Brunnen).
Ve městě Antony, nedaleko Paříže (v departementu Hauts-de-Seine, Île-de-France), vzniklo Olomoucké náměstí. Chystá se tam výstavba nové čtvrti, jejíž centrální náměstí se jmenuje Place d'Olomouc a ulice vedoucí na náměstí Rue d'Olomouc.

### Turistické ukazatele
V některých partnerských městech také upozorňují na Olomouc ukazatele, podle kterých lidé poznají, jak daleko se od města nacházejí. Nechybí například ve finském Tampere.